# Oaxaca
Oaxaca ([(g)wa'haka] (escucharⓘ)), oficialmente el Estado Libre y Soberano de Oaxaca, es uno de los treinta y un estados que, junto con la Ciudad de México, forman los  Estados Unidos Mexicanos. Su capital y ciudad más poblada es Oaxaca de Juárez. Está dividido en 570 municipios, de los cuales 418 se gobiernan bajo el sistema de usos y costumbres, con formas locales reconocidas de autogobierno.
Está ubicado en la región suroeste del país. Limita al norte con Puebla y Veracruz, al este con Chiapas, al sur con el océano Pacífico y al oeste con Guerrero. Con 93 757 km², es el quinto estado más extenso —por detrás de Chihuahua, Sonora, Coahuila y Durango— y, con 4 132 148 habitantes en 2020, el décimo más poblado. Se fundó el 21 de diciembre de 1823.[cita requerida]
El estado es conocido principalmente por sus pueblos indígenas y afromexicanos, representados por más de 16 grupos étnicos, y los zapotecos y mixtecos son los de mayor representación. Estas culturas han sobrevivido y mantenido sus usos y costumbres con mayor éxito que el resto del territorio nacional, gracias al accidentado y aislado territorio del estado. La mayoría de estos grupos habitan la zona centro del estado, cuya riqueza cultural, que incluye zonas arqueológicas como Monte Albán y Mitla, la convierten en una zona turística de importancia.
Otras zonas turísticas de importancia se encuentran en la costa, con complejos de importancia como Bahías de Huatulco, Puerto Escondido, Zipolite, Mazunte y Chacahua. Así mismo, Oaxaca es considerado como uno de los estados con mayor diversidad geográfica y biológica, por su complejo relieve y el elevado número de especies endémicas de reptiles, anfibios, mamíferos y plantas.

## Toponimia

Topónimo náhuatl para Huāxyacac (Oaxaca)

El nombre proviene de la denominación náhuatl Huāxyacac impuesta por los conquistadores mexicas en el siglo XV en el momento de su incorporación al Imperio tenochca; huāxin significa en español huaje, una planta común en la región de los valles, yacatl significa literalmente "nariz", pero se traduce mejor como "punta" y el sufijo locativo -c, "lugar de", dando así el significado de "El lugar en la punta del guaje".
Su nombre en la lengua binnizá (zapoteca) es Lulaa y significa "en la punta del guaje". En la lengua ñusavi (mixteco) es Ñuhundua y significa "en la punta de la nariz del guaje".
Oaxaca, al igual que México, Texas y Xalapa, usa la grafía X para el sonido en español de “J”. La Real Academia Española (RAE), en su Ortografía de la lengua española, edición de 1999, explica: En la Edad Media, la x representaba también el fonema fricativo palatal sordo de dixo, que a partir del siglo XVI evolucionaría hacia el fonema fricativo velar sordo de dijo... La pronunciación de esta x, en esas y otras palabras, es fricativa velar sorda, es decir, suena como j; constituye, por tanto, un error ortológico articularla como ks.

## Historia

### Época Prehispánica

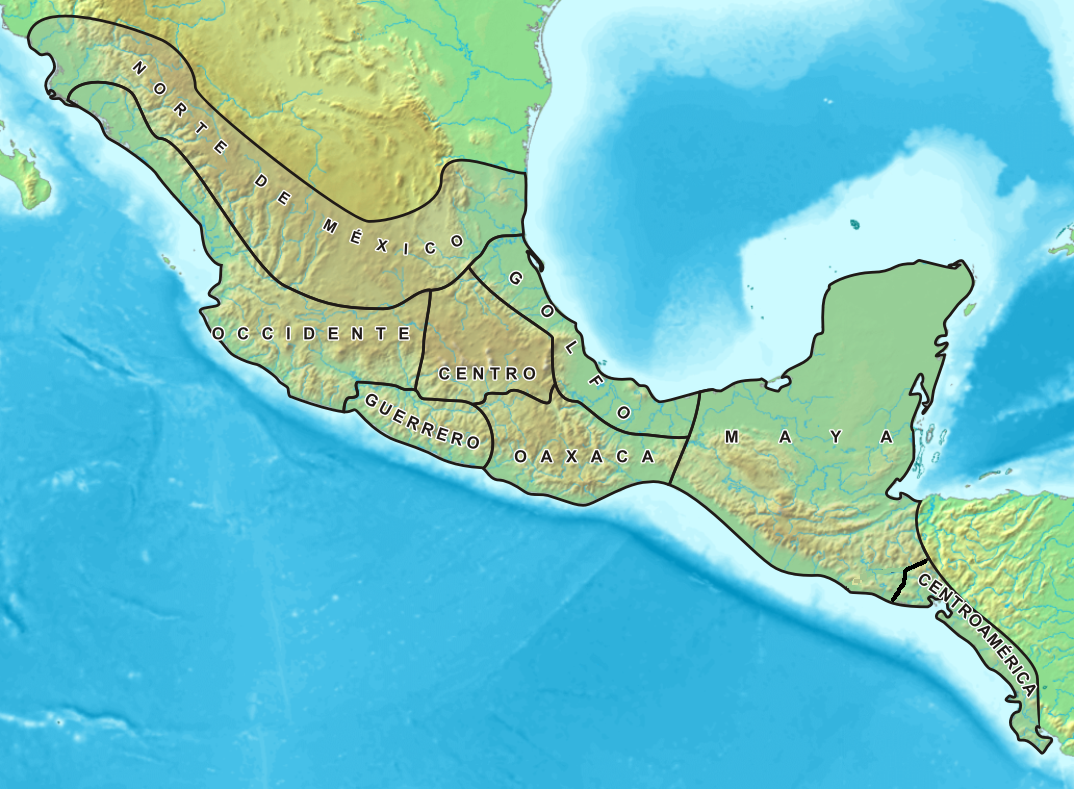
Oaxaca es una de las áreas culturales de Mesoamérica.

Oaxaca se ubica en la región mesoamericana en donde se manifestó la cultura zapoteca, que floreció en el área de Monte Albán a partir del año 900 a. C. y más tarde, en el año 1300, la cultura mixteca, que a su vez se desarrolló hasta su posterior dominación por parte de los conquistadores españoles.

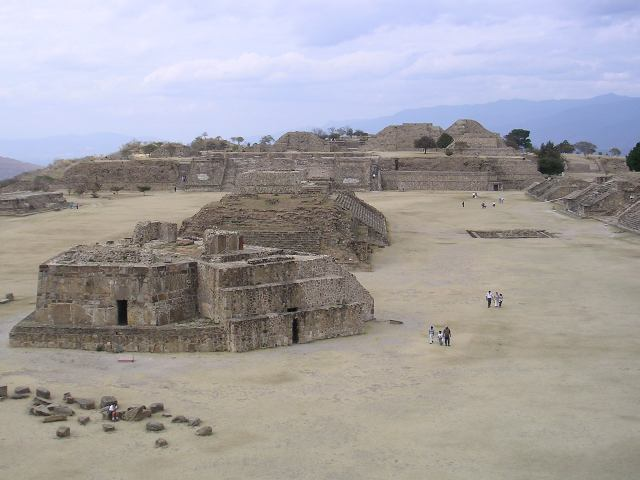
Zona arqueológica de Monte Albán.

Poco se sabe sobre el origen de los zapotecas. A diferencia de la mayoría de los indígenas de Mesoamérica, ellos no tenían ninguna tradición o leyenda sobre su migración, sino que creían que nacieron directamente de las rocas, árboles, y de los jaguares.
Una de las posibles teorías acerca del origen de los zapotecas, es la relatada por el padre Francisco de Burgoa, y el padre José Antonio Gay autor de "Historia de Oaxaca" donde aseguran que los zapotecos se establecieron primitivamente en Teotitlán del Valle, noticia que recibió de antiguas tradiciones y pinturas que apoyan con el respecto, del cual quizá hubo una movilización de una parte de la población a lo que sería el actual valle de Etla. Esos primitivos habitantes en Teotitlán del Valle pudieron haber sido grupos olmecas en busca de nuevos territorios.
Las primeras manifestaciones de los zapotecas es el centro ceremonial de San José Mogote, una aldea ubicada en el valle de Etla, uno de los Valles Centrales de Oaxaca. La aldea de Mogote (cuyo nombre original es desconocido) fue la más importante de las que se establecieron en la región, y tuvo su mayor apogeo hacia el final del Período Preclásico Temprano. Mogote era una aldea zapoteca de agricultores, que controlaba la región central de Oaxaca y mantenía relaciones con el área olmeca. Su declinación está claramente asociada con la construcción de Monte Albán, ciudad que fue contemporánea a Teotihuacán y a las grandes ciudades mayas en el sureste.
La fundación de Monte Albán se sitúa alrededor de los años 500 a. C. al 100 a. C., adquiriendo una importancia política y económica importantísimas en la región. Durante el Período Clásico es cuando alcanza su mayor crecimiento. Monte Albán recibe influencias teotihuacanas y mayas. Aproximadamente durante los años 200 d. C. al 600 d. C. Monte Albán alcanza su máximo auge, siendo la ciudad —capital del imperio Zapoteca— más importante de la región, contando con cerca de 40 000 habitantes en los 20 km² cercanos al centro ceremonial.
A partir del año 800 d. C. y de forma gradual, Monte Albán pierde importancia hasta el año 1325 d. C. cuando los mixtecos, provenientes del norte, invaden el valle de Oaxaca y ocupan la antigua capital zapoteca, junto con Mitla.
Los zapotecas capturaron Tehuantepec. Para la mitad de siglo XV, los zapotecas y mixtecas lucharon para evitar que los mexicas ganaran el control de las rutas comerciales hacia Chiapas, Veracruz y Guatemala. Bajo el mando de su gran rey, Cosijoeza, los zapotecas soportaron un largo sitio en la montaña rocosa de Guiengola, manteniendo la vista sobre Tehuantepec, y manteniendo con éxito la autonomía política mediante una alianza con los mexicas hasta la llegada de los españoles.

#### Etapas de desarrollo
El arqueólogo Marcus Winter señala las siguientes etapas de desarrollo de la civilización oaxaqueña:
1. Etapa de agricultura (9000 a 1550 a. C.)
2. Etapa de villas o pueblos (1500 a 500 a. C.)
3. Etapa urbana (500 a. C. a 850 d. C.)
4. Etapa de ciudades-estado (750 a 1521 d. C.)

#### Periodo mixteco
Contemporáneos a los zapotecas que poblaron el valle de Oaxaca, los mixtecos se desarrollaron en la parte occidental del estado, llegando a vivir también en las regiones poblanas y guerrerenses próximas a Oaxaca. La orografía del terreno mixteco impidió que se conformara un reino unificado, por lo que la organización mixteca se desarrolló en forma de señoríos independientes. Aun así, la nación mixteca si bien no unificada del todo poseía una identidad sociocultural bien definida. Frecuentemente se unían para hacer la guerra con los mexicas y los zapotecas.
La palabra mixteco proviene del vocablo mixtecapan, que en la lengua náhuatl de los aztecas significa el pueblo de Nube. Los mixtecos, sin embargo, se llaman Ñuu Savi en su lengua natal, que en español significa pueblo de lluvia. El lenguaje mixteco es llamado como Sa'an Ndavi, aunque en años recientes ha crecido un movimiento por cambiar el nombre a Tu'un Savi, esto, por Sa'a Ndavi quiere decir lengua pobre literalmente, mientras Tu'un Savi es palabra de lluvia.

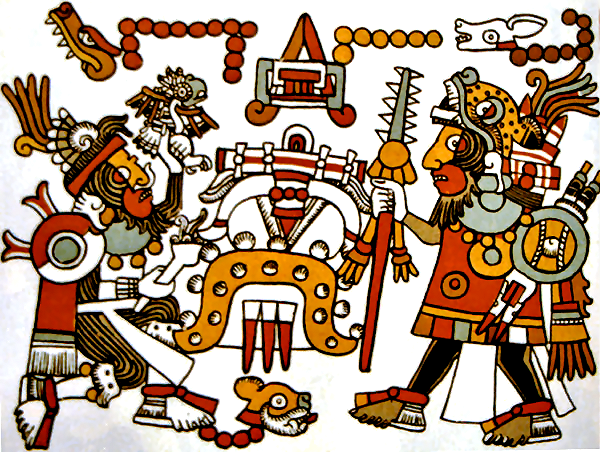
El Señor Ocho Venado (derecha) recibe la visita de 4 Jaguar.

Existen muy pocos datos sobre el origen de los mixtecos, los restos más antiguos encontrados en la Mixteca están datados alrededor del 6000 a. C. los expertos han dividido el desarrollo mixteco en tres épocas, próximas al horizonte cultural del resto de Mesoamérica (Preclásico, Clásico y Posclásico).
El primer periodo es llamado “Fase Cruz” (correspondiente con el preclásico), se funda la primera ciudad mixteca: Montenegro, de donde solo se han obtenido cerámica y una espátula tallada en un hueso de jaguar. Durante la “Fase Ramos” (correspondiente con el Clásico) se desarrolla la ciudad de Yucuñudahui.
El héroe guerrero mixteca 8 Venado a mediados del siglo XI comienza una exitosa campaña de unificación de las ciudades-estado, creando así el Imperio mixteca.
La cultura mixteca alcanza su máximo esplendor en la “Fase Flores”, cuando Monte Albán es invadido y Mitla se sitúa como la ciudad más importante del Imperio mixteca. Hacia 1458 los mexicas inician campañas expansionistas bajo los reinados de Tízoc, Ahuízotl y Moctezuma y con ello la decadencia de los mixtecos, que ocupaban hasta Tuxtepec y la Mixtequilla. En 1521 una vez conquistada la región mexica, Hernán Cortés comisiona a Pedro de Alvarado para llevar a cabo las conquistas de los territorios del Sur, la Mixteca es invadida por Francisco de Orozco dando fin al floreciente Imperio mixteca e iniciando el periodo conocido como la colonia. Su historia ha llegado a nosotros gracias a los códices, ya que los mixtecos, a diferencia de los zapotecas, si llevaban un registro escrito de su historia.

### Nueva España

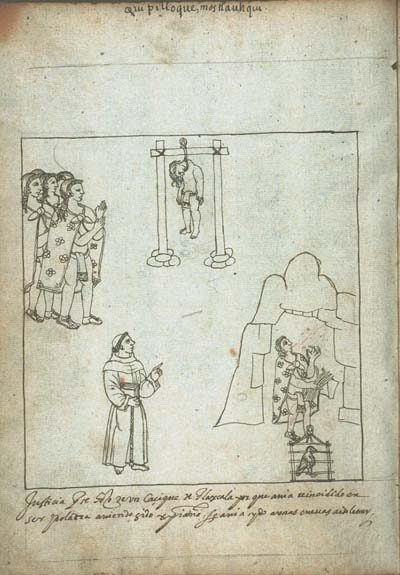
Un evangelizador observa a dos indígenas condenados por no aceptar al dios de los conquistadores. Lienzo Tlaxcala, Siglo XVI

#### La Conquista
Tal y como sucedió en el resto de México, las tropas españolas invadieron la región de Oaxaca aprovechando las enemistades locales, forjando alianzas con Mixtecos y Zapotecos contra los Mexicas. La invasión militar del estado inició al norte, se llevó a cabo en relativa paz, siendo los pueblos de las sierras (Zapotecos y Mixes principalmente) los que opusieron mayor resistencia. La viruela ayudó a los españoles, que sin saberlo, usaron una de las primeras formas de guerras biológicas conocidas, los poblaciones indígenas fueron diezmadas por esta epidemia.
Huaxyacac cayó en diciembre de 1521, aunque en la sierra norte, el pueblo mixe que se encuentra en el noroeste de Oaxaca nunca pudo ser conquistado militarmente, dada las condiciones montañosas del terreno. Ya antes los mexicas y los zapotecas  habían fracasado en un intento similar.
De una importancia igual o superior a la conquista militar, la evangelización de los pueblos indígenas recayó en manos de los Frailes dominicos, quienes mandaron construir, con mano de obra de origen indígena, numerosos templos iglesias y conventos, principalmente en la recién fundada Ciudad de Antequera, Yanhuitlán y Cuilapam. El Convento de Santo Domingo de Guzmán en Oaxaca se convirtió en el núcleo religioso del estado.
Para introducir la religión cristiana a los pueblos recién conquistados, los frailes dominicos amoldaron creencias indígenas a creencias cristianas, aprendieron sus idiomas y tradujeron escritos religiosos. Para acelerar el proceso de evangelización, los frailes quemaron códices y destruyeron templos, en un intento de hacer olvidar a los indígenas sus antiguas costumbres.

#### Virreinato
Conservando la estructura jerárquica de los pueblos indígenas los españoles lograron mantener el control de la población recién conquistada. El nuevo gobierno implementó en todo el país el sistema de haciendas, un sistema muy parecido al feudalismo medieval. En el centro y norte de México se explotó principalmente el oro y la plata, pero en Oaxaca, al carecer de minas de importancia, la explotación se enfocó a un recurso igualmente importante: la grana cochinilla.
La grana cochinilla es un insecto, parásito del nopal del cual se extrae un tinte rojo. La producción de grana solo se vio superada por la de la plata, impulsando el desarrollo económico de la región, eran tan importantes que las ropas del papa se teñían con este tinte.
En la Mixteca y el valle la ganadería fue otra actividad económica altamente implementada.
El sistema de haciendas hacia que la distribución de la riqueza se concentrara casi únicamente en los peninsulares, los pobres eran cada vez más pobres y los ricos más ricos.
La muerte de muchos indígenas a causa de las epidemias obligó a los españoles a traer esclavos negros de África, algunas poblaciones de origen africano aún viven en la costa Oaxaqueña.
Para inicios del siglo XIX la población indígena se hallaba sumida en la miseria, lo que, sumado al descontento de los criollos (los cuales poseían menos derechos que los españoles peninsulares) contribuyó a que se diera el alzamiento en armado de la población contra la potencia colonizadora. Aunque también debieron influir otros factores geopolíticos como la independencia de las Trece Colonias.

### México independiente

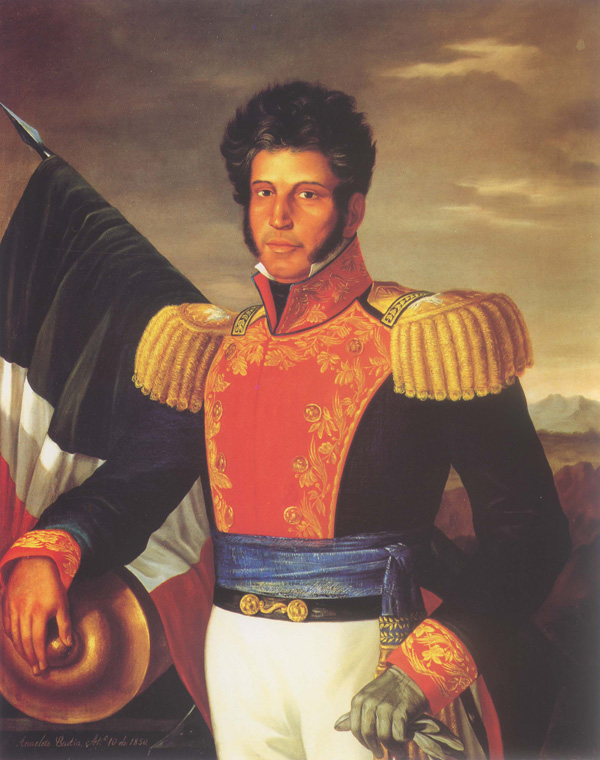
Vicente Guerrero, héroe de la Independencia de México, combatió en Oaxaca.

### México independiente (sigloXIX)

#### La guerra de Independencia
Descubiertos los planes de conspiración para iniciar una guerra de independencia en diciembre de 1810, los insurgentes se ven obligados a adelantar el inicio de la contienda. La primera chispa revolucionaria se detonó en Dolores, Guanajuato la madrugada del 16 de septiembre, convocada por el cura Miguel Hidalgo. La lucha armada se extendió rápidamente por todo el país y fue José María Morelos y Pavón el encargado en seguir el movimiento independentista a las regiones del sur. El 29 de marzo de 1814, la ciudad de Oaxaca fue retomada por los realistas bajo las órdenes de coronel Melchor Álvarez, al mando de un ejército de 2000 hombres, entre los que se encontraba el batallón de Saboya, siendo bien recibidos por las autoridades, el cabildo y el pueblo de Oaxaca.

#### Primer Imperio e Intervención Norteamericana

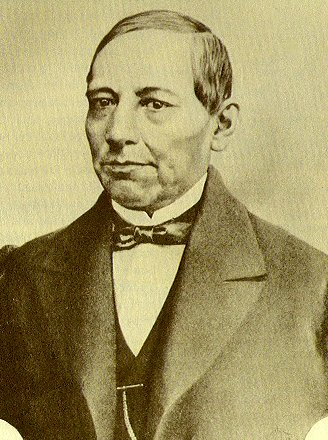
Benito Juárez, Héroe nacional y figura destacada en el.

Inmediatamente después de ganar la guerra de independencia, Agustín de Iturbide creó, con la ayuda de los conservadores, el Primer Imperio Mexicano, disolvió el congreso y se proclamó emperador de México, se le conoció con el título de Agustín I.
Varios líderes entre ellos Guerrero se opusieron al régimen, en Oaxaca el general Antonio de León, antiguo aliado de Iturbide, se opuso al emperador y junto a Nicolás Bravo tomo la ciudad de Oaxaca. En 1824 José María Murguía fue nombrado gobernador del Estado Libre y soberano de Oaxaca, establecida dentro los Estados Unidos Mexicanos. Una nueva nación había nacido.
En 1824 se redactó la primera constitución política de México, que establecía entre otras cosas que la República poseía 19 estados y cinco territorios. En Oaxaca la constitución estatal fue publicada el 10 de enero de 1825, dividiendo al territorio en ocho departamentos: Oaxaca, Villa Alta, Teotilán de Camino, Teposcolula, Huajuapan, Tehuantepec, Jamiltepec y Miahuatlán.
Durante el gobierno del primer presidente de la república al cargo de Guadalupe Victoria el país se mantuvo en cierta calma, pero poco a poco, las diferencias entre liberales y conservadores se acentuaban. En Oaxaca muchos gobiernos intentaron establecer el orden. Cuando Antonio López de Santa Anna subió al poder fue apoyado por Antonio de León, en 1842 fue nombrado gobernador del estado.
En 1846 estalló la invasión estadounidense y aunque el conflicto armado no alcanzó directamente al estado de Oaxaca, durante ese periodo el país invasor centró su vista en el Istmo de Tehuantepec. El ministro James Buchanan demandó el libre tránsito de ciudadanos, tropas y mercancías por el Istmo a través de una vía interoceánica. El proyecto nunca fue terminado.
Oaxaca envió al Batallón de la Patria bajo el mando del general Antonio de León, entrando en acción el 18 de septiembre de 1847 en la Batalla de Molino del Rey en la Ciudad de México, donde murió.

#### La guerra de Reforma
Benito Pablo Juárez nació en San Pablo Guelatao Oaxaca, el 21 de marzo de 1806 sus padres murieron cuando tenía tres años; vivió con sus abuelos, pero a la muerte de estos se fue a vivir con su tío quien se dice que lo maltrataba, cuando se fue a la ciudad de Oaxaca en busca de su hermana, se dice que perdió una de sus ovejas y por el temor que su tío lo reprendiera decidió huir de su tierra el 17 de diciembre de 1818. Trabajó como peón del campo y como pastor de ovejas hasta la edad de 12 años, cuando se fue a la ciudad de Oaxaca con la intención de estudiar y tener un mejor nivel de vida. Cuando llegó a la ciudad, Juárez no sabía leer ni escribir, y sólo hablaba zapoteco.
Guelatao era un pueblo pequeño, carecía de escuelas y no se hablaba el idioma español. Los padres pudientes mandaban a sus hijos a la ciudad de Oaxaca para que se educaran; los pobres los ponían a servir en las casas ricas, a cambio de que se les enseñara a leer y escribir. Para Benito no había más camino que el último. Y eso era importunar al tío para que lo llevara a Oaxaca, único sitio donde podía aprender. Pero los quehaceres de labranza del tío y de pastoreo del otro iban aplazando indefinidamente el viaje (Los caminos de Juárez, Henestrosa).
En Oaxaca tenía una hermana que se llamaba Josefa y que servía como cocinera, quien lo recibió y lo inició como trabajador doméstico, en lo que encontraba un sitio para vivir y poder trabajar. Un terciario franciscano, de nombre Antonio Salanueva, se impresionó con la inteligencia de Benito y su facilidad para el aprendizaje, y lo ayudó a ingresar en el seminario de la ciudad. En el cual inició sus estudios, aunque se inclinó más por el Derecho que por la Teología.
En esa época se habían realizado ya grandes acontecimientos en la nación. Las palabras que abren el paréntesis suenan como el reconocimiento tardío de una deuda; y así son en verdad. La nación es una palabra nueva en el relato y una novedad en su conciencia, y aparece en el momento preciso en el que empieza a significar una nueva influencia en su destino. El niño crecía en la época en que una colonia de España luchaba por la transformación en un pueblo independiente; su niñez coincidió con las angustias del alumbramiento, y su adolescencia, con el desenvolvimiento del momento de emancipación; pero entre aquel devenir y el suyo propio faltaba el vínculo hasta que, ya hombre, disfrutó de las primicias del triunfo en 1827. La deuda fue reconocida cuando el hombre maduro pudo apreciarla en su debido valor; pero los grandes acontecimientos de aquella época eran ya tan conocidos, que no necesitaban más que una mención pasajera en la memoria, y la mirada retrospectiva que les dedicó merece una consideración más amplia, en vista de los efectos que tuvieron en su vida, al reformar su destino y refugiar las fuerzas que determinarían, de ahí en adelante su porvenir.
Termina la guerra de intervención norteamericana y el país pierde casi la mitad de su territorio. En octubre de 1847 Juárez es elegido gobernador y realiza obras de desarrollo para la entidad.
Molestos por la pérdida de territorio y el gobierno dictatorial y centralista de Santa Anna, los liberales promulgaron el Plan de Ayutla. Apoyado por guerrillas de varios lugares, el movimiento triunfó y promulgó la Constitución de 1857. Al triunfar la Revolución de Ayutla, fue designado nuevamente gobernador. Al momento de nacionalizarse los bienes eclesiásticos, en Oaxaca, la Iglesia católica contaba con 814 fincas urbanas y 367 haciendas.
La situación llegó a ser delicada, tanto que este primer Congreso Constitucional, que había elegido a Comonfort presidente de la República y a Benito Juárez presidente de la Suprema Corte de Justicia, confirió al Ejecutivo facultades extraordinarias para gobernar. El tenor de los hechos impidió incluso que se respetaran los artículos constitucionales relativos a las garantías individuales en tanto continuara la inestabilidad, la cual más que disminuir aumentó en una de las guerras más cruentas del país.
La guerra estalló y durante los tres años que duraron los combates, Oaxaca desempeñó un papel fundamental en la contienda. En apoyo al gobierno liberal, el gobernador José María Díaz Ordaz publicó un decreto donde Oaxaca se separaba temporalmente de la república. Los combates se agudizaron y la guerra llegó a la ciudad de Oaxaca, que cayó en manos conservadoras en 1859. El gobierno liberal se trasladó al poblado de Ixtlán. El contraataque liberal se realizó bajo el mando de gobernador Díaz Ordaz y el general Porfirio Díaz. La batalla de Santo Domingo del Valle abrió las puertas a las tropas liberales para recuperar la ciudad de Oaxaca en 1860.

#### Intervención Francesa y Segundo Imperio

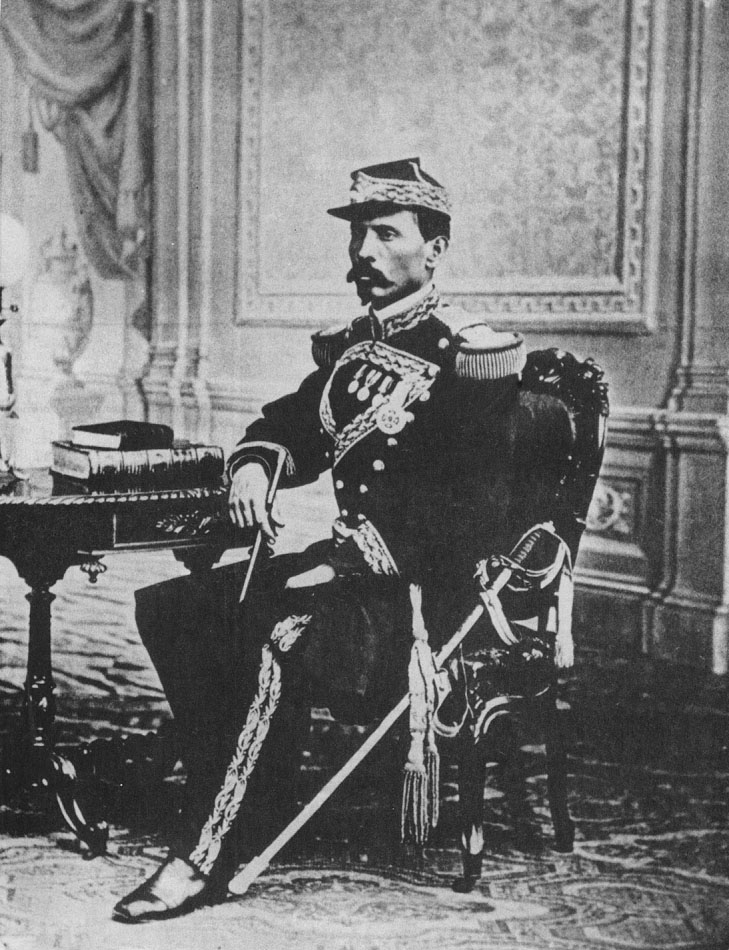
Porfirio Díaz, héroe de la guerra de Reforma, combatió a los franceses en numerosas ocasiones.

El siglo XIX México se caracterizó por la sucesión casi ininterrumpidas de conflictos bélicos. Al terminar la guerra de reforma y con una república federal, el país no podía continuar pagando la deuda externa, por lo que el gobierno del presidente Juárez cesó el pago de esta. España, Francia e Inglaterra encontraron el pretexto idóneo para intervenir en los asuntos mexicanos. Para enero de 1862 ejércitos de las tres potencias europeas desembarcaron en territorio mexicano. Comprendiendo los españoles e ingleses la situación económica de la república retiran sus tropas, solo el ejército de Napoleón III permanece en suelo mexicano, avanzando hacia la capital del país. Al intentar entrar en la ciudad de Puebla el ejército republicano al mando del General Ignacio Zaragoza y apoyado por el Oaxaqueño Porfirio Díaz, derrotaron a los franceses el 5 de mayo de 1862 en la Batalla de Puebla.
En 1864 el ejército francés invade Oaxaca a través de la Mixteca. El Mariscal Aquiles Bazaine al mando de seis mil soldados franceses se enfrentó a las fuerzas mexicanas a la orden de Díaz, a pesar de oponer resistencia las tropas nacionales caen y Oaxaca es ocupada por los franceses. Díaz fue capturado y llevado prisionero a Puebla.  El 28 de mayo de 1864 entra en México Maximiliano de Habsburgo, quien había sido persuadido por los conservadores mexicanos para establecer el Segundo Imperio Mexicano.
La ciudad de Oaxaca permaneció en manos de los franceses durante dos años, en el Istmo los juchitecos leales a la república seguían ofreciendo resistencia, el mariscal Bazaine se encaminó hacia Juchitán con la intención de invadir Chiapas, al mando de dos mil soldados franceses y austriacos que se enfrentaron a una fuerza de 500 soldados juchitecos, que, ayudados por los campesinos de los pueblos vecinos, armados con machetes arremeten contra el ejército francés derrotándolo el 5 de septiembre de 1866.
Díaz consigue escapar de su confinamiento en Puebla y regresa a Oaxaca donde derrotan a tres mil hombres el 3 de octubre de 1866 en la Batalla de Miahuatlán, confiscando material de guerra.
Un mes después el general Díaz junto con 300 hombres de la Mixteca y de la Costa a su cargo establece en Tamazulapan su cuartel, al que se le une el general mixteco Ignacio Vásquez junto con otros 300 soldados. Organizados y reagrupando fuerzas vencen a los franceses nuevamente en la Batalla de la Carbonera. Díaz emprendió su camino hacia la capital del estado, que seguía en manos de los franceses. El General Díaz marchó hacia Oaxaca, llevando como vanguardia una columna de prisioneros extranjeros, lo que confundió al ejército invasor apostado en la ciudad, advirtiendo su error tardíamente la ciudad de Oaxaca es entregada al General Díaz. El 2 de abril de 1867 Díaz derrotó al General Noriega en Puebla, recuperando la ciudad e inclinando la balanza a los Republicanos, esta vez definitivamente.
El gobierno conservador colapsa y Maximiliano es capturado, enjuiciado y fusilado junto a los generales Miramón y Mejía, poniendo fin a cinco años de ocupación francesa.
Restaurada la república, el gobierno itinerante de Benito Juárez vuelve a tomar las riendas del país. Juárez había gobernado la nación durante todo este tiempo. Durante el gobierno posterior a la Intervención hubo varios levantamientos, entre ellos el del general Porfirio Díaz, quien, promulgando el Plan de la Noria se rebela contra el presidente en 1871, la rebelión es sofocada por el general Ignacio Alatorre. Menos de cuatro meses le llevó sofocar la rebelión. El 18 de julio de 1872 muere el presidente Juárez a causa de una angina de pecho y Díaz renuentemente acepta una amnistía propuesta por el Gobierno Federal.
En 1876 cuando Sebastián Lerdo de Tejada pretendió reelegirse para un segundo término, Díaz se levantó contra él mediante la Revolución de Tuxtepec, logrando en ese mismo año el triunfo militar y meses después, mediante una votación arreglada, la presidencia de la república, dando comienzo al periodo en la Historia de México conocido como el Porfiriato.

### SigloXX

#### Porfiriato y Revolución Mexicana
Oaxaqueño de nacimiento, Porfirio Díaz realizó numerosas obras de infraestructura: creó el alumbrado público de petróleo en la capital del estado, se cablearon cientos de kilómetros de líneas de telégrafo, se construyeron vías de ferrocarril (De Coatzacoalcos a Salina Cruz y de Puebla a Oaxaca), se construyó la Escuela Normal e impulsó el comercio construyendo el Mercado de Oaxaca.
Perfilándose como un candidato antirreeleccionista finaliza en 1880 su primer período como presidente. Arregló las elecciones para que Manuel González fuera elegido presidente, él era compadre del general. Porfirio Díaz ocupó la gubernatura estatal, asumiendo el cargo por dos años. En 1884 Díaz ocupa nuevamente la silla presidencial.
Con la paz y el orden propios de una Dictadura el país prosperó. Sin embargo, hubo en México y en Oaxaca problemas y descontentos sociales que germinaron en la Revolución.
Al igual que las haciendas durante la colonia y los feudos medievales, durante el porfiriato se implementaron los latifundios y las tiendas de raya; Valle Nacional, fue ejemplo claro de la situación que se vivía en México. Localizado cerca de Tuxtepec era propiedad de aristócratas mexicanos y extranjeros, a donde se llevaban trabajadores de todo el país, algunos traídos a base de engaños, otros prisioneros y otros simplemente secuestrados. La mano de obra esclava aumentó el poder de los ricos y sangró a los pobres. John Kenneth Turner, periodista estadounidense escribió en su libro México Bárbaro sobre la situación en Valle Nacional y en México.
Opositores y críticos al sistema, los oaxaqueños Flores Magón fundaron el periódico Regeneración, uno de los pocos medios impresos donde se atacaba directamente a la dictadura porfirista, esto les costó ser aprehendidos y procesados. La causa magonista ganó adeptos en todo Oaxaca, para finales de 1908 la gran mayoría se encontraba presa, algunos en San Juan de Ulúa.

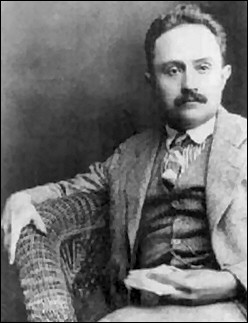
José Vasconcelos, filósofo oaxaqueño, partidario de Madero.

Reaccionando ante las declaraciones del Presidente Díaz, en las que decía que México ya estaba listo para la democracia, Francisco I. Madero llamó a los mexicanos a organizar partidos políticos. En 1909 Madero, que había iniciado una gira por todo el país para difundir sus ideales, visitó la ciudad de Oaxaca.
En Oaxaca, José Vasconcelos lo secundó. Faltando a su palabra, Porfirio Díaz se presenta como candidato a la presidencia en 1910 y mediante un fraude es declarado el vencedor a la edad de 80 años. Madero convoca ese mismo año, al Plan de San Luis, iniciando la lucha revolucionaria. En Oaxaca los primeros focos revolucionarios aparecen el 21 de enero de 1911 en Ojitlán, Tuxtepec, liderados por Sebastián Ortiz de tendencia magonista, tomaron el edificio municipal y confiscaron las armas que pudieron, se denominaron “Ejército Libertador Benito Juárez”. La expectación creció y los grupos poblanos y guerrerenses se unieron a los oaxaqueños en la costa y la mixteca. Manuel Oseguera y Baldomero Ladrón de Guevara, miembros del Partido Liberal Mexicano se levantaron en la Cañada, a ellos se le unieron otros revolucionarios. Los insurgentes oaxaqueños ocuparon para mediados de 1911 las principales localidades y querían que un gobernador antirreeleccionista fuera nombrado.
Habiendo obtenido sólo fracasos en el terreno militar y en el plano de las negociaciones, Díaz renunció a la presidencia y abandonó el país en mayo de 1911.
En julio de 1911 Benito Juárez Maza gana a Félix Díaz las elecciones para gobernador del estado, comenzando su gobierno en septiembre de ese mismo año, su gobierno duró solo siete meses, en los cuales construyó escuelas y reglamentó la jornada de trabajado de los albañiles y de otros empleados.
Durante su gobierno, en Oaxaca, aparecieron simpatizantes de Emiliano Zapata, que demandaban la devolución de las tierras a los campesinos. Juárez Maza enfrentó a los simpatizantes del régimen en la región del Istmo, los rebeldes estaban dirigidos por el líder local “Che” Gómez el cual enfrentó al ejército federal en Juchitán.
Traicionado Madero, y acosado por fuerzas rebeldes y porfiristas, renuncia al cargo de Presidente de la República, en Oaxaca la noticia fue celebrada con júbilo.
Madero, fue asesinado, junto a su vicepresidente José María Pino Suárez el 22 de febrero de 1913, Victoriano Huerta ocupó la presidencia, en Oaxaca el gobernador Miguel Bolaños Cacho aceptó el gobierno del usurpador Huerta.

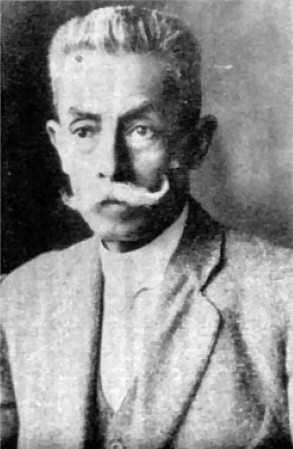
General Guillermo Meixueiro, líder del Ejército Soberanista Oaxaqueño.

En Oaxaca surgieron grupos rebeldes en el istmo, también aparecieron en Tuxtepec, Pinotepa Nacional y La Mixteca, para 1914 estos últimos dominaban todo Silacayoapan.
Un grupo rebelde originario de la Sierra Juárez logró por la fuerza la renuncia del gobernador Bolaños Cacho, quien se había ganado el descontento del pueblo al aumentar los impuestos y cerrar escuelas elementales, Huerta en la capital, fue obligado a dimitir por el ejército constitucionalista liderado por Venustiano Carranza.
Fueron difíciles las relaciones entre el constitucionalista Carranza y los Oaxaqueños, principalmente porque los oaxaqueños eran considerados “enemigos de la revolución”, aunado a esto, en Oaxaca fue muerto el hermano de Carranza, Jesús Carranza, en la sierra mixe. Los principales jefes “constitucionalistas” culparon al gobierno del estado, por considerar que esté protegía a los culpables.
En 1915 una plaga de langostas azoló las regiones de la Mixteca y los Valles Centrales. Los hacendados, ocultaron las reservas de cereales para venderlas a un mayor precio. En Oaxaca se desencadenaron epidemias de tifo y viruela.
En el resto del país, la revolución no seguía un orden estable, los aliados se peleaban entre sí. Carente de un gobierno federal, el gobernador José Inés Dávila apoyándose en la constitución liberal de 1857 “separó” a Oaxaca del resto de México. Así llegó a Oaxaca el gobierno conocido como “de la soberanía”, organizando un ejército, moneda y timbres postales propios, ajenos al resto del país, también se crearon nuevos distritos.
Las fuerzas carrancistas apostadas en Chiapas fueron comisionadas para tomar el estado, ocupando la capital del estado en marzo de 1916. las luchas continuaron en la Sierra Juárez y Sierra Sur. El 5 de febrero de 1917 fue decretada la nueva Constitución Política es los Estados Unidos Mexicanos, pero no fue hasta 1920, cuando los soberanistas cayeron totalmente que se reconoció la Constitución.
El gobierno de “la Soberanía” finalizó con la firma del tratado de Coateca Atlas, por parte del General Soberanista Guillermo Meixueiro y su homólogo carrancista Pablo González.

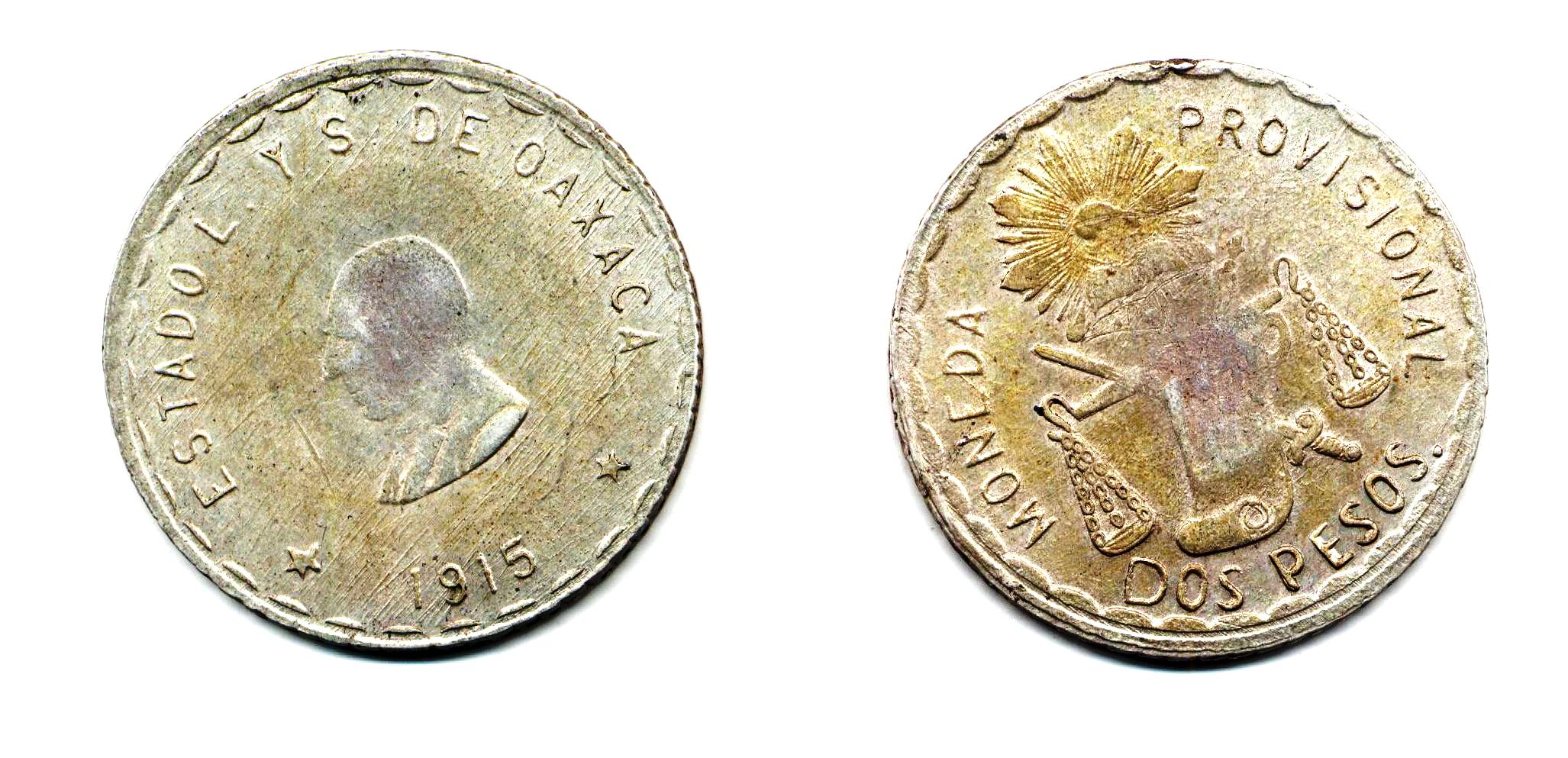
Moneda acuñada en Oaxaca en 1915 durante el gobierno de José Inés Dávila.

### SigloXXI
El estado de Oaxaca había mantenido un régimen gobernado por el PRI por más de setenta años, el 5 de julio de 2010 se realizaron las elecciones para elegir al nuevo gobernador del estado de Oaxaca, logrando el triunfo Gabino Cué Monteagudo por parte de la Coalición de PAN, PRD, Convergencia, PT, al finalizar la campaña el Partido Nueva Alianza declinó a su favor, marcando en la historia de Oaxaca, el inicio de los gobiernos de coalición.

### Conflictividad política reciente
En la década de 1970, Oaxaca se caracterizó al igual que Guerrero por la conflictividad política y sindical. Los orígenes de dicha conflictividad estarían en el movimiento estudiantil de 1968 que junto con otros sectores populares metropolitanos (vendedores ambulantes, taxistas, etc..) así como con los campesinos de la región del Valle, apoyaron huelgas y ocupación de tierras. La Coalición Obrero Campesino Estudiantil de Oaxaca (COCEO) fue reprimida por el gobierno del PRI. Esto provocó el surgimiento de corrientes escindidas más radicales que optaron por la lucha armada y clandestina (entre estos grupos están por ejemplo la Liga Comunista 23 de Septiembre). Algunas de las personas que habían formado parte de la lucha armada formaron parte después del PROCUP-Partido de los Pobres. Otros sectores continuaron por la reivindicación por cauces convencionales como la COCEI.
Por otra parte, desde 1994, han existido numeroso casos documentados de caciques, terratenientes paramilitares y grupos policíacos, un armamento generalizado de las comunidades indígenas y las organizaciones de ejércitos populares de autodefensa. Esos grupos de autodefensa frecuentemente no han tenido ningún tipo de ideología revolucionaria sino que han protagonizado violencia intergrupal, asociada a conflictos por la tierra o por divisiones religiosas. En ese contexto, el levantamiento zapatista indujo a la unificación de algunos grupos oaxaqueños asociados a la izquierda revolucionaria clandestina. También a partir de 1994, el ejército mexicano entró a numerosas comunidades por diferentes motivos, desde la búsqueda de armas y explosivos a las operaciones humanitarias.
Más recientemente, se encuentra a los maestros de la sección XXII del SNTE opuestos tanto a la reforma educativa de 2012 como a cualquier intento de privatización de la educación, han usado paros indefinidos, bloqueos de carreteras y plantones, como medios de protesta. Dentro de esta organización el grupo de CMPIO, los maestros bilingües de origen indígena, han tenido un papel en la formación y organización de cuadros en las comunidades indígenas. Entre las acciones llevadas a cabo por el gobierno federal están la creación de Bases de Operaciones Mixtas (BOM), que son reagrupamientos de ejército, policía judicial, policía judicial preventiva y grupos especiales de acción inmediata. Esto fue acompañado de instalación de retenes de control en carreteras en el estado de Oaxaca, que además se han usado extensivamente para detener la inmigración de centroamericanos. Diversos grupos han señalado que las medidas gubernamentales del control tienen el objetivo de controlar una situación sociopolítica potencialmente peligrosa, ya que el propio gobierno del estado de Oaxaca ha reconocido en un informe oficial, la existencia de "dos grandes zonas situadas en la Sierra Madre Sur y en la Costa de Oaxaca, con características geofísicas, extensión territorial, densidad de población, índice de pobreza, analfabetismo y condiciones sociales para la guerrilla.
De la misma manera, en el estado existen numerosos conflictos por límites de tierras. Debido a esto y al caso omiso del gobierno por resolver dichos conflictos, muchas veces son los municipios quienes terminan resolviendo sus problemas a través de levantamientos armados, con lo cual se origina la pérdida de vidas humanas.

## Geografía

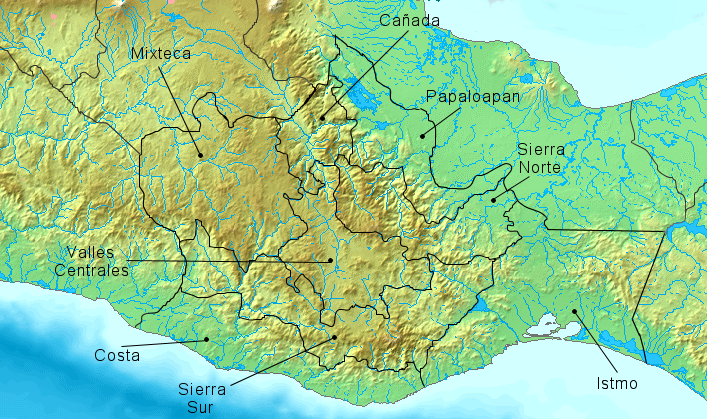
Mapa físico de Oaxaca, el nombre de las regiones del estado proviene de las características del relieve

Se localiza en el suroeste del territorio mexicano. Al norte limita con los estados de Veracruz y Puebla, al sur con el océano Pacífico, al este con el estado de Chiapas y al oeste con Guerrero.
El territorio del estado ocupa el quinto lugar en extensión a nivel nacional, mientras que en su densidad demográfica es baja, comparada con la media nacional.
Su clima puede variar de manera drástica en sus regiones. Es uno de los estados más montañosos del país pues en la región se cruzan la Sierra Madre Oriental, la Sierra Madre del Sur y la Sierra Atravesada. Mientras las montañas se caracterizan por sus bajas temperaturas, la región del istmo, la cañada (sobre todo Cuicatlán), y de la costa se caracterizan por su clima cálido. Su río más importante es el Papaloapan, el cual se alimenta del Río Tomellín y el Río Santo Domingo, entre otros.
| Noroeste: Puebla          | Norte: Veracruz      | Nordeste: Veracruz       |
| Oeste: Guerrero           |                      | Este: Chiapas            |
| Suroeste: Océano Pacífico | Sur: Océano Pacífico | Sureste: Océano Pacífico |

### Relieve

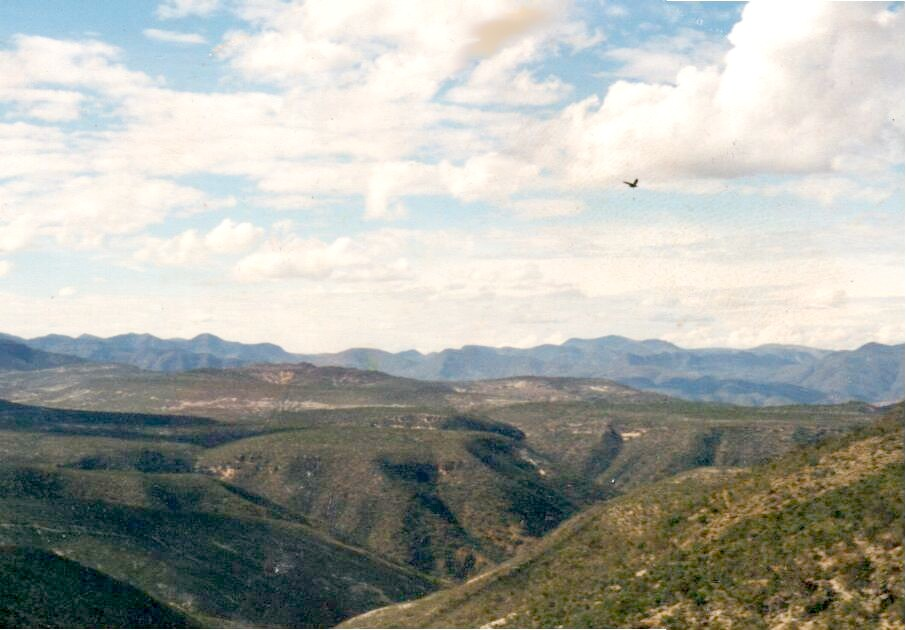
La sierra Mixteca, cerca de Nativitas Monte Verde, al noroeste del estado.

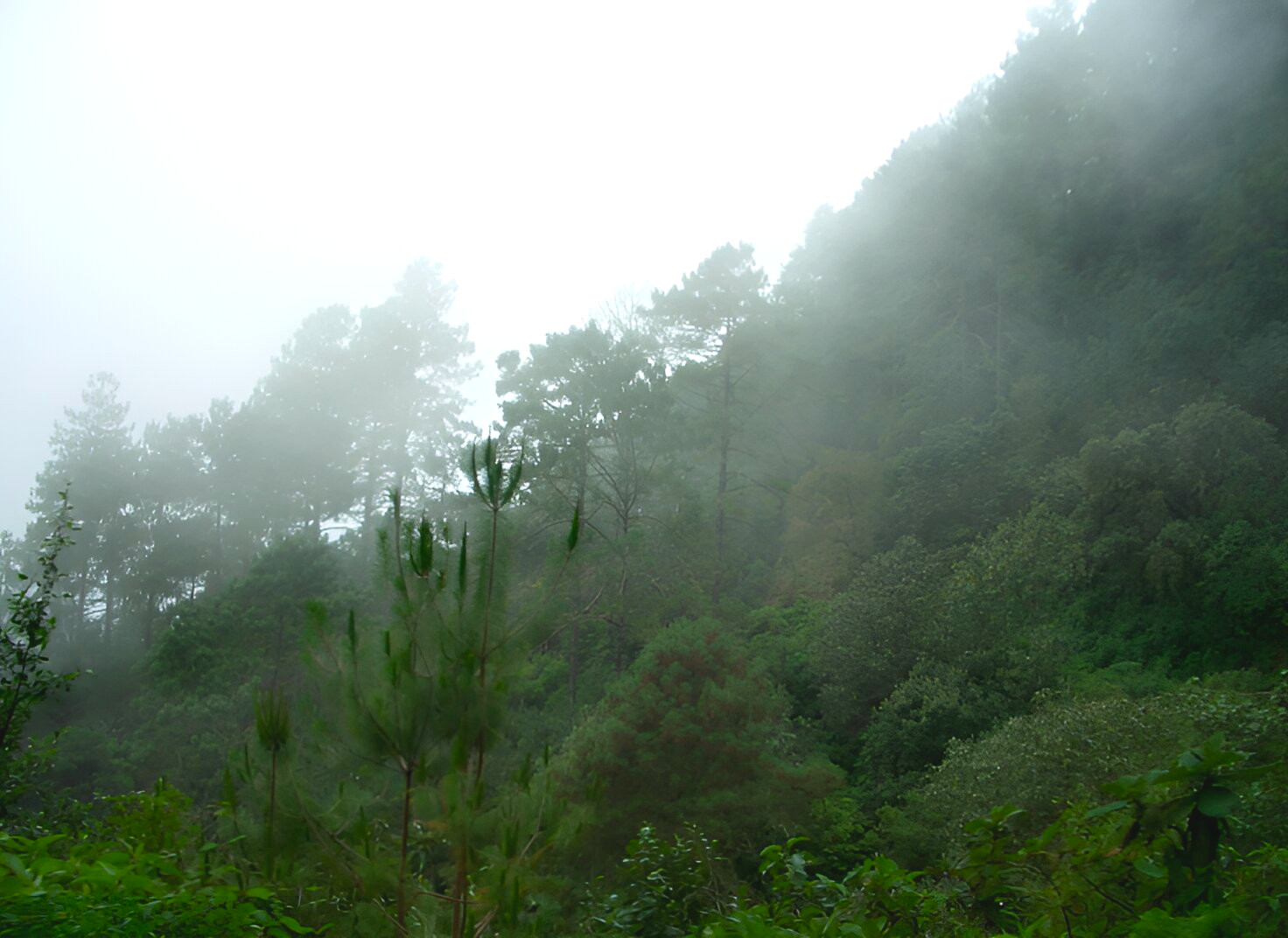
Paisaje de la Sierra Sur de Oaxaca, los bancos de niebla son frecuentes durante todo el año.

La sierra mixteca ocupa casi el 52% del territorio oaxaqueño, por lo que generalmente el relieve del estado es comparado con una hoja de papel después de ser arrugado.  El punto más alto del estado es el cerro Yucuyacua es un/una montaña (class T - hipsográfica) en Oaxaca, México (North América) con un código de región de Américas/Western Europe. Se encuentra a una altitud de 3076 metros sobre el nivel del mar.
Cerro Yucuyácua se conoce también como cerro Yucuyacua, cerro Yucuyácua, Yucuyacua.
Sus coordenadas son 17°7′0″ N y 97°40′0″ E en formato DMS (grados, minutes, segundos) o 17.1167 y -97.6667 (en grados decimales). Su posición UTM es PD49 y su referencia Joint Operation Graphics es NE14-08.
La zona horaria de cerro Yucuyacua es UTC/GMT-6, pero como horario de verano (DST) es en efecto la zona horaria actual es UTC/GMT-5. A Montaña es un pie de elevación por encima de los alrededores con un área pequeña cumbre, laderas empinadas y el alivio local de 300 metros o más.

### Hidrografía
La sierra de Oaxaca constituye de aguas de las principales corrientes: hacia la vertiente del Pacífico, el Atoyac que se convierte en el Río Verde al atravesar la Sierra Madre del Sur y el Nudo Mixteco, afluente del Balsas. Hacia la vertiente del Golfo, el Río Grande y el Salado que forman más adelante dos de las principales presas: la Miguel Alemán y Miguel de la Madrid, retienen las aguas de los principales afluentes del Papaloapan en el norte. De la sierra atravesada surgen los afluentes de Coatzacoalcos para desaguar en el Golfo de México y el Istmo de Tehuantepec y que desembocan en la bahía de la Ventosa; aquí se encuentra la Presa Benito Juárez Litorales: A lo largo de 533 km playas extensas caracterizan la costa oaxaqueña, donde desembocan gran número de ríos cortos que descienden de la Sierra Madre del Sur y forman esteros y lagunas; playas naturales como Puerto Escondido, Puerto Ángel y Sacrificios, bahías como Huatulco, Santa Cruz, Tangolunda y el Golfo de Tehuantepec, donde se encuentra la Laguna del Marqués, importante productora de sal.
En Oaxaca se encuentran dos plantas hidroeléctricas generadoras de energía eléctrica que son las de Tamazulapam y Temazcal cuya capacidad conjunta de generación es de aproximadamente 1059 millones de kW/hora; también se encuentra alimentado por la red troncal de transmisión proveniente de las centrales hidroeléctricas del sureste del país y de un parque de energía eólica con una capacidad de 250 megawatts. ubicado en el Istmo de Tehuantepec.
Ríos: Verde, Colotepec, Ayutla, Tenango, Huamelula, Espíritu Santo, Ostuta, La Arena, Sarabia, El Corte, Petapa, Putla, Atoyac, Tequisistlán, Aguacatenango Jatepec, Puxmetacán Trinidad, Papaloapan, Cajonos, Cuanana, San Antonio, Tonto, Joquila, Calapa, Petlapa, Minas, Tehuantepec, Grande, Mixteco, Salado, Los perros, Copalita.
Oaxaca alberga una interesante red hidrológica en la que se ubican, además de los ríos, grutas naturales, cuevas, cavernas y cuencas hidrológicas.
Las cuevas fueron consideradas como lugares sagrados por los antiguos oaxaqueños ya que los ubicaron como sitios donde moraban algunas deidades o fueron sedes de hechos milagrosos, es el caso de las cuevas Apoala, Localizada al norte de Nochixtlán, ubicada en un fértil y pequeño valle regado por el río del mismo nombre, dice la tradición mixteca que en los árboles que están a los márgenes del río o en la misma cueva, nació la pareja primordial que sería la raíz del pueblo mixteco.
Cheve, el sistema Cheve acarrea el agua desde las cuencas cerca de Pápalo hasta que las descarga en el cañón del Río Santo Domingo. Es la principal caverna del sistema y una serie de cavernas más pequeñas como Osto de Puente, Natural, Viento Frío, Cuates y Escondida que se conecta al sistema primordial. Contiene 23.5 kilómetros de paisajes explorados que terminan en un masivo pasaje bloqueado por rocas gigantescas al otro lado.
Sótano de San Agustín el sistema ubicado en la región de Huautla de Jiménez, con una profundidad de 1250 metros es considerada como la más honda de América y una de las cavernas más largas de México con 24 kilómetros.
Hasta la fecha se considera que el sistema no ha sido explorado en su totalidad. La visita expedicionaria se recomienda solo para profesionales, ya que gran parte del trayecto se efectúa bajando entre cascadas y pequeños arroyos a diferentes profundidades, lo que dificulta la respiración en plena oscuridad.
De los ladrones, localizada en San Juan Atepec, se considera de gran longitud, el acceso es fácil en los primeros 50 metros y a partir de ahí, la cavidad se hace más estrecha. Llama la atención las diferentes figuras formadas por estratificaciones calcáreas. La caverna al no estar totalmente explorada, resulta peligrosa visitarla sin un guía especializado.

### Clima
En Oaxaca las enormes cadenas montañosas sirven como barreras para los vientos que proceden del Golfo de México y del Océano Pacífico.
Oaxaca presenta gran variedad climática, así, en su territorio hay climas cálidos, semicálidos, semifríos, semisecos y templados.
Los climas cálidos en conjunto abarcan poco más de 50% de la superficie total de la entidad, se producen en las zonas de menor altitud (del nivel del mar a 1.000 m.), se caracterizan por sus temperaturas medias anuales que varían de 22 °C a 28 °C y su temperatura media del mes más frío es de 18 °C o más.
Cerca de 20% de la entidad se encuentra bajo la influencia de climas semicálidos, en los que se presentan temperaturas medias anuales de 18 °C a 22 °C, o son mayores de 18 °C, y cubren áreas cuya altitud va de 1.000 a 1700 m.
Los climas templados, subhúmedo con lluvias en verano en mayor proporción y con abundantes lluvias en verano en áreas más reducidas, cubren aproximadamente 19% de la superficie del estado; se manifiestan en los terrenos cuya altitud es de 1700 a 3.000 m se localiza hacia el centro y noroeste, pero también hacia el sur en la costa. El 3 de enero de 2007 se registró una inusual nevada en la Sierra Juárez afectando 8 municipios oaxaqueños, este fenómeno meteorológico pudiera se efecto del cambio climático.
En el centro-sur y nornoroeste se localizan las zonas con climas semisecos, las cuales representan casi el 10% del territorio estatal, e inmersas en ellas están las áreas de climas secos, que no llegan a cubrir el 1%.

### Biodiversidad
De acuerdo a diversas fuentes, Oaxaca es líder en biodiversidad. Existen alrededor de 8431 especies de plantas vasculares, 1431 de vertebrados y más de 3000 invertebrados, lo que hace de Oaxaca la entidad con mayor riqueza biológica de México. De este total, 702 especies de plantas y 128 de vertebrados son endémicas.
| Flora y fauna de Oaxaca |          |               |              |           |
|                         |          |               |              |           |
| Tepezcuintle            | Iguana   | Tortuga carey | Águila arpía | Tapir     |
|                         |          |               |              |           |
| Jaguar                  | Pelícano | Coyámel       | Ocelote      | Mazacoate |
|                         |          |               |              |           |
| Pochote                 | Oyamel   | Cactus erizo  | Ahuehuete    | Maguey    |

## Símbolos

### Escudo

Escudo de Oaxaca.

El escudo del Estado de Oaxaca es un diseño de Alfredo Canseco Feraud quien ganó el certamen convocado por Eduardo Vasconcelos, gobernador del estado en el periodo 1947-1950.
Está conformado por un lienzo de color rojo, enrollado en su extremo superior; en el interior dentro de un óvalo blanco campea la inscripción "El Respeto al Derecho Ajeno es la Paz". Las palabras del lema están separadas entre sí por representaciones simbólicas de nopales. El óvalo interiormente está dividido en tres partes: en la inferior aparecen dos brazos de color blanco rompiendo cadenas, en la superior izquierda el topónimo de Huaxyacac compuesto por: un perfil estilizado de un nativo del estado de Oaxaca, la flor y el fruto en forma estilizada del árbol del huaje; en el superior derecho el perfil de uno de los palacios del centro arqueológico de Mitla, y flaqueando esta figura a su derecha, la Cruz Dominicana. Alrededor del óvalo se distribuyen 7 estrellas doradas: tres en la parte inferior, dos a la derecha y arriba del óvalo y dos a la izquierda y arriba. En la parte inferior del lienzo se encuentra la frase "Estado Libre y Soberano de Oaxaca". Sobre el lienzo se ubica el Escudo de México para reafirmar la soberanía y la integración de la entidad con el resto del país.
El lienzo de gules (rojo) como pergamino: las luchas libertarias de los Oaxaqueños.  Las siete estrellas: cada una de las siete regiones el Estado. “Huaxyacac” antiguo topónimo de Oaxaca.  Los dos fuertes brazos rompiendo las cadenas el fin de la opresión. El campo de gules sobre el que aparecen los Brazos: los anhelos del pueblo Oaxaqueño en busca de la libertad.

### Bandera

Bandera de facto de Oaxaca.

El estado de Oaxaca no tiene bandera oficial, sin embargo el gobierno del estado usa un lienzo blanco con el escudo al centro que usa de facto de igual forma que otras entidades sin hacer mención de ella en la constitución del estado a diferencia de la bandera de Jalisco.

### Canto
Dios nunca muere es un vals mexicano escrito por el compositor y violinista oaxaqueño Macedonio Alcalá en 1868. Es el Himno de facto del Estado.
Al igual que en la Canción Mixteca, se refleja el dolor del pueblo oaxaqueño, obligado a migrar a otras tierras en busca de mejores oportunidades.
Se cuenta que este vals fue compuesto cuando Macedonio Alcalá y  Petronila Palacios, su esposa, pasaban por una situación económica precaria y además el compositor estaba en riesgo de morir.
Según la historia, cuando Alcalá sufría una enfermedad y se encontraba en su convalecencia, una delegación de indígenas de un poblado cercano, Tlacolula, llegaron para solicitarle que compusiera un vals en honor a la Virgen María, patrona de la población. Aunque seguía lejos de estar bien, Alcalá trabajó arduamente en el vals, “Dios nunca muere”. Este fue un gran éxito desde la primera vez que fue interpretado en público y la gente de la población quedó muy complacida.
Murió en su natal Oaxaca en 1869, a la edad de 37 años. Después de su muerte, su hermano Bernabé publicó el vals “Dios nunca muere” bajo su nombre, pero los nativos de Tlacolula protestaron y demostraron que el trabajo era obra de Macedonio. 

## Política y gobierno
El Poder Ejecutivo estatal es ejercido por el gobernador del Estado. Tiene la Facultad de nombrar al secretario general de Gobierno y "...a todos los demás secretarios y servidores públicos del Gobierno del Estado..." y presentar iniciativas de Ley ante el Poder Legislativo, entre otros.
El Poder Legislativo reside en el Congreso del Estado de Oaxaca. Se compone de 42 escaños; 25 diputados elegidos de acuerdo al principio de mayoría relativa y 17 diputados elegidos por representación proporcional. La cámara se renueva cada tres años, los diputados estatales no pueden reelegirse en periodos consecutivos.
El Poder Judicial del Estado se ejerce por el Tribunal Superior de Justicia, por los jueces de primera Instancia y los jurados. El Tribunal Superior de Justicia está integrado por Magistrados, abogados y Jueces. Los Magistrados son nombrados por el gobernador del Estado, su cargo tiene una duración de quince años, son reelegibles. Una barra de abogados y pasantes oaxaqueña está actualmente dirigida por Francisco Ángel Maldonado.

### División político-administrativa
Conforme al artículo 29 de la Constitución Política del Estado Libre y Soberano de Oaxaca, la base de la organización político-administrativa del estado es el «municipio libre». Y, según el artículo 113 de la misma Constitución, los municipios estarán agrupados en distritos rentísticos y judiciales.
En México hay un total de 2445 municipios, Oaxaca posee 570 (casi el 25%). El municipio se constituye por un ayuntamiento, el cual puede ser elegido por medio democrático o por usos y costumbres.
Enseguida se desglosará la división político-administrativo del estado de Oaxaca en regiones, distritos rentísticos y judiciales, y finalmente se indicará el número de municipios que integran dicho distrito. La mayoría de los topónimos de los distritos tienen su origen en el náhuatl (excepto Zaachila, cuyo nombre en esta lengua era Teozapotlán) y que les fueron impuestos durante la dominación mexica, durante el siglo XV y por los cuales son conocidos actualmente (entre paréntesis, su nombre en la respectiva lengua autóctona; tomado del libro Toponimia de Oaxaca, de José María Bradomín).
| Región                 | Distrito                                             | Número de municipios | Municipios con población mayor a 20 000 habitantes | Área (km²) | Población del distrito |
| ---------------------- | ---------------------------------------------------- | -------------------- | --- | ---------- | ---------------------- |
| Sierra de Flores Magón | Teotitlán (náhuatl)                                  | 25                   | Huautla de Jiménez Santa María Chilchotla | 2212       | 158 990                |
| Sierra de Flores Magón | Cuicatlán (mixteco: Yabahaco)                        | 20                   | | 2187       | 58 554                 |
| Costa                  | Jamiltepec (mixteco: Casandó)                        | 24                   | Santiago Pinotepa Nacional | 4293       | 200 290                |
| Costa                  | Juquila (zapoteco:Escuhué)                           | 12                   | Villa de Tututepec de Melchor Ocampo San Pedro Mixtepec (Puerto Escondido) | 3531       | 163 580                |
| Costa                  | Pochutla (náhuatl)                                   | 14                   | Santa María Huatulco San Pedro Pochutla Santa María Colotepec San Agustín Loxicha Santa María Tonameca                                                                         | 3773       | 216 795                |
| Papaloapan             | Tuxtepec (chinanteco: Gueumaló o mazateco: Nachinxé) | 14                   | San Juan Bautista Tuxtepec Acatlán de Pérez Figueroa Loma Bonita San Miguel Soyaltepec (Temascal) San Felipe Jalapa de Díaz San Juan Bautista Valle Nacional San Lucas Ojitlán | 5496       | 453 071                |
| Papaloapan             | Choapan (zapoteco: Guimbetsi)                        | 6                    | | 2987       | 52 574                 |
| Valles Centrales       | Tlacolula (zapoteco: Guichiguiba)                    | 25                   | Tlacolula de Matamoros | 3324       | 127 209                |
| Valles Centrales       | Ocotlán (zapoteco: Lachiroo o Latsi Xirooba)         | 20                   | Ocotlán de Morelos | 858        | 79 270                 |
| Valles Centrales       | Centro (zapoteco: Galahui)                           | 21                   | Oaxaca de Juárez Santa Cruz Xoxocotlán Santa Lucía del Camino Santa María Atzompa Cuilápam de Guerrero San Antonio de la Cal                                                   | 539        | 607 704                |
| Valles Centrales       | Zaachila (zapoteco: Zaadxil)                         | 6                    | Villa de Zaachila | 569        | 52 677                 |
| Valles Centrales       | Zimatlán (zapoteco: Guidxibui)                       | 13                   | Zimtlán de Álvarez | 988        | 61 183                 |
| Valles Centrales       | Etla (zapoteco: Lobaana)                             | 23                   | | 2221       | 147 599                |
| Valles Centrales       | Ejutla (zapoteco: Lubisaa)                           | 13                   | Heroica Ciudad de Ejutla de Crespo | 963        | 48 148                 |
| Istmo                  | Juchitán (zapoteco: Galahuiguichi)                   | 22                   | Heroica Ciudad de Juchitán de Zaragoza Matías Romero Avendaño San Juan Guichicovi Ciudad Ixtepec                                                                               | 14 392     | 387 117                |
| Istmo                  | Tehuantepec (zapoteco: Guisí o Guidxeguí)            | 19                   | Salina Cruz Santo Domingo Tehuantepec | 6305       | 260 096                |
| Mixteca                | Nochixtlán (mixteco: Nuanduco)                       | 32                   | Asunción Nochixtlán | 2799       | 67 506                 |
| Mixteca                | Tlaxiaco (mixteco: Ndijiñu)                          | 35                   | Heroica Ciudad de Tlaxiaco | 2711       | 124 741                |
| Mixteca                | Juxtlahuaca (mixteco: Yosocui)                       | 7                    | Santiago Juxtlahuaca | 1848       | 79 467                 |
| Mixteca                | Huajuapan (mixteco: Ñudee)                           | 28                   | Heroica Ciudad de Huajuapan de León | 3270       | 153 107                |
| Mixteca                | Teposcolula (mixteco: Yocundá)                       | 21                   | | 1547       | 34 929                 |
| Mixteca                | Silacayoapam (náhuatl)                               | 19                   | | 1822       | 35 654                 |
| Mixteca                | Coixtlahuaca (mixteco: Yodoco)                       | 13                   | | 1666       | 10 458                 |
| Sierra de Juárez       | Ixtlán (zapoteco: Ladxetsi)                          | 26                   | | 2864       | 41 036                 |
| Sierra de Juárez       | Villa Alta (zapoteco: Luchiguizaa)                   | 25                   | | 1156       | 34 344                 |
| Sierra de Juárez       | Mixe (mixe: Muycuxma)                                | 17                   | San Juan Cotzocón | 4930       | 116 457                |
| Sierra Sur             | Putla (mixteco: Ñuhunuma)                            | 10                   | Putla Villa de Guerrero | 2627       | 98 289                 |
| Sierra Sur             | Sola de Vega (zapoteco: Huash)                       | 16                   | | 3592       | 86 179                 |
| Sierra Sur             | Miahuatlán (zapoteco: Guiesdó o Pelopeniza)          | 32                   | Miahuatlán de Porfirio Díaz | 3938       | 138 515                |
| Sierra Sur             | Yautepec (zapoteco: Latzetzina)                      | 12                   | | 4559       | 36 609                 |
|                        |                                                      |                      | | 93 967     | 4 132 148              |

### Los usos y costumbres
De los 570 municipios de Oaxaca, 418 (casi tres cuartas partes) se rigen por el sistema de usos y costumbres y sólo 152 por el sistema de partidos políticos.
Los usos y costumbres reivindican al pueblo y le da identidad además de conservar sus costumbres.
En el régimen de "usos y costumbres", las "autoridades" municipales no son extraídas de ningún partido político;
es la comunidad quien elige para el cargo en la asamblea, considerando los servicios y la calidad moral de cada persona. Siendo así el Topil (autoridad municipal equivalente al policía) hasta el presidente municipal los cuales el tiempo en el cargo es variable, eligiéndolos en su cargo la asamblea popular (reunión de personas de avanzada edad).
Este sistema electivo data del siglo XVI, cuando el modelo del municipio castellano se adaptó, en una especie de sincretismo cultural, con lo usos y costumbres locales. La Corona Española, mediante disposiciones expresas como la que tomó Carlos V en 1539 y que textualmente indicaba “ (que)...Los gobernadores y Justicias, reconozcan con particular atención la orden y forma de vivir de los indios, policía, y disposición en los mantenimientos, y avisen a los Virreyes, o audiencias, y guarden sus buenos usos, y costumbres, en los que no fueren contra nuestra Sagrada religión…”, preservó dichas costumbres a efecto de mantener una relación pacífica con los pueblos indígenas, en medio de un clima de creciente hostilidad hacia la corona. Curiosamente, razones similares fueron preservando dichos usos prácticamente intocados hasta nuestros días. En la época posrevolucionaria, el PRI (Partido Revolucionario Institucional) hizo un pacto de facto con estos pueblos: a cambio de que en las elecciones locales registraran a las planillas vencedores en las elecciones internas con su membrete, este se mantuvo al margen de dichos procesos electivos. Consiguientemente, los usos, semejantes pero no idénticos entre los distintos pueblos, se mantuvieron esencialmente iguales.
Actualmente en varios municipios indígenas del Estado de Oaxaca, su sistema electoral se determina por usos y costumbres. Gracias a este sistema varias de sus localidades han conservado las identidades culturales y lingüísticas de la región. Incluso los territorios de las ocho regiones Oaxaqueñas en diversas ocasiones han sido defendidos y protegidos gracias al ajuste propio de la comunidad en su forma de organización y política.
Anteriormente este sistema de usos y costumbres en el estado de Oaxaca, realizó ajustes a la organización de instituciones coloniales, tanto el cabildo como la iglesia, y posteriormente a las instituciones producto de la formación y consolidación del Estado Nacional Mexicano, como lo es el municipio.
El gobierno por usos y costumbres les da a las poblaciones Oaxaqueñas como a otras del país, cierta autonomía, que les ha ayudado a protegerse y proteger su cultura: Desde la colonia esta manera de organización permitió que los bienes fuesen de comunidad para los pueblos, lo que contribuyó a arraigar los bienes comunales como forma de tenencia de la tierra.
En 1995, el Congreso del Estado de Oaxaca aprobó una iniciativa de reforma jurídica que reconocía la elección municipal por medio del régimen de usos y costumbres, actualmente es reconocido como una forma de gobierno legal, parte del pluralismo de nuestra cultura e identidad.

## Demografía

### Dinámica de población

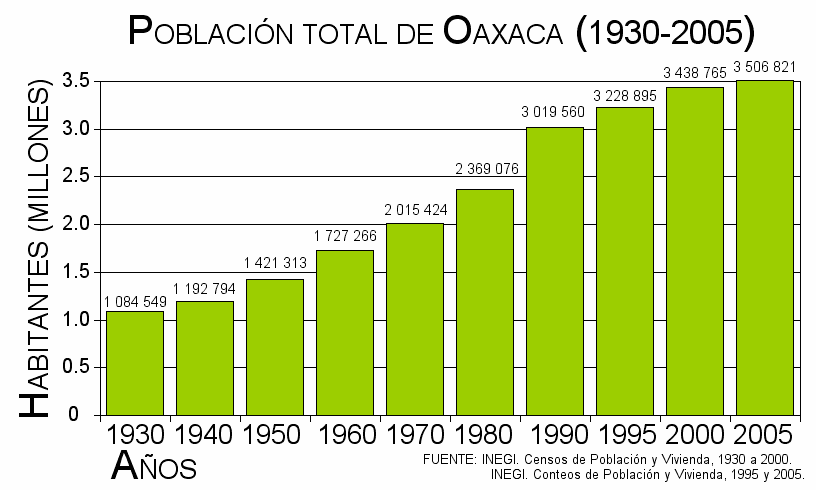
Población histórica de Oaxaca.

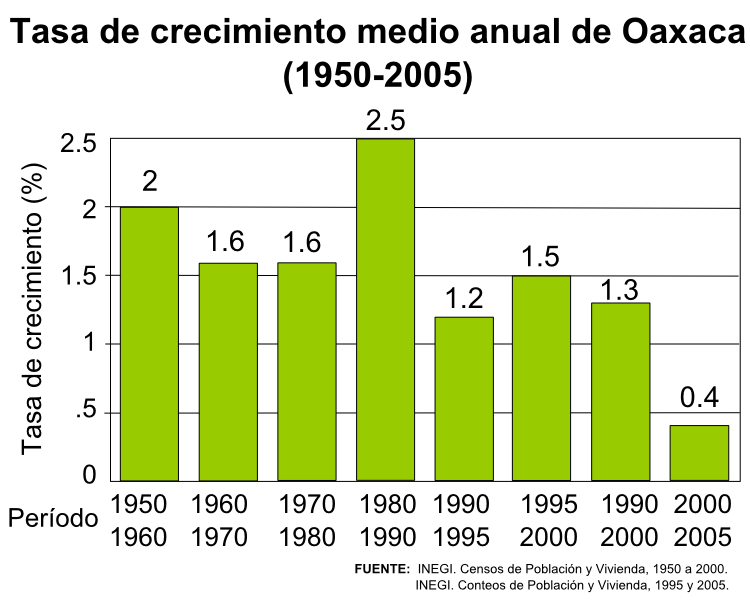
Tasa de crecimiento en Oaxaca.

Según los datos que arrojó el Censo de Población y Vivienda 2020 realizado por el Instituto Nacional de Estadística y Geografía (INEGI) con fecha censal del 2 al 27 de marzo del 2020, el estado de Oaxaca contaba hasta ese año con un total de 4 132 148 habitantes. De dicha cantidad, 1 975 167 eran hombres y 2 156 981 eran mujeres. La Edad Media de los oaxaqueños se sitúa en 28 años, de un promedio nacional de 29. La entidad presentó una tasa de crecimiento medio de 2010 a 2020 del 0.9%, lo que representa una disminución en la natalidad con respecto al decenio anterior (que fue de 1.0%), de 2010 a 2015 se produjo un aumento de 0.3%, crecimiento menor al promedio nacional (del 0.9%). La tasa de crecimiento anual para la entidad durante el período 2015-2020 fue del 1.2%.
La densidad poblacional es de 44.1 habitantes por kilómetro cuadrado, Oaxaca ocupa el puesto 23° entre los estados más densamente poblados.
Oaxaca es uno de los estados con un índice muy alto de marginación, a 2020, 35 936 oaxaqueños aproximadamente emigraron al norte de México con intención de cruzar la frontera con Estados Unidos. Los migrantes oaxaqueños tienen también como destinos principales dentro del país el Estado de México, la Ciudad de México, así como los estados de Baja California, Veracruz y Puebla. El fenómeno migrante se ve reflejado en la cultura oaxaqueña, como en el caso de la Canción Mixteca. La Mixteca es la región oaxaqueña donde más personas salen de sus pueblos a buscar mejores oportunidades de vida en otros estados o en otros países.
Mapa de los municipios de Oaxaca por expulsión/recepción de migrantes.

### Principales ciudades

Ubicación de las ciudades más pobladas de Oaxaca.

La mayor parte de la población de Oaxaca (aproximadamente el 65%) se asienta en las zonas rurales, a excepción de las regiones de Valles Centrales, Cuenca del Papaloapan y el Istmo que es donde se acentúan las grandes urbes del estado: Oaxaca de Juárez en los valles centrales, Juchitán y Salina Cruz en el Istmo de tehuantepec, Puerto Escondido y Pinotepa en la costa, Tuxtepec y Loma Bonita en el Papaloapan.

### Población afrodescendiente
Las personas afrodescendientes se encuentran distribuidas en todo el territorio nacional, sin embargo, se ha identificado que su asentamiento principal está en algunas entidades del sur del país, como Guerrero y Oaxaca, y en el Estado de Veracruz.
Estas entidades tienen una marcada diversidad cultural que proviene de sus pueblos indígenas y afrodescendientes que se reconocen como “negras(os)”, “morenas(os)”, “costeñas(os)”, "jarochas(os)" entre otras denominaciones. 
La población afrodescendiente es aquella que en la Encuesta Intercensal 2015 del INEGI respondió afirmativamente a la pregunta: “De acuerdo con su cultura, historia y tradiciones, ¿usted se considera negra(o), es decir, afromexicana(o) o afrodescendiente?”. No se incluye a quienes respondieron “Sí, en parte”, porque corresponden a situaciones dudosas.
Acorde con el total de su población, Guerrero es la entidad que tiene mayor proporción de afrodescendientes, con 6.5 por ciento; le siguen Oaxaca con 4.9% y Veracruz que registró 3.3 por ciento.
Sin embargo, de las tres entidades,  el Estado de Veracruz cuenta  con mayor número de afrodescendientes sumando 266 163 , seguida de Guerrero con 229 514 y enseguida Oaxaca con  196 213.
Amapa primer pueblo Moreno Libre de Oaxaca. En la región del Papaloapan, en el municipio de San Juan Bautista Tuxtepec Oaxaca,  se encuentra ubicado el primer pueblo libre de Oaxaca,denominado "Nuevo Pueblo de Nuestra Señora de Guadalupe de los Morenos de Amapa". Este pueblo fue fundado por cimarrones huidos de las haciendas cordobesas y la Corona Española en 1769 se vio obligada a concederle la calidad de Pueblo Libre. Amapa, como se le lama ahora fue el segundo pueblo libre de todo el territorio nacional, correspondiendo el primero en 1609 a "San Lorenzo de los Negros" hoy Yanga Estado de Veracruz. Al igual que San Lorenzo, Santa María de Amapa tuvo su cabildo propio y fue República de Negros.De allí se nutre la raíz jarocha del Papaloapan y su afición por la caballería ya que los amapeños eran lanceros milicianos.La encuesta intercensal 2015 reportó para Tuxtepec la cantidad de 6600 afrodescendientes, constituyendo el cuarto lugar en el Estado después de Pinotepa, Tututepec y Oaxaca de Júarez.
La costa chica de Guerrero y de Oaxaca, que se extiende desde el sur de Acapulco hasta Puerto Escondido, Oaxaca, es la región del país donde se concentra la mayor cantidad y porcentaje de afrodescendientes.
De los 570 municipios que integran al estado de Oaxaca, 69 cuentan con más del 10% de su población que se considera afrodescendiente.
Y en 18 de ellos los afrodescendientes superan el 30% de la población total del municipio.
Estos municipios oaxaqueños son: Santiago Tapextla (83.7%), Santo Domingo Armenta (76.1%), San Juan Bautista Lo de Soto (68.3%), Santa María Cortijo (53.7%), Santa María Huazolotitlán (49.4%), Santiago Llano Grande (49.2%), San José Estancia Grande (39.0%), Villa de Tututepec de Melchor Ocampo (38.6%), Santiago Pinotepa Nacional (33.9%) que concentra el mayor volumen de esta población con 18 000 personas, San Juan Lachao (33.6%) y San Sebastián Ixcapa (30.9%) en la región de la Costa Chica que comparte, bajo un referente histórico, geográfico y cultural con el estado de Guerrero.
Asimismo, Magdalena Mixtepec (53.7%) y Santa Ana Tlapacoyan (37.6%) en los Valles Centrales. Adicionalmente, hay que señalar Santo Domingo Petapa (36.7%) en la región del Istmo de Tehuantepec; Mesones Hidalgo (35.9%) y San Juan Mixtepec (26) (32.1%) en la Sierra Sur; Santa María Jaltianguis (32.9%) en la Sierra Norte; y San Martín Zacatepec (31.9%) en la Mixteca.
A partir del siglo XVI la costa de Oaxaca comenzó a poblarse de personas africanas, llamados de “raza negra” y en aquellos tiempos denominados como “cimarrones”. Estas personas, habiendo logrado escapar de la esclavitud en la época colonial, buscaron refugiarse en los lugares más remotos y agrestes de la costa oaxaqueña. Y posteriormente, lo que antes eran solo grupos en notable aislamiento, se asentaron de modo definitivo en los días de la Independencia, dando lugar a centros urbanos como Pinotepa Nacional y decenas de localidades.  
Los hábitos de vida y las tradiciones de estos grupos africanos se fueron mezclando con las de los alrededores, sin embargo, preservaron lo esencial de sí, por ejemplo, la lucha por la libertad en todas sus manifestaciones, desde la relación con lo instituido hasta los detalles más nimios de la vida cotidiana. Con el paso del tiempo, el mestizaje cobró mayor relevancia, imprimiendo un sello único de la cultura negra en la cultura oaxaqueña. Tal circunstancia se hace patente en diversas danzas populares, música típica y variadas expresiones artísticas. En todo ello se reconoce y disfruta el sello afromestizo de la costa oaxaqueña, una particular combinación de elementos africanos e indígenas.
Actualmente los afrodescendientes o afromestizos provenientes de localidades cercanas suelen concentrarse en importantes ciudades comerciales como Pinotepa Nacional o Río Grande y en centros turísticos como Puerto Escondido.
En la música de la Costa, destacan por su origen afrodescendiente el Son de artesa, la Danza de los Diablos, danza de la tortuga y la "chilena negra", una variante de la chilena.
Mientras que en las artes visuales podrá hallarse una vasta muestra artesanal, por ejemplo, a través de esculturas y máscaras. En esta clase de creaciones se hace manifiesta la fusión de las tradiciones africana y mixteca.

### Población indígena
Tras el triunfo de la Revolución, varios pensadores consideraron que México era una nación mestiza, y entonces las baterías se dirigieron a asimilar a los indígenas a la cultura nacional. Las consecuencias fueron la reducción en términos absolutos y relativos de las personas que hablaban lenguas indígenas.

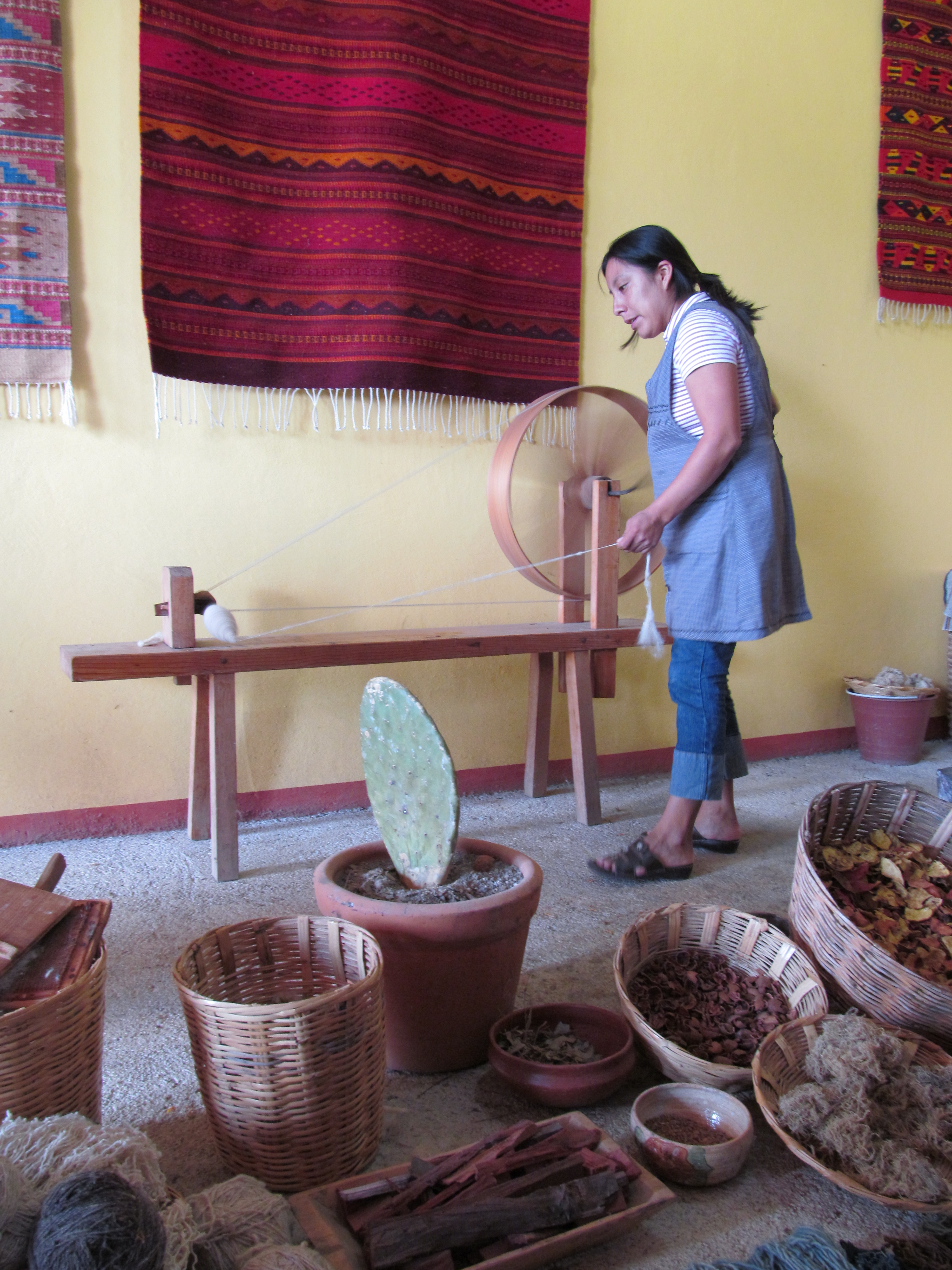
Mujer elaborando tapetes.

Este es el único criterio que se ha empleado para determinar la cantidad de indígenas en el país y por ende, en Oaxaca. Sin embargo, ha sido criticado, puesto que la identidad étnica no está dada solo por la identidad lingüística. En un país con tal mezcla es demasiado complejo determinar el verdadero origen étnico y racial de los individuos.
Por ello, las cifras ofrecidas por el Instituto Nacional de Geografía, Estadística e Informática (INEGI) y la Comisión Nacional para el Desarrollo de los Pueblos Indígenas o CDI (anteriormente el Instituto Nacional Indigenista INI) son divergentes. Para el primero, la población indígena nacional es de alrededor de 6% del total, en tanto que para la segunda, la proporción oscila entre 10 y 14%. En la página web de la CDI la cifra ofrecida por la institución es de 10 220 862 indígenas en el país en el año 2000, lo que constituiría cerca del 11% de la población mexicana. Los criterios empleados por la CDI para su cálculo incluyen, además del lingüístico, el lugar de origen, la identidad étnica de uno o ambos padres, la asunción individual de la identidad indígena, entre otros.
El último censo disponible que identifica a las etnias no solo por su carácter lingüístico, fue el realizado en 1921. Este censo indica que el estado estaba formado por un 64.27% indígena, siendo en aquel entonces el que contaba con la mayor proporción de este sector. También contaba con un 28.15% mestizo, 4.9% afrodescendiente y 2.68% blanco. Se estima que en la actualidad el sector mestizo y afrodescendiente han aumentado en cuanto el sector indígena proporcionalmente ha disminuido.
La CDI actualmente reconoce 65 grupos étnicos, además del mestizo, distinguidos entre sí sobre la base del criterio lingüístico. Oaxaca es la entidad con mayor diversidad étnica y lingüística de México. En el actual territorio oaxaqueño conviven 18 grupos étnicos de los 65 que hay en México: mixtecos, zapotecos, triquis, mixes, chatinos, chinantecos, huaves, mazatecos, amuzgos, nahuas, zoques, chontales de Oaxaca, cuicatecos, ixcatecos, chocholtecos, tacuates, afromexicanos de la Costa Chica y en menor medida tsotsiles; que en conjunto superan el millón de habitantes -más del 32% total- distribuidos en 2563 localidades.
En el estado de Oaxaca existen diferentes grupos étnicos, entre ellos se encuentran: los amuzgos, cuicatecos, chatinos, chinantecos, chochos, chontales, huaves, ixcatecos, mazatecos, mixes, mixtecos, nahuatlecos, triques, zapotecos, zoques y popolucas. 
Hay muchas características que identifican a los grupos indígenas y son comunes a todos. Sin embargo existen en ellos costumbres y tradiciones propias que nos permiten distinguirlos de los demás, así encontramos a los siguientes grupos:
1. Los amuzgos: habitan en el este de la región de la Sierra Madre del Sur. Todavía creen en los espíritus del mal. Realizan ceremonias encabezadas por el brujo y rezan al santo patrono.
2. Los cuicatecos: se ubican en la región de la Cañada, en el distrito de Cuicatlán. Viven en un mundo de magia en el cual brujos y hechiceros son una necesidad de todos los días. Creen en los chaneques y duendecillos.
3. Los chatinos: se encuentran en la Sierra Madre del Sur, principalmente en los distritos de Juquila y Sola de Vega. Creen en los fenómenos naturales como la lluvia, el viento, el trueno. Tienen prácticas mágico-religiosas que son asociadas a todas las etapas de la vida.
4. Los chinantecos: se localizan en el golfo y la Sierra Norte. Tienen un origen desconocido, pero aún conservan creencias relacionadas con los astros, animales y árboles.
5. Los chochos: habitan el norte de la Mixteca alta. De su antigua organización social solo queda la Cofradía de los santos, encargada de organizar la fiesta del santo Patrono.
6. Los chontales: se ubican al sureste de Oaxaca. Un anciano al que le llaman chagola, preside las ceremonias en las que se mezcla lo católico y lo autóctono.
7. Los huaves: viven en municipios costeros del Istmo de Tehuantepec. Le rinden culto a los elementos naturales con la creencia de que tienen espíritu. La organización política se divide en tres: policías, regidores y juez.
8. Los ixcatecos: se encuentran en la Sierra Norte. Su ocupación es el tejido de la palma y la agricultura. Los fiscales y sacristanes son las autoridades.
9. Los mazatecos: viven en la región de la Sierra Norte. Hacen culto a los espíritus o deidades y estas creencias son llevadas a cabo por su brujo.
10. Los mixes: se ubican en la región de la Sierra Norte y parte del Istmo. La autoridad mixe se forma mediante el sistema de jerarquía tradicional: topiles, policías, cabos, mayores, comandantes y religiosos.
11. Los mixtecos o ñusaabi: se encuentran al norte de Oaxaca. Entre los mixtecos el matrimonio es concertado con los padres e implica el pago, por parte de los padres del novio, de una cantidad de dinero o bienes que se devuelven si el matrimonio fracasa.
12. Los triques: se localizan sobre la Sierra Madre del Sur. Tienen muchas creencias mágico-religiosas; creen en deidades que rigen los fenómenos como el viento, la lluvia y el trueno.
13. Los zapotecos o binizaa: no conforman una unidad homogénea, se han subdividido en cuatro grupos:los de la Sierra Norte o Sierra Juárez, los de la Sierra Sur, los de los Valles Centrales y los del Istmo de Tehuantepec.
14. Los zoques: habitan en el este del istmo. Tienen como autoridad inmediata a los sacerdotes y cuentan con sus propias asociaciones.

### Creencias y religión

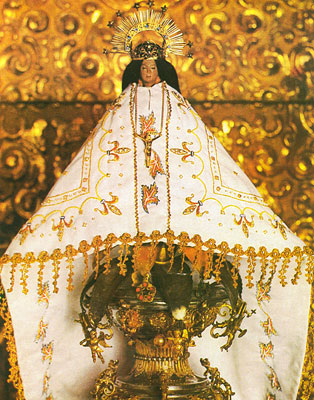
Imagen de la Virgen de Juquila.

Imagen de la Virgen de la Soledad en Oaxaca de Juárez, nombrada patrona de los oaxaqueños en 1904.

En Oaxaca se celebran a los santos en todos los pueblos, Oaxaca es un crisol de etnias y culturas donde las creencias religiosas forman parte de la identidad de sus habitantes.
La profesión de fe mayoritaria se compone por católicos en el mismo marco que el de toda la nación. Oaxaca está dividido en diócesis y parroquias según las propias normas de gobierno que establece la Iglesia católica.
En cada pueblo de Oaxaca donde se celebran a los santos como lo marca la religión católica, participa toda la comunidad en las diferentes actividades. La principal se le llama mayordomía, que es donde el padrino o mayordomo, ofrece un gran banquete a los asistentes, de igual forma se realizan convites, calendas, bailes populares y jaripeos. Generalmente las fiestas duran 8 días y culminan con la llamada fiesta de octava.
Las celebraciones religiosas que se siguen con más fervor en Oaxaca son el 18 de diciembre día que se celebra a la que se considera patrona de los oaxaqueños la Virgen de la Soledad, el día 23 de octubre en el que se venera al Señor del rayo y el 8 de diciembre en la población de Santa Catarina Juquila donde se encuentra el santuario de la Virgen de Juquila fiestas donde asisten creyentes de todas partes del estado y del país.
También es de mucha tradición la celebración de la Virgen del Rosario, esta celebración se lleva a cabo en el mes de octubre, iniciando con la celebración en Santa María Ixcotel el primer lunes de octubre al igual que en Santa María el Tule, siguiendo con la celebración en el barrio de Xochimilco y posteriormente en el barrio de Jalatlaco.
Aunque el cristianismo está inmerso en las creencias de los oaxaqueños y de este ha derivado un sincretismo cultural y religioso sorprendente, aún en nuestros días los pueblos indígenas mantienen celosamente guardadas sus creencias ancestrales, todavía hay una serie de ritos y cultos que están íntimamente ligados a la naturaleza, los astros y sus fenómenos naturales, en sus lenguas es palpable los cánticos y plegarias hacia deidades ajenas al cristianismo.
En varios pueblos de Oaxaca se celebra a la virgen de Juquila, como en la agencia municipal de San Miguel Maninaltepec, ubicada a 83 kilómetros de esta capital; esta celebración se lleva a cabo con gran devoción y veneración los días 7 y 8 de diciembre.
El cristianismo evangélico en sus diversas filiaciones dogmáticas, representa según el INEGI (2010) el 14% de la población.

### Idiomas
Oaxaca es el estado mexicano con mayor diversidad lingüística, el español es la lengua más hablada en toda la entidad y se ha convertido en lengua franca para regular un entendimiento ante tanta diversidad, casi todas las lenguas nacionales son habladas en esta entidad con número considerable de hablantes nativos, el mixteco y zapoteco son las lenguas más habladas con alto grado de bilingüismo.
En Oaxaca se hablan además: chinanteco, mixe, triqui, chontal, mazateco, ixcateco entre otras. En varias de estas lenguas más existen tres variantes de acuerdo a la altitud: alta, media y baja.

## Economía
En el lugar 18 de la economía federal, el estado de Oaxaca contribuye con el 1.8% del PIB (producto interno bruto) nacional. La población económicamente activa se calcula en 1 076 829 habitantes.
La actividad económica más practicada en Oaxaca es el sector terciario, la segunda los servicios financieros e inmobiliarios, y el turismo resulta cómo la tercera. El sector agropecuario se ubica en el último lugar, se cultiva la caña de azúcar, limón, naranja, alfalfa, cebada, maíz, aguacate, piña, arroz, melón, sandía, maguey, café, tabaco, siendo la zona de mayor potencial agrícola la Región Cuenca del Papaloapan, específicamente en Tuxtepec.
El segundo polo económico, se encuentra en el sector terciario, que domina la ciudad de Oaxaca por su condición de capital.
La actividad económica está centrada en el sector terciario de la economía, específicamente en las actividades comerciales, en servicios de restaurante, hoteles y transportes. La producción de mezcal en los Valles Centrales es una de las actividades primarias de la región, no así en la región Istmo de Tehuantepec donde la industria manufacturera tiente una presencia importante, en las que destaca la Refinería Ing. Antonio Dovalí Jaime, nombrada así en honor del primer director del Instituto Mexicano del Petróleo (IMP) ubicada en el Puerto de Salina Cruz. La producción manufacturera de cemento tipo Portland se realiza en Lagunas, generación de energía limpia en Juchitán de Zaragoza, producción de cerveza en San Juan Bautista Tuxtepec, azúcar refinado en San Juan Bautista Tuxtepec, producción de papel en San Juan Bautista Tuxtepec, producción de biocombustible (Etanol) en San Juan Bautista Tuxtepec y generación de energía eléctrica en la presa Miguel Alemán Valdez (Temascal) en Soyaltepec.
La minería en Oaxaca tuvo períodos de auge y decadencia desde la época colonial. Hoy atraviesa por serias dificultades por falta de créditos, apoyos técnicos e inestabilidad del precio del producto en el mercado internacional. Son poco los centros extractivos en operación a pesar de que son múltiples y con diversos elementos los yacimientos minerales de la entidad.  Dentro de algunos de los minerales detectados por estudios geológicos están el hierro, el titanio, cobalto, estaño y manganeso en la Costa; grandes reservas de carbón, titanio, tungsteno y antimonio en la Mixteca; antimonio, grafito, cobre, mica e ilmenita en los Valles Centrales; en el Istmo aluminio, cobre, plomo, plata y oro. Además se encuentran grandes depósitos de los minerales conocidos como no metálicos como el mármol, ónix y granito, que se trabajan en Tequisistlán en el Istmo y en Magdalena, Etla, en los Valles Centrales. Dentro de los no metálicos también están el alabastro, amianto, ámbar, cuarzo y la obsidiana, que se pueden encontrar en casi toda la entidad.  En la mayor parte de las lagunas costeras se puede obtener cloruro de sodio (la sal), especialmente en las que existen en el Istmo.
En términos de finanzas públicas, como dato relevante se puede mencionar que en 2006 el Estado de Oaxaca obtuvo ingresos por 32.309 millones de pesos a precios corrientes, en 2010, al Estado le aprobaron un presupuesto que supera los 47 000 millones de pesos. Alrededor del 95% de ese ingreso proviene de la federación.
Durante los últimos años, los gobiernos estatales han tratado de sacar provecho al gran potencial turístico que ofrece el estado, contando con tres destinos que han puesto a Oaxaca en el mapa: la ciudad de Oaxaca, Huatulco y Puerto Escondido.

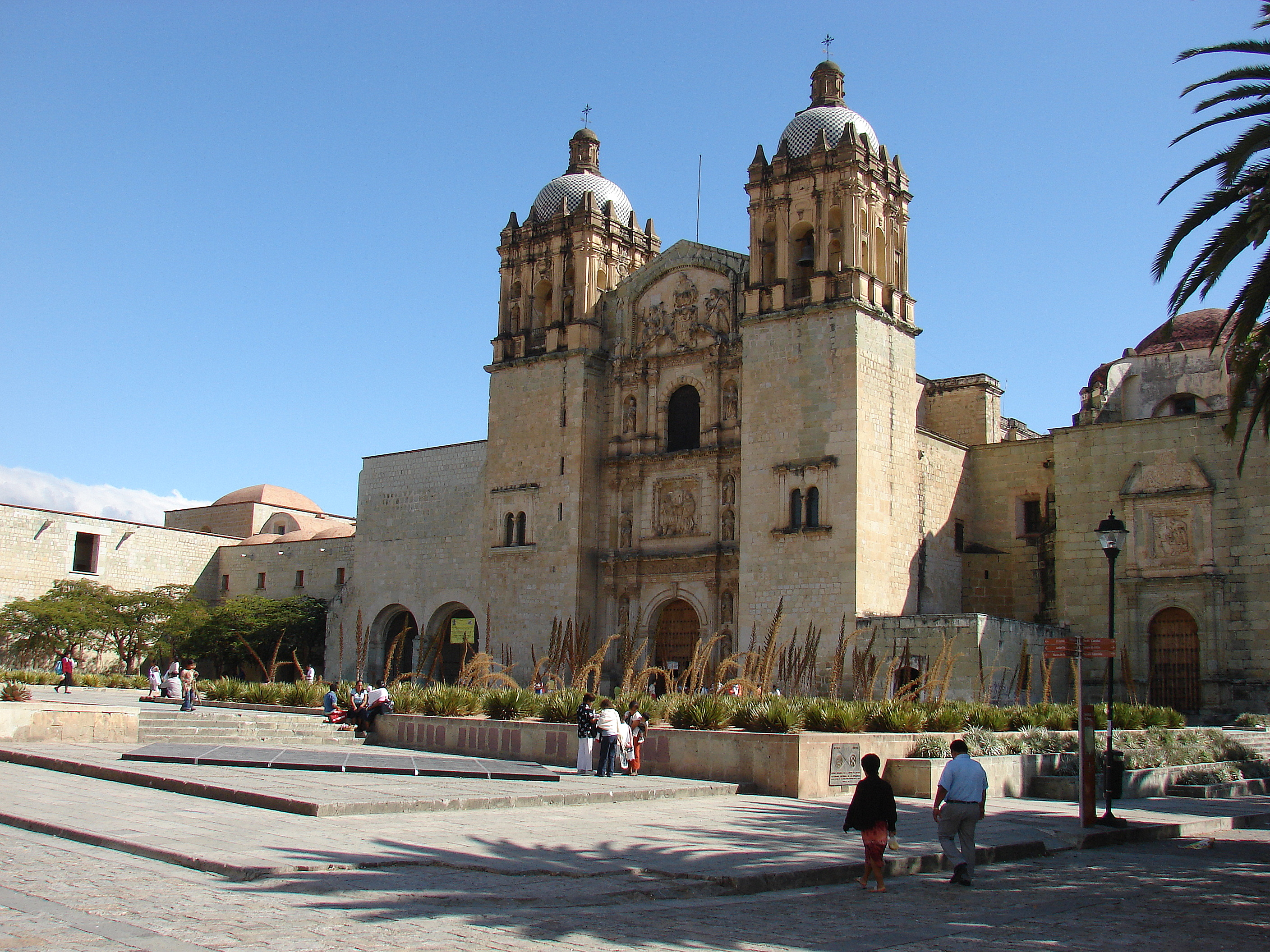
Centro histórico de la ciudad de Oaxaca

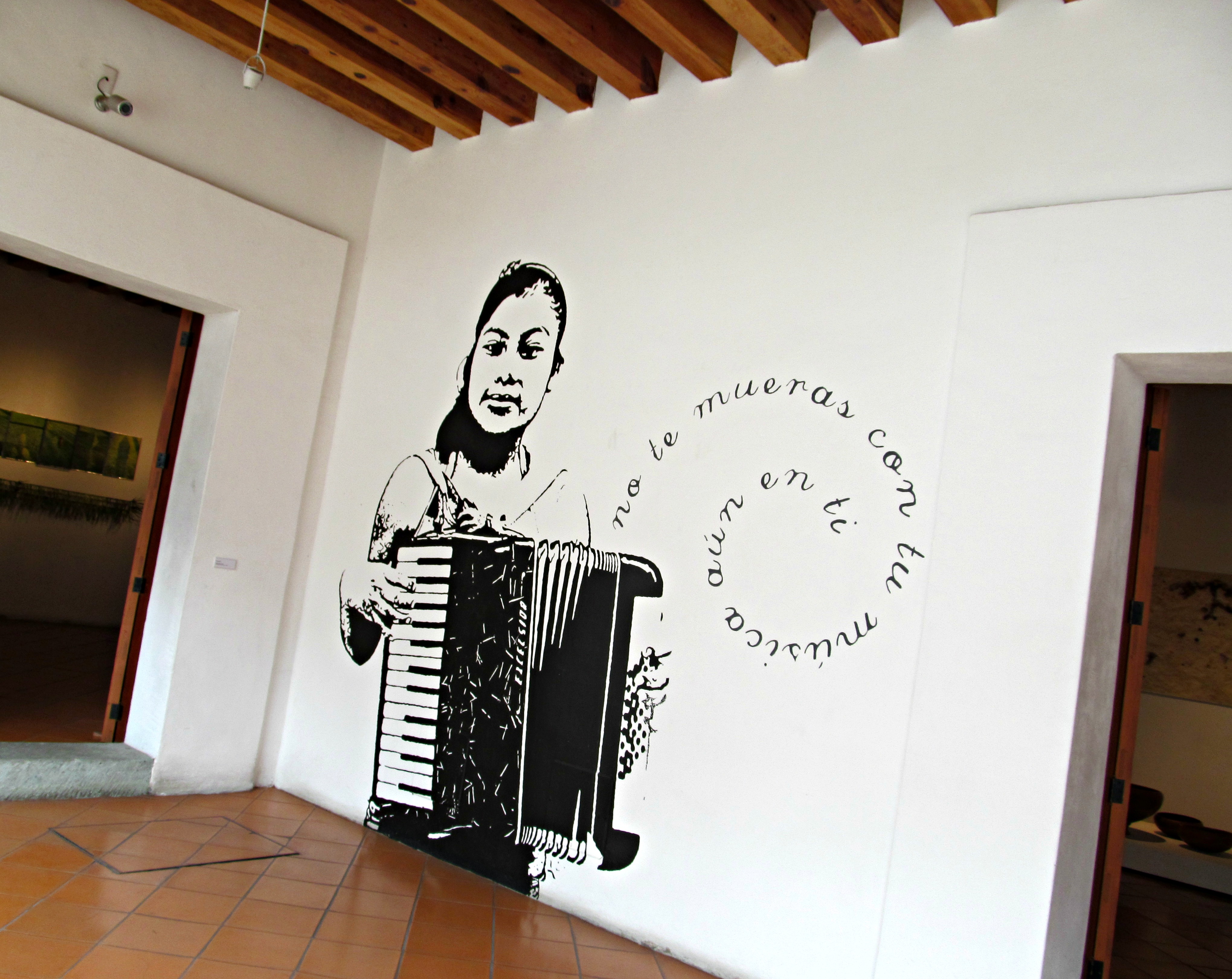
Mural dedicado a niña acordeonista en el Museo de Arte Contemporáneo de Oaxaca

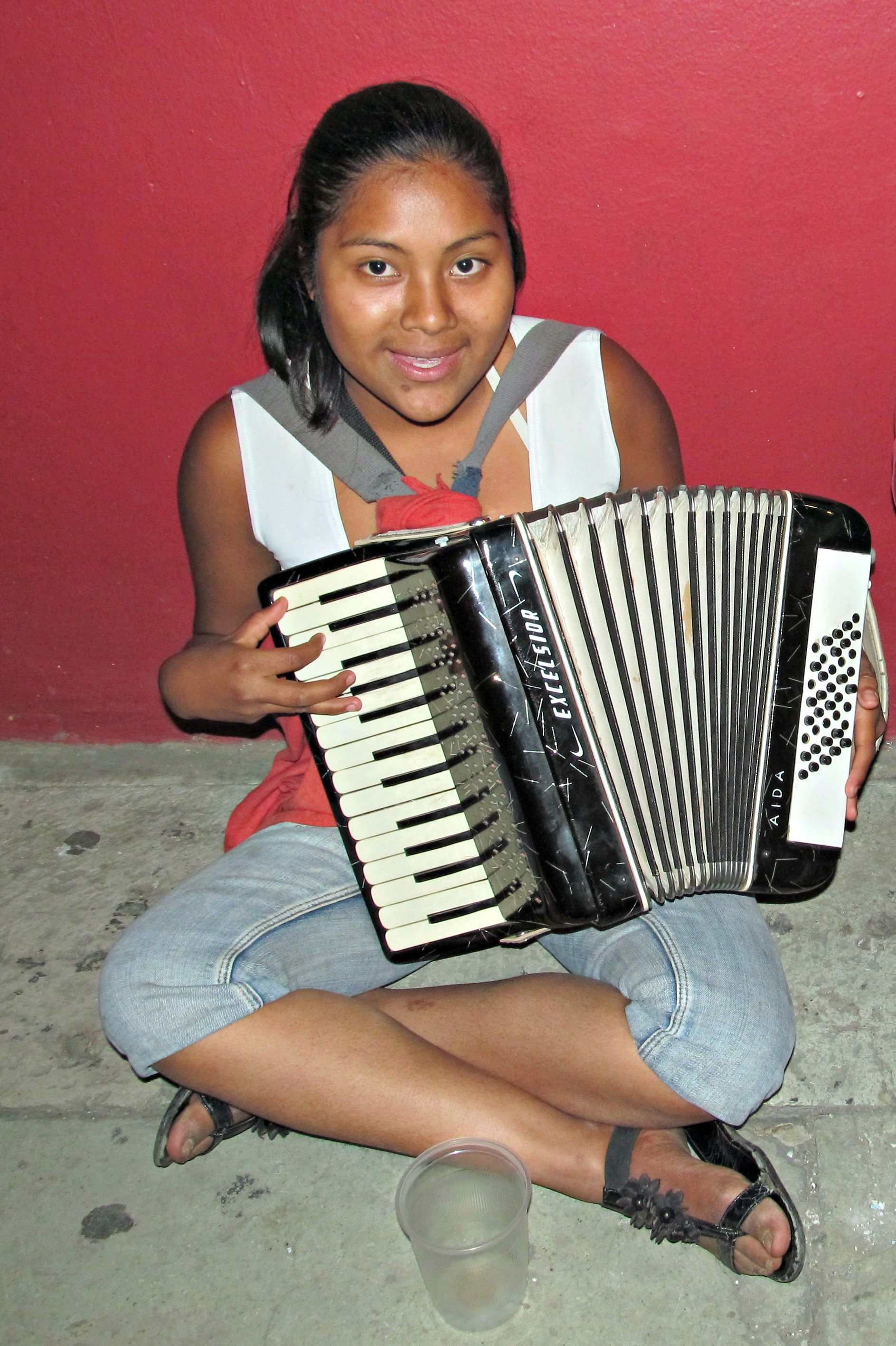
Rosalba, la acordeonista del mural del Museo de Arte Contemporáneo de Oaxaca.

### Ecoturismo
En los últimos años ha tenido bastante auge el llamado ecoturismo, gracias a la biodiversidad con que cuenta el estado y por su orografía; cabe destacar algunos sitios en la sierra norte del estado como son Cuajimoloyas y Benito Juárez donde hay miradores naturales; Llano Grande, Nevería, Capulalpan de Méndez, Ixtlán de Juárez y Llano de las Flores donde se encuentran paisajes, bosques y diversidad de orquídeas. En la región de la mixteca se encuentra Santiago Apoala un pequeño poblado en donde existe una cascada, una gruta en la cual hay un río subterráneo y un acantilado, en dicho lugar se puede practicar espeleología, rapel y escalada. Apoala es una población que cuenta con un albergue turístico con todos los servicios básicos, donde podrá estar en contacto directo con la naturaleza y con la población del lugar, que es muy amigable. Cabe mencionar que en la biblioteca se encuentra alojado una réplica de un códice antiguo.

## Infraestructura

### Energía
En la Región Cuenca del Papaloapan, se encuentra el complejo hidráulico más importante del Estado y la cual las ubican en los lugares quinto y octavo lugar de México, por tener gran capacidad de almacenamiento de agua, formado por las presas Miguel Alemán Valdez (Temascal) y Miguel de la Madrid Hurtado, (cerro de Oro) con una capacidad instalada de 365 MW, las cuales generan energía eléctrica que abastece los Estados de Veracruz, Puebla y Oaxaca extensión al sureste de México.
En la región del istmo de Tehuantepec, se localiza la tercera presa más grande de la entidad oaxaqueña, es decir, la Presa Benito Juárez ubicada en Jalapa del Marqués.
En la Región Mixteca, se encuentra la cuarta presa importante para el Estado de Oaxaca, la mini hidroeléctrica de Yosocuta, conocida como Lázaro Cárdenas, ubicada en la parte de San Francisco y San Marcos Arteaga, cuya boca o fuente se ubica en la zona conocida como el Boquerón he ahí donde está la cortina y la cual fue realizada en tiempos del presidente Lázaro Cárdenas.

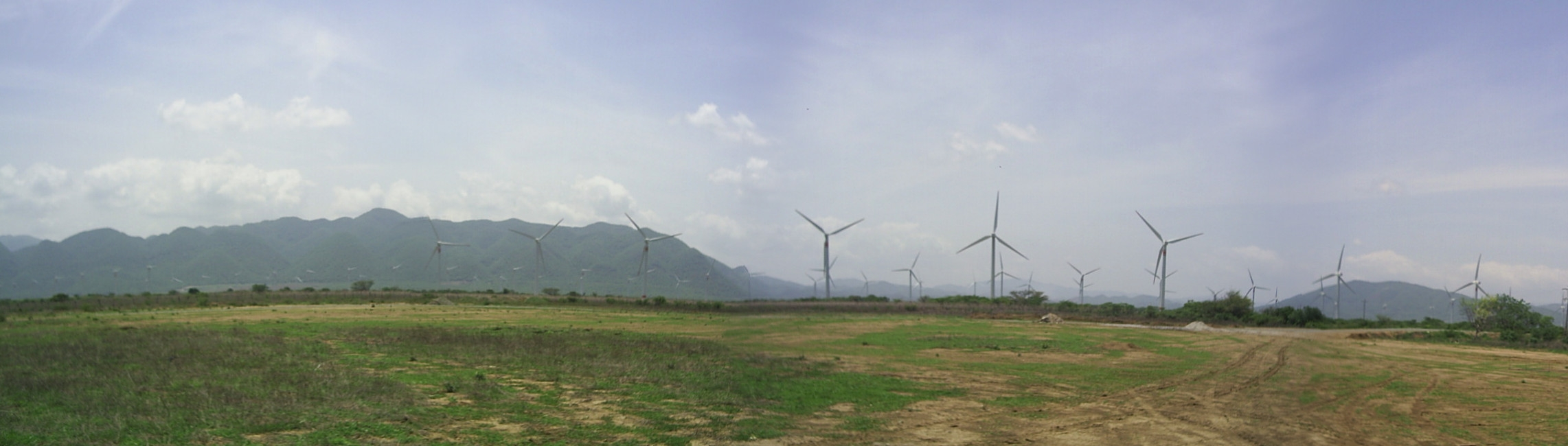
Central eoloeléctrica "La ventosa" ubicada en Oaxaca, México.

La Central eólica de "La Venta" se localiza en el ejido La Ventosa, municipio de Juchitán de Zaragoza, a unos 30 km al noroeste de la ciudad de Juchitán, Oaxaca. Fue la primera planta eólica integrada a la red en México y en América Latina, con una capacidad instalada de 84.875 MW, y consta de 105 aerogeneradores, ya que a partir del 5 de enero de 2007 entraron en operación comercial 98 nuevas unidades generadoras.
De acuerdo a los archivos de la Comisión Reguladora de Energía ( CRE), en el Istmo de Tehuantepec están plantados actualmente y en funcionamiento 917 aerogeneradores en 16 parques eólicos, las cuales están controladas por 10 empresas, entre ellas la Comisión Federal de Electricidad (CFE). Según lo que informa la Asociación Mexicana de Energía Eólica (AMEE) en su página,  los 15 parques en operación son La Venta I, II y III, parque ecológico de México, Eurus fase I y fase II, Bii Ne Stipa I, II y III, La Mata- La Ventosa, Fuerza Eólica del Istmo I y II, Oaxaca I, II III y IV,  Piedra Larga fase I. De acuerdo a los datos de la Secretaría de Energía ( SE) las empresas que los construyeron y controlan son: Comisión Federal de Electricidad, Iberdrola Energías Renovables, Acciona Energía, Eléctrica del Valle de México, Cemex, Peñoles, Enel México, Gamesa Energía, Energías Ambientales de Oaxaca y Demex. La CRE específica que los 16 parques ocupan una extensión de más de 11 000 hectáreas de tierras, tan sólo el 10 % de lo aprovechable en todo el corredor eólico (se tiene cuantificado 10 000 MW en total). Estos espacios generan el 92 % de la energía eólica que se produce en México, lo que representa 1.263 megavatios de energía eléctrica. La SE informó que existe una inversión de 2507 millones de dólares hasta el día de hoy con estas 16 centrales.
En la Región Cuenca del Papaloapan, en enero de 2008 entró en operación una planta de producción de etanol a base de caña de azúcar, se producirán 240 000 litros diarios con molienda de 140 t de caña/h.
Refinería de PEMEX
En Salina Cruz, se encuentra la refinería de petróleo Ing. Antonio Dovalí Jaime que inició operaciones en abril de 1979, con 600 has, con capacidad para procesar 330.000 BPD de crudo.

### Comunicaciones
La orografía de Oaxaca dificulta las comunicaciones entre las distintas regiones de Oaxaca, no obstante a esta dificultad comunidades de áreas montañosas por ejemplo Villa Talea de Castro, cuenta con una red celular comunitaria de cuota fija mensual con la cual realizan llamadas locales, nacionales e internacionales a bajo costo.

## Transportes

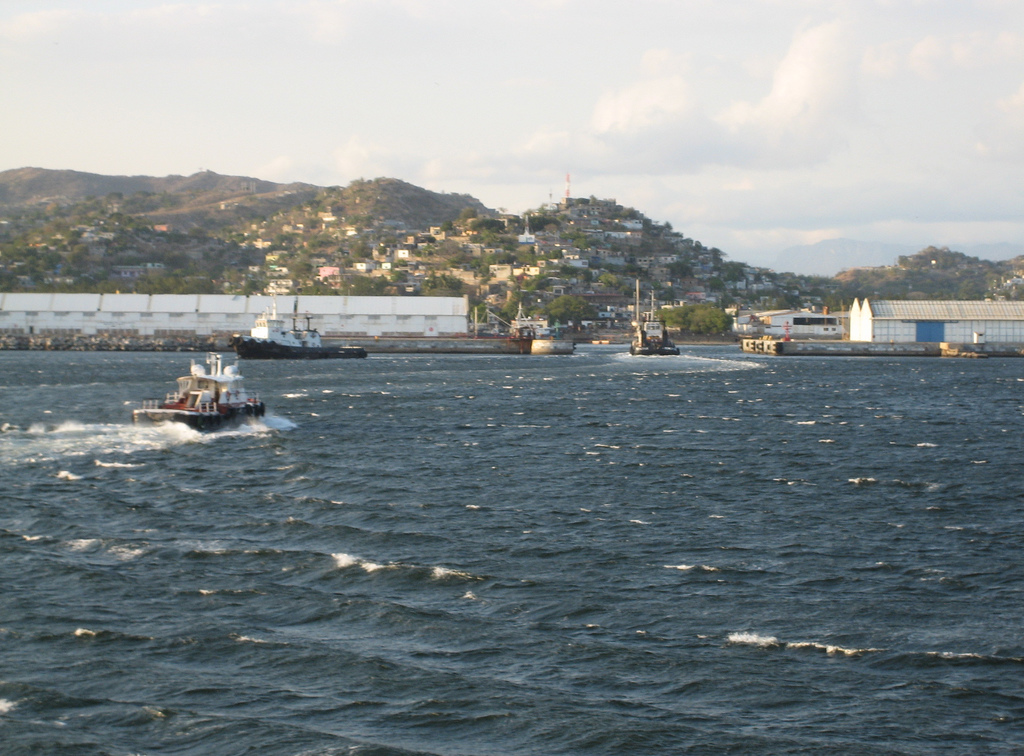
El puerto de Salina Cruz, uno de los más importantes del país.

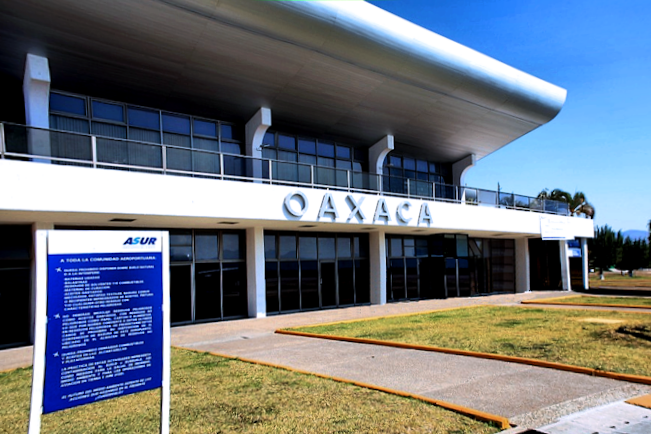
Aeropuerto Internacional Xoxocotlán, en Oaxaca.

Transportes: resaltan por la vía terrestre: los servicios de carga a través de camionetas, camiones y tráiler, así como el ferrocarril, Oaxaca – México y el llamado transístmico.
El servicio de pasaje, que lo prestan diferentes compañías, entre las más sobresalientes: ADO, Cristóbal Colón, SUR, Fletes y Pasajes, AU, que transitan por las principales carreteras federales. Últimamente han brotado al margen de la ley, el servicio de transporte llamado turístico, a través de camionetas tipo suburban, mismas que transitan en el interior de la entidad con destino a la ciudad de Oaxaca, varias de ellas amparadas en siglas de diferentes organizaciones político sociales.
En cuanto al transporte por aire, sobresalen las compañías Aeroméxico, Aerocaribe, Aviacsa y Aerocalifornia, mismas que prestan su servicio de la capital del país a la ciudad de Oaxaca, además de otras rutas procedentes de Acapulco, Villahermosa y Tuxtla Gutiérrez, cabe señalar que las mismas compañías también realizan vuelos internacionales con escala en la Ciudad de México, siendo sus principales destinos los turísticos: Oaxaca de Juárez, Huatulco y Puerto Escondido, donde cuentan con aeropuertos internacionales.
El Aeropuerto de la ciudad de Oaxaca cuenta con una longitud de pista de 2450 metros, ubicada en una extensión total de 435 hectáreas y dispone de dos hangares.
Es de resaltar que por la vía marítima, el transporte se realizan a través de buques tanques extranjeros o bien pertenecientes a la flota marítima de PEMEX, zarpando del puerto de Salina Cruz, cargados de combustible, con destinos a estados de la costa del Pacífico, así como a los Estados Unidos y Japón.
Últimamente, como parte del proceso de desarrollo turístico, empiezan a arribar al complejo de Huatulco, trasatlánticos procedentes de varias partes del mundo.
Las principales vías terrestres federales en el estado de Oaxaca, son: la Supercarretera de cuota Oaxaca-Cuacnopalan, la pista del sol Oaxaca-Tehuacán, Pue.; la 190 Panamericana o Internacional que atraviesa toda la entidad, desde los límites con el estado de Puebla en la parte del distrito de Huajuapan de León-Nochixtlán-Oaxaca-Tlacolula-Tehuantepec y de la Ventosa a los límites con el estado de Chiapas.
La 200 llamada Costera, misma que parte de los límites con el estado de Guerrero-Pinotepa Nacional-Puerto Escondido-Pochutla-Huatulco-Salina Cruz.
La 185 Transístmica, que parte de los límites con el estado de Veracruz-Matías Romero-la Ventosa-Juchitán-Tehuantepec-Salina Cruz.
La 125 que parte de los límites con el estado de Puebla-Chazumba-Huajuapan de León-Putla de Guerrero-Pinotepa Nacional. y el tramo: Yucudaa-Teposcolula-Tlaxiaco-Putla de Guerrero-Pinotepa Nacional.
La 135 que parte de los límites con el estado de Puebla-Teotitlán de Flores Magón-Cuicatlán-San Francisco Telixtlahuaca y el tramo: Oaxaca-Ejutla-Ocotlán-Miahuatlán de Porfirio Díaz-Pochutla.
La 175 que parte desde Buenavista (Tlacotalpan, Veracruz) pasando por Cosamaloapan, - Tuxtepec-Valle Nacional-Ixtlán de Juárez-Oaxaca de Juárez., Miahuatlán, Pochutla y Puerto Ángel, Oax. La 147 Tuxtepec-María Lombardo de Caso-Palomares, así como la 182 que parte de Tuxtepec-Jalapa de Díaz-Huautla de Jiménez-Teotitlán de Flores Magón.
La carretera Zimatlán-Sola de Vega-San Pedro Mixtepec-Puerto Escondido con su ramal: El Vidrio-Santa Catarina Juquila.
El tramo: Mitla-Ayutla-Santiago Zacatepec con su ramal; Yacochi-Chinantequilla-Choapan.
Por otro lado en la década de los 80's el ferrocarril tuvo un gran auge en Oaxaca, ya que era un medio de transporte barato y seguro, aunque muy lento; las principales rutas eran Oaxaca-Tehuacán-Puebla-Ciudad de México y viceversa, sin embargo la construcción y puesta en operación de la súper carretera de cuota Oaxaca-Cuaucnopalan, impactó de manera negativa a este medio de transporte y aunado a la problemática interna dejó de funcionar en la década de los 90, en la ciudad capital; mientras que en las regiones del Istmo y Tuxtepec aún se utiliza para transportar mercancías y diversas cargas hacia el sursureste del país.

## Educación
En Oaxaca, la población de 15 años o más en promedio, ha concluido la educación primaria (grado promedio de escolaridad 6.4).
En todo el país, la población de 15 años o más, en promedio ha terminado dos grados de secundaria (grado promedio de escolaridad 8.1).
Grado Promedio de Escolaridad por entidad federativa (año 2005).
De cada 100 personas de 15 años o más…
18 	 no tienen ningún grado de escolaridad.
20	 tienen la primaria incompleta.
20	 concluyeron la primaria.
4	 no tienen la secundaria concluida.
17	 finalizaron la secundaria.
5	 no concluyeron la educación media superior.
8	 completaron la educación media superior.
2	 no concluyeron la educación profesional.
6	 finalizaron la educación profesional.
Actualmente se cuenta con la posibilidad de seguir estudiando a través del sistema en línea que ofrece la Coordinación de Universidad Abierta y Educación a Distancia (CUAED) de la UNAM, mismo que forma parte del Bachillerato en la modalidad a distancia de la Universidad Autónoma Benito Juárez de Oaxaca (UABJO).
Analfabetismo
En 2005, en Oaxaca, la población analfabeta era de: 437 729 personas.
Es decir, que 19 de cada 100 habitantes de 15 años o más no saben leer y escribir.
A nivel nacional son 8 de cada 100 habitantes.

### Educación superior

#### Universidad AutónomaBenito Juárezde Oaxaca

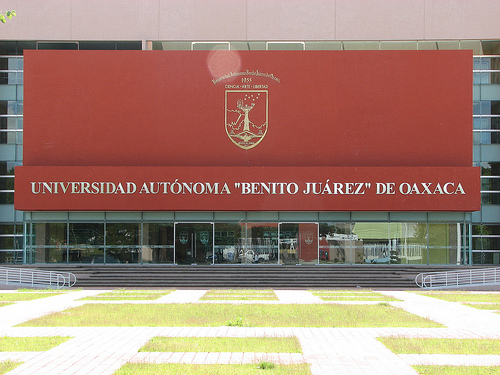
UABJO.

En educación cuenta con una universidad pública denominada Universidad Autónoma "Benito Juárez" de Oaxaca. Es conocida comúnmente como la "Máxima casa de estudios de Oaxaca". La universidad surge un ocho de enero de 1827 en la capital del estado, sobre la calle de San Nicolás, hoy avenida Hidalgo. La Universidad Autónoma Benito Juárez de Oaxaca se encuentra ubicada en la ciudad de Oaxaca de Juárez en el Estado de Oaxaca, México. Siendo la más ofertada en el estado. De esta casa de estudios provienen dos figuras destacadas de la historia nacional como Benito Juárez y Porfirio Díaz.

#### Universidad de la Sierra Sur
La “Universidad de la Sierra Sur” (UNSIS), ubicada en la ciudad de Miahuatlán de Porfirio Díaz en la parte de la Sierra Sur del Estado de Oaxaca, es un organismo público descentralizado del Gobierno del Estado de Oaxaca, además de contar con el apoyo total de los gobiernos estatal y federal, está dotado con personalidad y capacidad jurídica propia, para alcanzar los fines de la docencia en educación superior, la investigación científica, la difusión de la cultura y la promoción del desarrollo, cuenta con diversas carreras tales como: enfermería, administración municipal, informática, además de que se imparten las maestría en Gobierno Electrónico, Planeación Estratégica Municipal y Salud Pública; el prestigio a nivel estatal y nacional de la UNSIS,  estriba en la alta tecnología con que cuenta en los laboratorios de enfermería, donde existe robots que pueden reaccionar lo más parecido a la actitud de los humanos.
El 11 de noviembre de 2008 se llevó a cabo el XI Encuentro Internacional de Didáctica de la Lógica que se llevaron a cabo del 11 al 14 de noviembre de 2008, en las instalaciones de la UNSIS. Dentro de las actividades académicas más relevantes se pueden destacar: las conferencias magistrales y la esa de Investigación.
Actualmente la Universidad Ofrece 6 licenciaturas:
1. Licenciatura en Administración municipal
2. Licenciatura en Enfermería
3. Licenciatura en Ciencias Empresariales
4. Licenciatura en Administración Pública
5. Licenciatura en Informática
6. Licenciatura en Nutrición

De las cuales la licenciatura en informática cuenta con el nivel 1 en la certificación de CIEES.

Normalmente se celebra una Jornada de Informática durante los primeros días del mes de octubre.
Para más información visite la página oficial de la Universidad: http://www.unsis.edu.mx

#### Universidad Tecnológica de la Mixteca
La Universidad Tecnológica de la Mixteca, inicio sus funciones en febrero de 1990, pero se inauguró oficialmente el 22 de febrero de 1991. A esta e inauguración asistió el presidente de México, el presidente de Costa Rica y el gobernador de Oaxaca, así como el secretario de Educación Pública.
Su plan educativo se basa en la enseñanza, la investigación, la difusión de la cultura y la promoción del desarrollo.
Cuenta con instalaciones sumamente modernas y apropiadas para alcanzar los niveles académicos de excelencia, teniendo un sistema de enseñanza de tiempo completo.
Es una Universidad reconocida a nivel internacional y se ve reflejada en los premios y reconocimientos, como el Primer lugar en el mundial en el Student Design Competiton SIGHCI en Florencia, Italia, en el 2008.
Las carreras que ofrece la UTM son:
- Ingeniería en Computación
- Ingeniería en Electrónica
- Ingeniería en Diseño
- Licenciatura en Ciencias Empresariales
- Licenciatura en Matemáticas Aplicadas
- Ingeniería Industrial
- Ingeniería en Alimentos
- Ingeniería en Mecatrónica
- Ingeniería en Física Aplicada
- Ingeniería Civil
- Licenciatura en Estudios Mexicanos

#### Universidad de la Cañada
La Universidad de la Cañada (UNCA), ubicada en Teotitlán de Flores Magón, forma parte del sistema de Universidades Estatales de Oaxaca, es una Institución Pública de Educación Superior e Investigación Científica del Gobierno del Estado de Oaxaca, con apoyo y reconocimiento del Gobierno Federal.
Inaugurada en el 2006, la UNCA es un instrumento de desarrollo para la región de la Cañada, como centro de educación superior e investigación científica, enfocado a la formación, especialización y desarrollo integral de profesionales en diversos aspectos de las necesidades del país, así como para generar empresas y activar la economía.
Las carreras que actualmente ofrece la UNCA son:
- Licenciatura en Química Clínica
- Licenciatura en Informática
- Licenciatura en Nutrición
- Ingeniería en Alimentos
- Ingeniería en Agroindustrias
- Ingeniería en Farmacobiología

#### Instituto Tecnológico de Oaxaca
Es una institución pública de educación superior fundada el 28 de octubre de 1968. Imparte 10 carreras a nivel licenciatura y 2 a nivel posgrado en las áreas de ciencias sociales y administrativas, e ingeniería. Forma parte de la Dirección General de Educación Superior Tecnológica, de la Secretaría de Educación Pública de México.

#### Universidad Tecnológica de los Valles Centrales de Oaxaca (UTVCO)
Ubicada a 40 minutos de la capital del Estado, en el Municipio de San Pablo Huixtepec. Imparte 3 novedosa carreras: TSU en Desarrollo de Negocios, TSU en Procesos Alimentarios y TSU en Energías Renovables.
Forma parte del Sistema Nacional de Universidades Tecnológicas de la SEP, iniciando actividades en el año 2009.
La Universidad Tecnológica posee un innovador modelo de 70% práctica y un 30% teórica para formar sólo en dos años, profesionistas competentes y con altos niveles tecnológicos para dar respuesta a las necesidades de los sectores social y productivo de la región y del estado.

#### Universidad del Istmo
- Campus Ixtepec.
- Campus Tehuantepec.
- Campus Juchitán.

#### Oferta educativa
Cuenta con una amplia variedad de planes de estudio.
Bachillerato:
Colegio de Bachilleres del Estado de Oaxaca (COBAO)
Es una institución de Educación Media Superior en el estado de Oaxaca, que ofrece educación en áreas propedéuticas y capacitación técnica en 5 áreas: físico-matemático, económico-administrativo, químico-biológico, humanidades-ciencias sociales.
Entre las actividades extracurriculares se encuentran la danza, teatro, declamatoria, oratoria, periódico mural, artes plásticas, música, ajedrez, banda de guerra y escolta.
Las actividades deportivas que ofrecen son: Baloncesto, Fútbol, Babyfut, Voleibol y Atletismo.
Bachillerato Especializado en Contaduría y Administración (BECA) y Preparatoria N.º 1, Preparatoria N.º 2, Preparatoria N.º 3, Preparatoria N.º 4, Preparatoria N.º 5, Preparatoria N.º 6 y Preparatoria N.º 7 Nivel Técnico: Instructora en Música (Escuela de Bellas Artes).

## Cultura

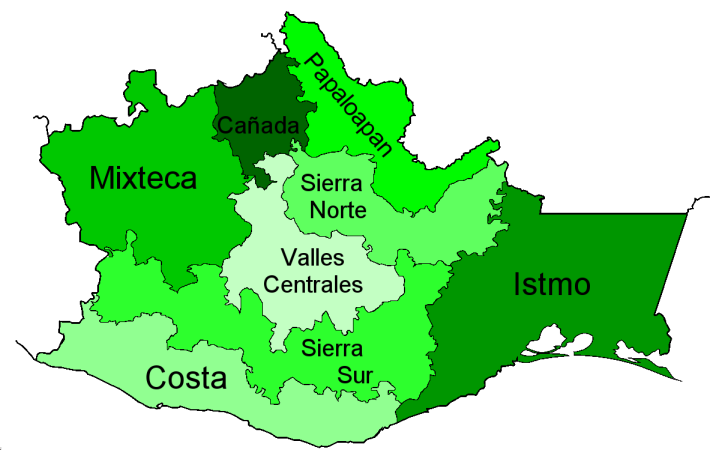
Mapa de las regiones socioculturales de Oaxaca

En Oaxaca florece una diversidad de culturas, espejo de toda una sociedad dónde bifurca el imperio con la costumbre. Posee una entrada constante de turistas, y en la zona centro se colinda el espacio surreal entre lo tradicional, lo novedoso y lo pragmático de esta esencia. En esta ciudad habita toda una diversidad de creencias que se amalgaman con una expectativa cultural diversa.
Se encuentran diversos sitios de interés popular, así como museos y galerías en cada esquina del centro. Oaxaca posee una de las mejores bibliotecas sobre pintura a nivel Latinoamérica: BIAGO (biblioteca del Instituto de Artes Gráficas de Oaxaca), así como un museo de los pintores oaxaqueños (MUPO), museo de la filatelia (MUFI), museo textil, museo de Santo Domingo y una infinidad de proliferaciones en aporte a la misma dinámica cultural: intercambio entre lo onírico y lo extático.

### Tradiciones

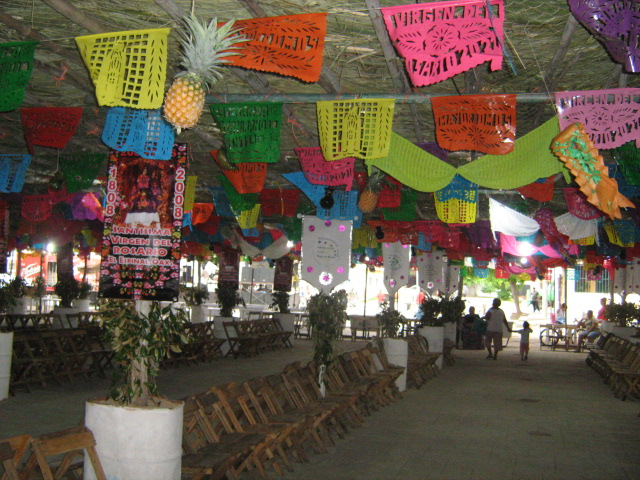
Labrada de cera de la Virgen del Rosario en el Istmo de Tehuantepec.

Día de muertos En la región del istmo se celebra el tradicional día de muertos durante el cual se espera con mucha devoción a los familiares y seres queridos que han fallecido; son horneados por las señoras de la región los ricos panes como marquesote, pan de muerto, entre otros.
Al igual que en muchos otros poblados y regiones de México el día de muertos o “Fiesta de Todos Santos y Fieles Difuntos” es celebrada en Oaxaca con gran devoción.
Desde mediados del mes de octubre la gente comienza a comprar los artículos que necesitará para la fiesta; en la ciudad de Oaxaca y los pueblos del Valle la celebración comienza con la plaza de Muertos donde campesinos y artesanos preparan sus productos para la celebración.
El día 31 de octubre cada familia coloca un altar en un lugar prominente de su hogar en el que colocan ofrendas para honrar a los muertos. En dichas ofrendas son colocados diversos alimentos y algunos obsequios que le gustaban al difunto, junto con alguna foto de la persona que falleció; no puede faltar el elemento religioso, por lo cual se coloca una imagen religiosa o la Biblia. El 1 de noviembre se acostumbra "llevar a los muertos" es decir, regalar a parientes y amigos una muestra de las ofrendas que se realizaron en casa. Se tiene la creencia que el Día 2 de noviembre los difuntos se van por lo que se les despide juntando la ofrenda y llevando flores al panteón. También en diversos lugares del estado la costumbre es quedarse una noche antes en el panteón con la creencia de estarle haciendo compañía al difunto.
Durante los dos primeros días de noviembre también es costumbre las "Comparsas", es decir, un grupo de músicos canta y reza ante cada altar donde le son obsequiados algunas de las ofrendas.
En Oaxaca cada día del calendario apunta a una celebración, cada nombre de un poblado hace referencia a un santo patrón, por eso en Oaxaca no hay un día sin fiesta. También se encuentra la famosa noche de rábanos, donde los artesanos del valle de Oaxaca exhiben obras de arte utilizando el producto cosechado en sus tierras y sus difuntos aparecen en la ceremonia.

### Patrimonio cultural

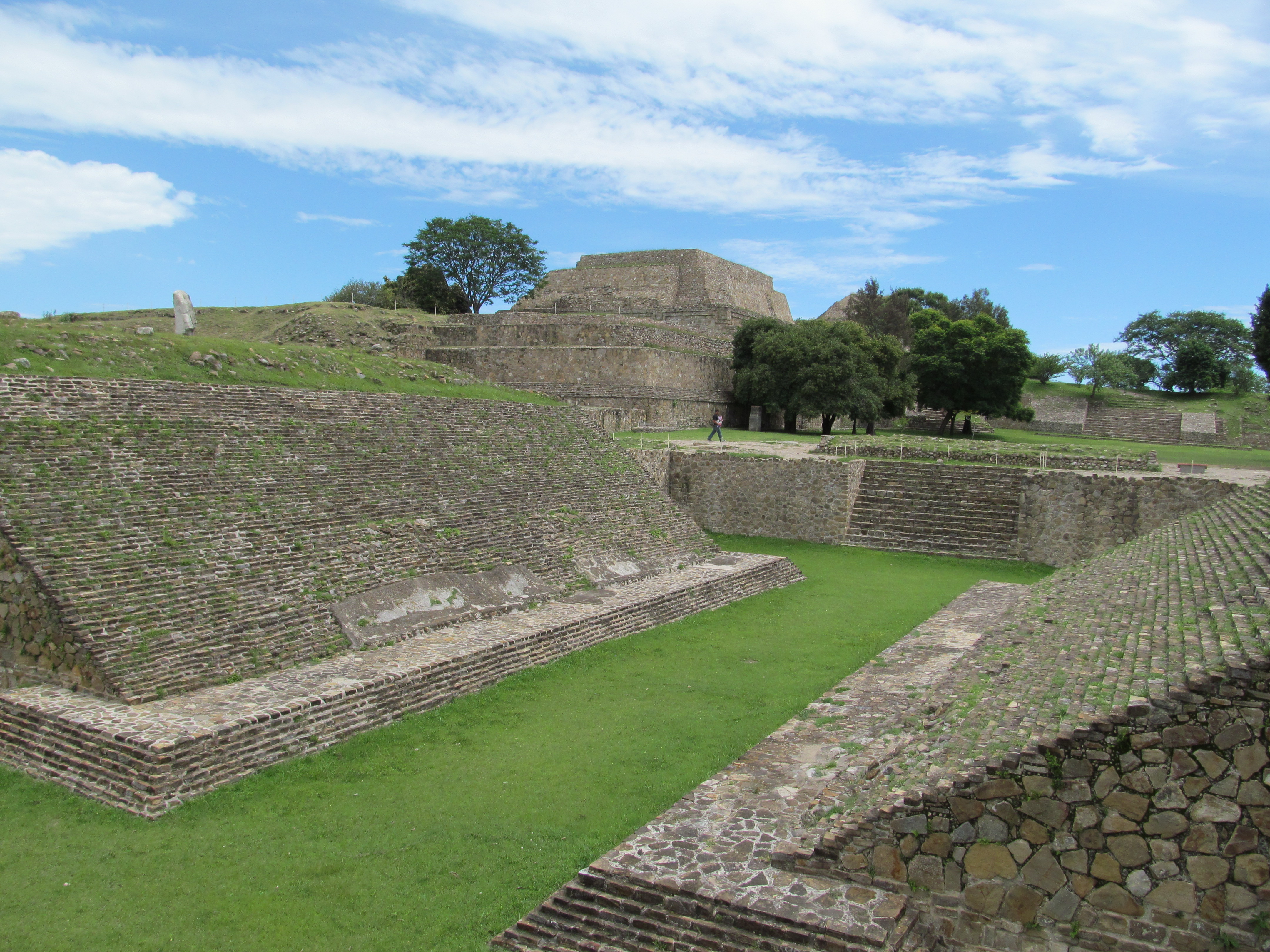
Zona arqueológica de Monte Albán.

México es miembro fundador de la UNESCO, y Oaxaca fue el primer estado en presentar su proyecto para los Patrimonios, en febrero de 1986 y al darse a conocer esto, se unieron más estados quienes presentaron su proyecto el mismo año en que el país, obtiene la declaración de tres Zonas Arqueológicas: Teotihuacán, Monte Albán y Palenque. Tres centros históricos: Las ciudades de Oaxaca, México y Puebla. Para orgullo de los Oaxaqueños, 2 de estos 6 nombramientos fueron para Oaxaca.
Como patrimonio tiene el centro histórico además de los sitios arqueológicos y esculturas encontradas en todo el estado.
La Unesco ha reconocido e inscrito en la Lista del Patrimonio Mundial número 274, el 11 de diciembre de 1987 a la Zona de Monumentos históricos de la ciudad de Oaxaca y a la zona arqueológica de Monte Albán junto con Mitla, aunque en el proyecto denominado "Oaxaca, Patrimonio cultural de la humanidad", originalmente también estaba incluido el conjunto monumental de Cuilapan de Guerrero, ex Convento Dominico del siglo XVI. No obstante este último, aún no es parte de la lista de Patrimonios mundiales.

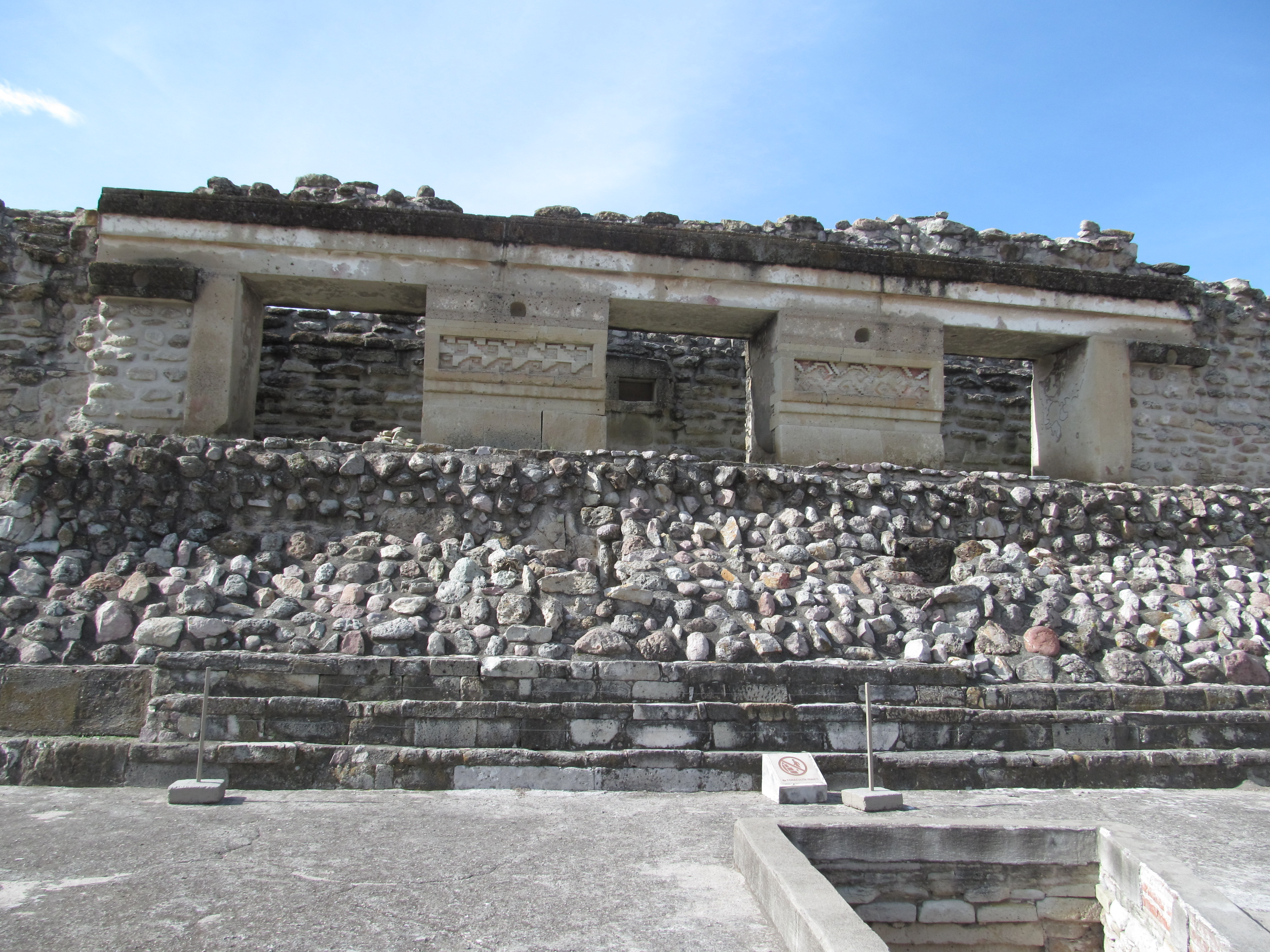
Mitla, Oaxaca.

Las cuevas prehistóricas de Yagul y Mitla fueron inscritas como nuevo Patrimonio Cultural de la Humanidad. La candidatura fue aprobada por los miembros del Comité del Patrimonio Mundial de la Unesco, pues existen estudios que han demostrado que las cavernas albergan semillas de calabaza de entre 8000a 10 000 años de antigüedad; por lo que constituyen los restos más antiguos de plantas domesticadas conocidas hasta ahora en el continente americano. Actualmente se encuentra en proceso el reconocimiento de la organización.
Oaxaca es más que el nombre de una ubicación territorial, es identidad y es la muestra de un rostro propio y un corazón verdadero, al explorar sus adentros tienes encuentros con el origen de una gran cultura zapoteca, observar es sentir sus constructos en el ser y dar, Oaxaca, su territorio y su gente, es una riqueza que se distingue en su amplia y deliciosa gastronomía, sus zonas arqueológicas antiguas y que en el transcurso del trabajo del descubrimiento ofrece patrimonios a la humanidad como lo último ofrecido y declarado internacionalmente las noticias este 2 de agosto: sus cuevas de Yagúl y pinturas rupestres de caballito blanco, que se ubican entre la Cd. de Tlacolula y Mitla. Tanta expresión en tradición y costumbre, refleja su necesidad y entrega en el sentido espiritual por la vida, los valores morales y éticos de la familia, sociedad, nuestra armoniosa relación con la naturaleza, nuestro permanente optimismo por la vida, a pesar de las más terribles adversidades. Nuestro banco genético se refleja en nuestras diferencias que a pesar de nuestras distintas características que posee cada población y que solo las distancias territoriales nos alejan unas de otras las diferentes características nos unen y nos hacen ser Oaxaca tierra de Juárez y de todo un mundo.
 La fuente de las ocho regiones fue construida a mediados del presente siglo. Su diseño, de expresión artística moderna, sobresale por una serie de esculturas que representan folklóricamente a las regiones de Estado.La fuente construida con cantera verde está compuesta por dos pilas elípticas una dentro de la otra, con vertederos escalonados y un surtidor central sobre el cual posa un danzante que representa a los Valles Centrales con la inconfundible "Danza de la Pluma ". Alrededor de la primera pila y dentro de ella posan esculturas femeninas de aproximadamente 2 metros de altura, cuyos rasgos y vestimenta excepcionales, identifican de inmediato a las otras regiones del estado: Istmo, Costa, Mixteca, Cañada, Tuxtepec y la Sierra Norte y Sierra Sur, en medio de pequeñas cascadas y armónicos chorros de agua. Es un monumento que simboliza la identidad regional. La plasticidad de sus místicas danzas, sones y jarabes refieren la presencia de nuestros pueblos y una prolongación de las ofrendas a los antiguos dioses. La Guelaguetza es ofrenda, y esta misma se ofrece esplendorosa en la presencia de las ocho regiones del estado en cada una de las figuras humanas en bronce con su pose, su vestuario y movimientos expresivos de cada región.
A partir de 1927 se convocó en el estado de Oaxaca a una unificación regional de carácter folklórico para reunir lo más importante de cada lugar, formándose así, un mosaico con las primeras siete regiones que constituyen un lazo de unión folklórico y espiritual, integrado para darlo a conocer a propios y extraños: a los primeros para que siempre recuerden y conserven el origen de sus raíces y sus tradiciones y, a los segundos para que lleven el recuerdo de nuestra expresión cultural y de nuestra presencia histórica que ha venido enriqueciéndose desde la época prehispánica con la colonial y la moderna en una misticidad de expresiones.
El 21 de febrero de 2010 fue colocada la estatua de la Sierra Sur en la Fuente de las Regiones, una vez que el Congreso del Estado aprobara el dictamen que envió el entonces gobernador de Oaxaca Ulises Ruiz Ortiz, para crear la octava región.
Actualmente la fuente representa las siguientes 8 regiones de Oaxaca:
Cañada, Costa, Istmo, Mixteca, Papaloapam, Sierra Sur, Sierra Norte y Valles Centrales.

### Arquitectura

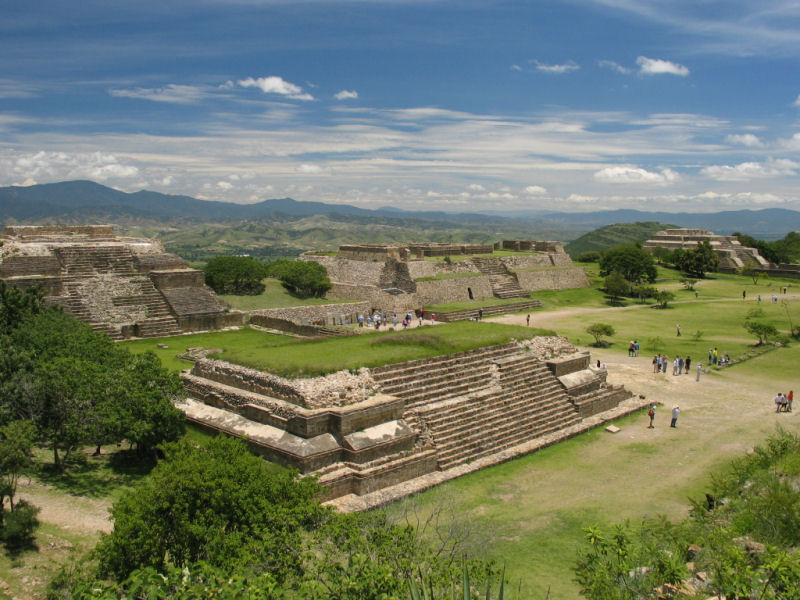
Monte Albán, acrópolis de los Valles centrales de Oaxaca.

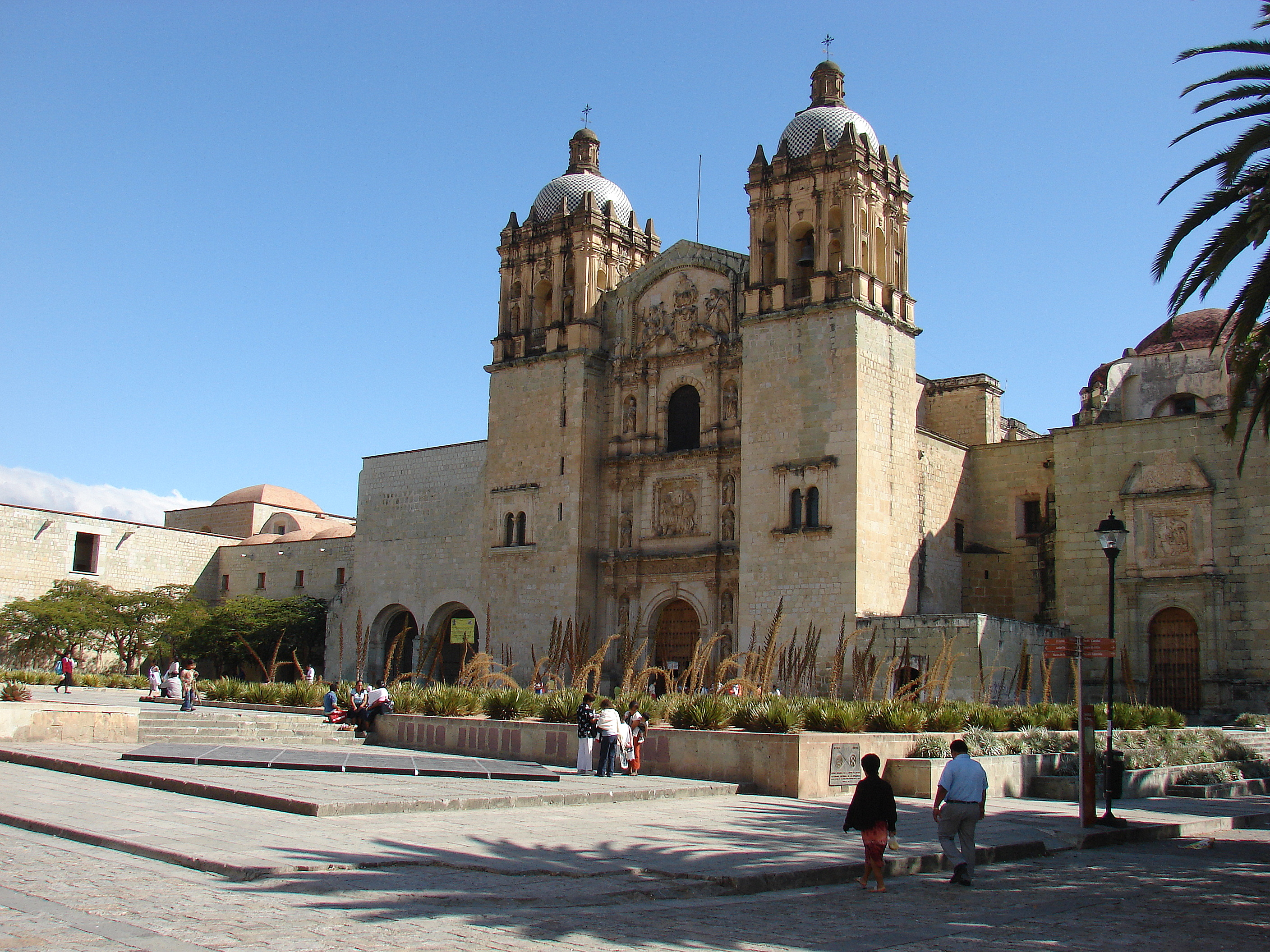
Templo y ex-convento de Santo Domingo de Guzmán, en el Centro Histórico de la ciudad de Oaxaca.

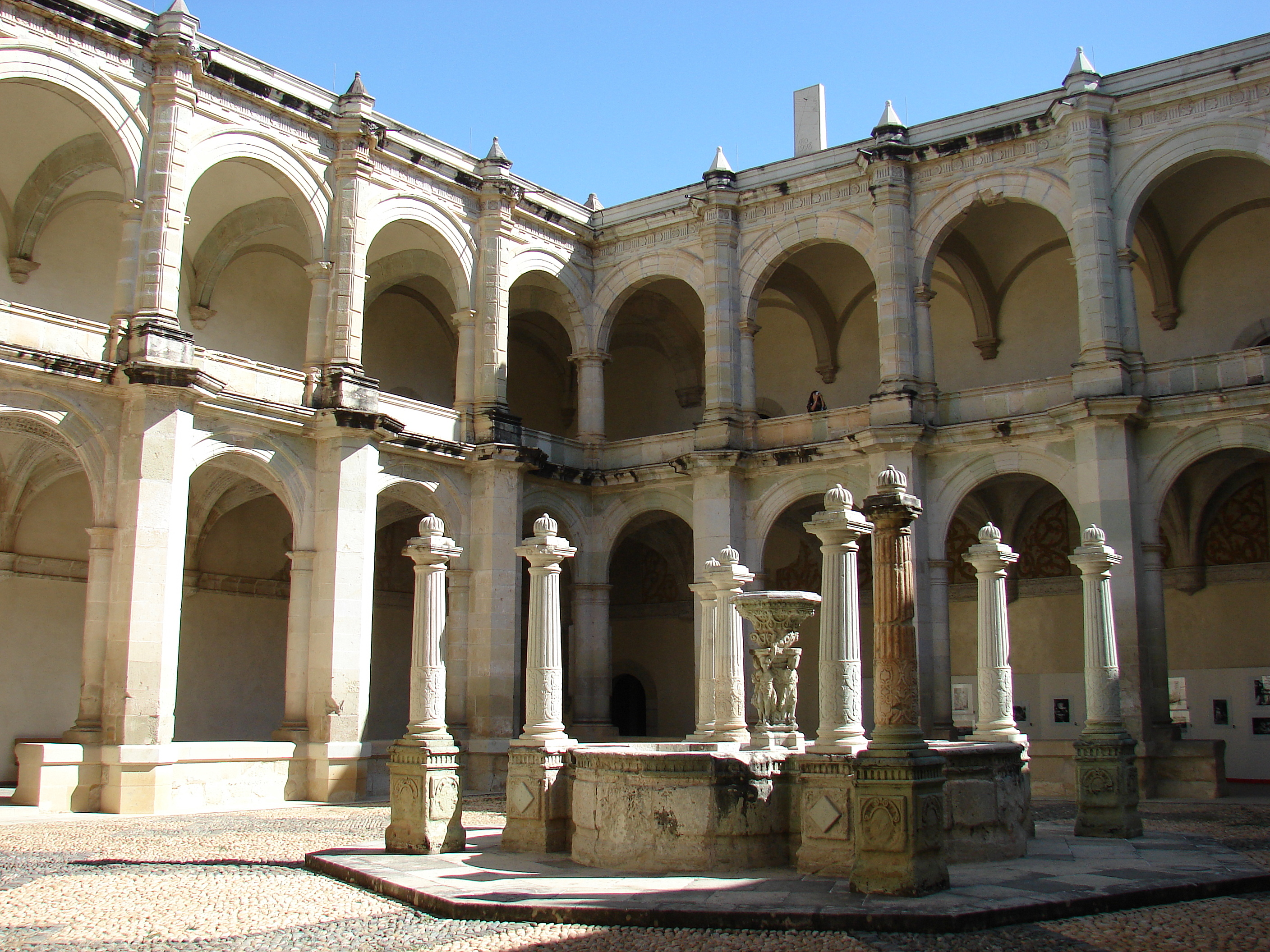
Patio interior del ex-convento.

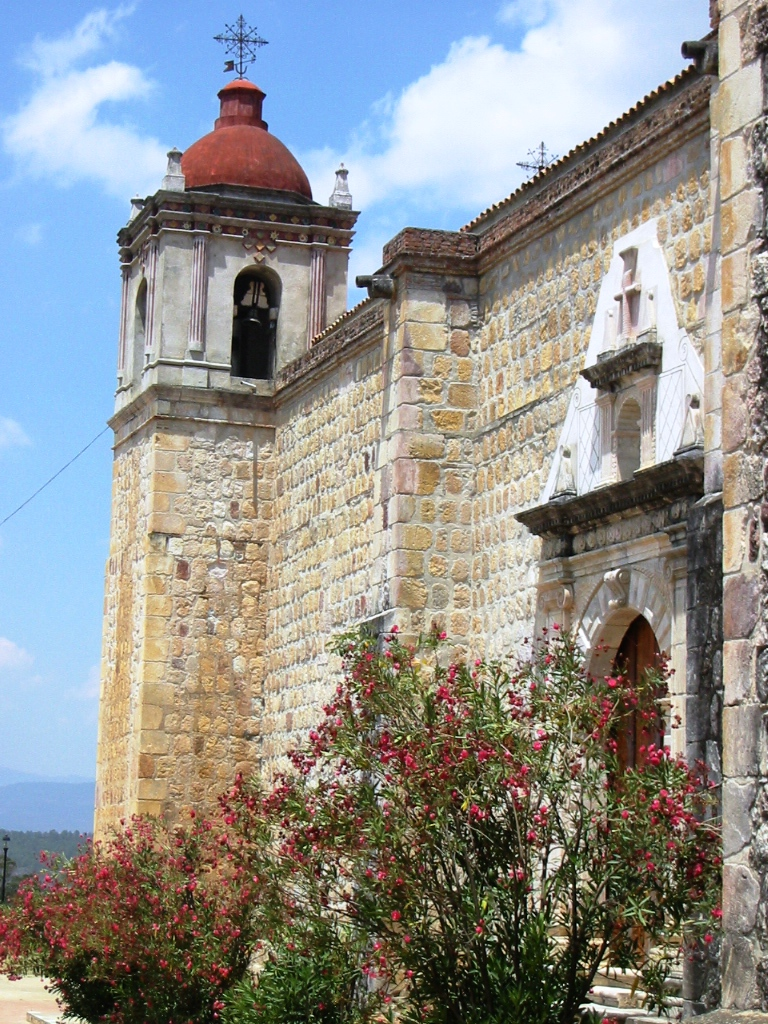
Templo de San Mateo, obra del.

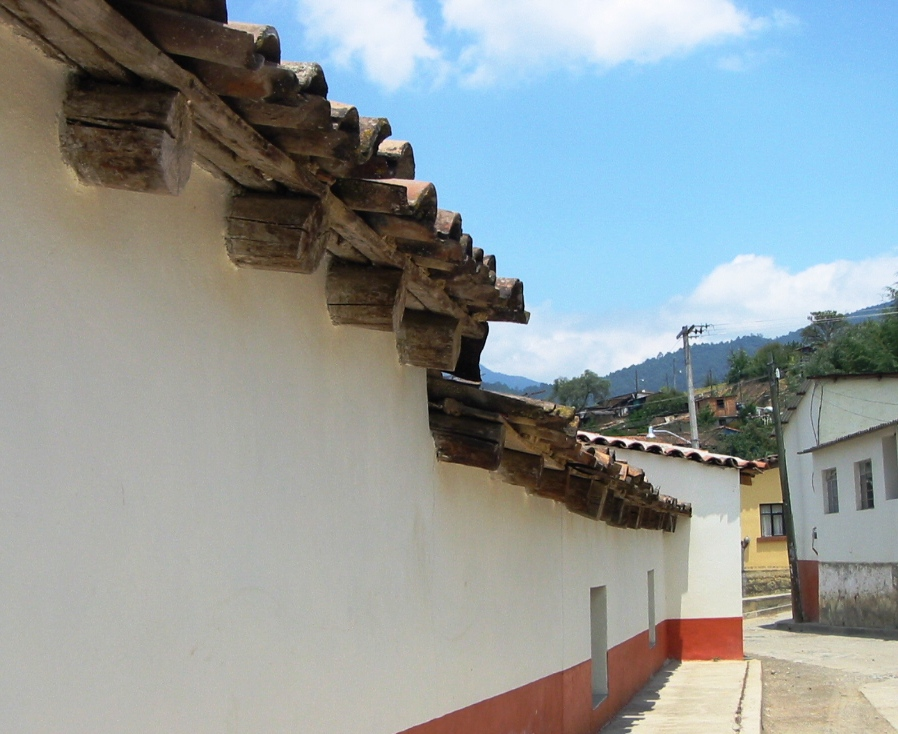
Casas típicas de la arquitectura vernácula del pueblo en Capulálpam de Méndez.

#### Centro histórico
En la explanada se destacan variedad de formas arquitectónicas en sus monumentos ente ellos destaca el conocido como Los Danzantes, donde se aprecian figuras humanas de la cultura Olmeca.
Tras la llegada de los españoles a la ciudad eligieron la Villa de Antequera, sitio que los aztecas fundaron una guarnición para poder controlar el valle a la cual le dieron como nombre Huaxyacac.
El centro histórico de la ciudad, así como la zona arqueológica de Monte Albán considerada la base y origen de la actual comunidad de Oaxaca, fueron declarados por la UNESCO en 1987 como "Patrimonio Cultural de la Humanidad.

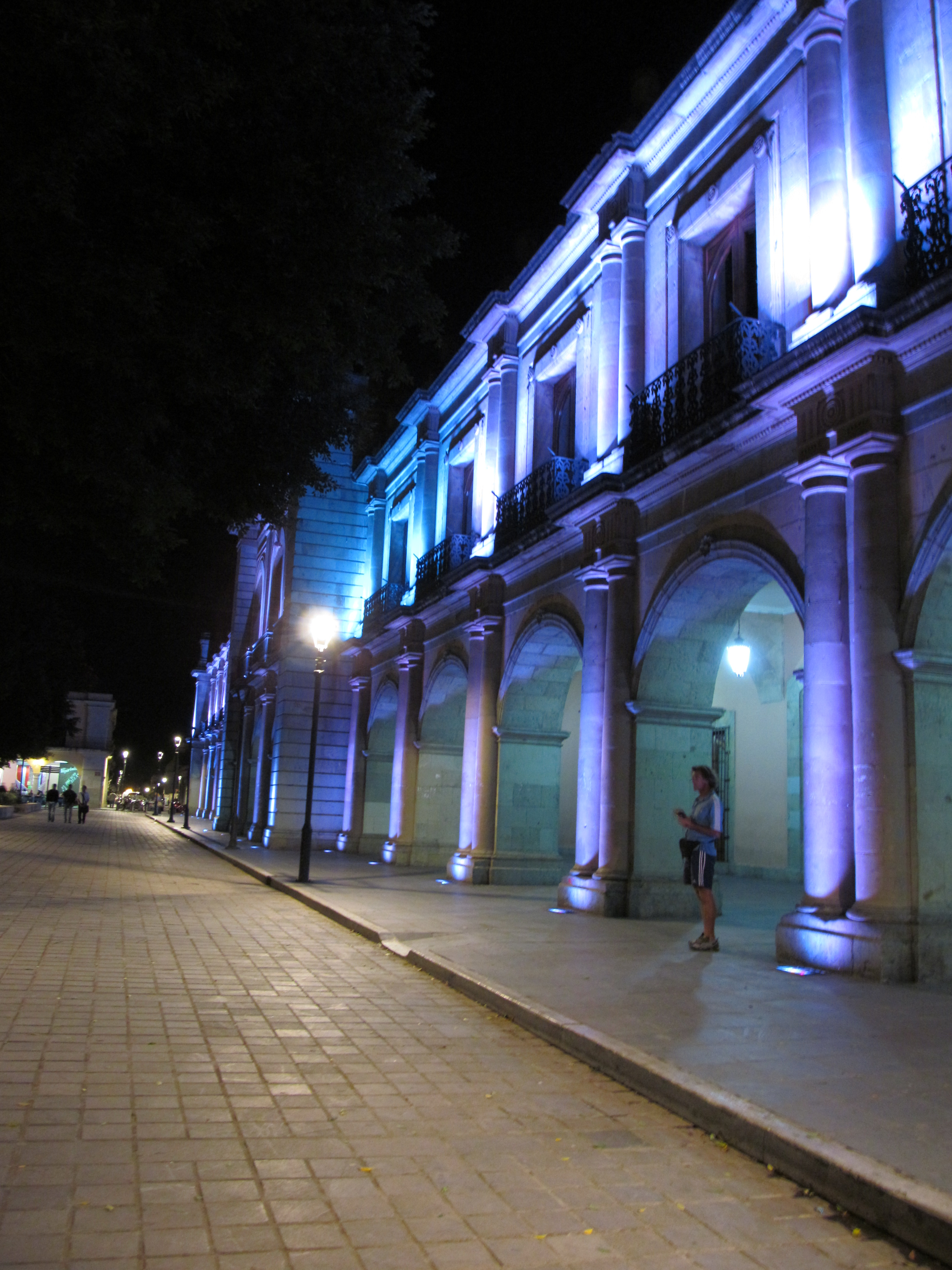
Centro histórico iluminado

Las civilizaciones mesoamericanas  lograron tener gran desarrollo estético y funcional al servicio de la escala Humana y Cósmica, la forma fue evolucionando de la simplicidad a la complejidad estética.

#### Antecedentes
Como la gran mayoría de los grandes centros de reunión Cosmohumana mesoamericanas, Monte Albán fue una ciudad con una congregación pluriétnica. Durante su tiempo, la ciudad mantuvo vínculos muy fuertes con otros pueblos de gran importancia en Mesoamérica, en especial con los teotihuacanos durante el Clásico Temprano.
De una u otra forma sobre estas bases se asienta una arquitectura milenaria que a base de un sincretismo va incorporando las variadas influencias y procesos político religiosos.
Durante el periodo colonial la orientación predominante la establece la arquitectura religiosa, donde los monasterios mendicantes fueron una de las soluciones arquitectónicas ideadas por los frailes de las órdenes mendicantes en el siglo XVI para la Evangelización en la Nueva España, pensadas para un número enorme de indígenas no católicos. Se basaron en el modelo monástico europeo, pero añadieron elementos innovadores en la Nueva España como la cruz atrial y la capilla abierta, además de caracterizarse por ostentar diversas corrientes decorativas y una apariencia recia como fortalezas militares.
El barroco novohispano es un movimiento artístico que apareció en lo que hoy es México a finales del siglo XVI, aproximadamente, y que se preservó hasta mediados del siglo XVIII.  La historia novohispana también desciende sobre dominios como la Basílica de la Soledad (1697) básicamente compuesta de cantera verde y en contraste con su portada de cantera amarilla en el cual se encuentra en uno de sus relieves a la Virgen María arrodillada al pie de la Santa Cruz, la catedral (1535-1733) y la iglesia de San Agustín (1596), célebre por su armoniosa portada y por el retablo barroco que ilumina su ábside, así como el Templo de la Compañía de Jesús y el Templo de Nuestra Señora de las Nieves, sede del Seminario jesuítico de San Juan. Con el espíritu de la vieja Antequera también pueden vincularse la pequeña iglesia de San Cosme y San Damián, el templo de San Felipe Neri y asimismo los de San Juan de Dios —antaño ermita de Santa Catarina Mártir y alojamiento de Juan López de Zárate, primer obispo de Oaxaca en 1537— San Matías Jalatlaco y Santo Domingo de Guzmán.
El entorno del Zócalo acogió, según la costumbre colonial, las edificaciones institucionales y las viviendas de cada familia principal, pero fue la orden de Santo Domingo la principal propulsora de construcciones desde que inició su labor 1529.
La arquitectura civil de Oaxaca, tuvo su parte con las excelentes mansiones, al estilo de aquella perteneciente al mayorazgo de Pinelo y Lazo de la Vega, sede actual del Museo de Oaxaca, y los perfiles barrocos que identifican edificios como los que alojan el Instituto de Artes Gráficas y el Museo de Arte Prehispánico Rufino Tamayo. En cuanto al estímulo predominante en fachadas como estas, la intensidad mejor percibida deriva de una gozosa profusión de hierro forjado, visible en bocallaves, balcones, rejas y llamadores, abundan en Oaxaca los barandales de balcón de historiados dibujos, de combinaciones diversas hechas con motivos sencillos, de balaustres retorcidos en varias formas, con curvas y contracurvas, y los remates de reja suntuosos.

#### SigloXIX

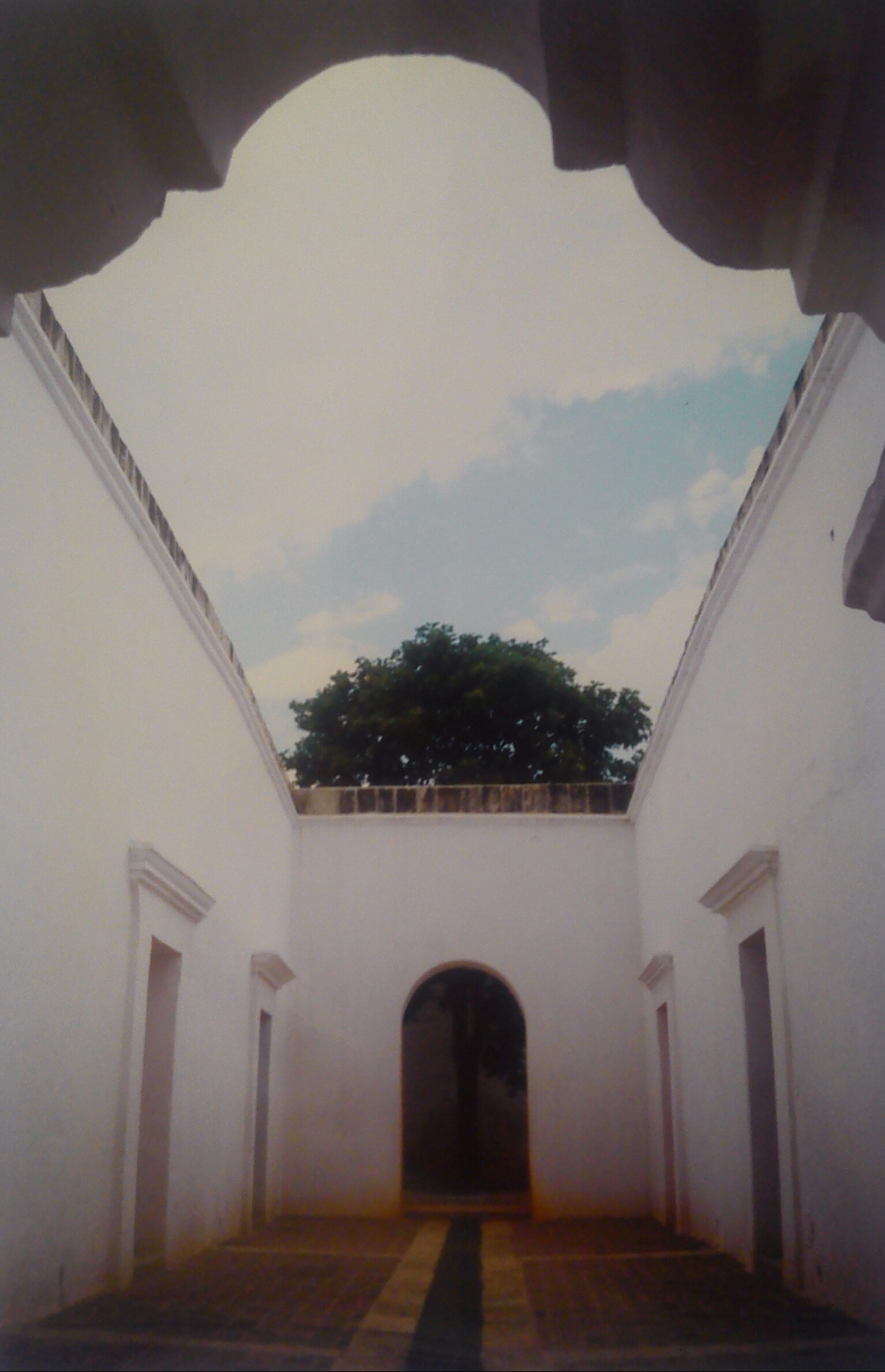
Patio de un museo en la ciudad de Oaxaca.

En el siglo XIX el movimiento neoclásico surge como respuesta a los objetivos de la nación republicana, donde la plástica estricta de las órdenes clásicas están representadas en sus elementos arquitectónicos, también surgen nuevos edificios religiosos, civiles y militares que demuestran la presencia del neoclasicismo.
Queda de manifiesto en lugares como la Alameda de León, un atractivo jardín inaugurado para honrar al gobernador del Estado, general Antonio de León, el 13 de octubre de 1843, el romanticismo propio de este paraje se intensifica en el estilo constructivo del edificio Central de la Universidad, en el edificio del Instituto de Ciencias y el Palacio de Gobierno completado en 1887.

#### SigloXX
A comienzos del siglo XX el eclecticismo caracteriza la arquitectura oaxaqueña. Así, aparte de la Escuela de Medicina, en la exhacienda de Aguilera 1913 se encuentra la fuente de las Siete Regiones, como resumen simbólico de la realidad cultural de la región.
El Teatro Macedonio Alcalá se hizo realidad entre 1903 y 1909, ejemplificando la fusión de ingredientes modernistas en un conjunto neoclásico sumándole detalles nacionalistas, como se observa en el Palacio Federal, donde figuran rasgos de la tradición mixteca.
La plaza de la Constitución apropia tradición y versatilidad con su origen en el trazado que realizó en 1529 Juan Peláez de Berrio, corregido luego por Alonso García Bravo aportan referencias al siglo XIX, por ejemplo, el anterior quiosco de 1857 y la arboleda circundante fueron modificados el 15 de septiembre de 1885, cuando fue sustituido por una estatua de Juárez.
Desde 1901 el quiosco modernista superpone una pincelada de Art Nouveau en el Zócalo. Con esas transformaciones hechas en nombre de la tendencia más moderna en cada momento, el tiempo deja su huella en este y otros espacios de la ciudad.

#### Contemporáneo
A finales del siglo XX e inicios del XXI se divagó a través del nacionalismo y el geometricismo deco, hacia el modernismo racionalista impulsado por José Villagrán García y alumnos como Juan Legorreta con proyectos hoteleros y comerciales mezclando elementos ancestrales y populares mexicanos con planteamientos contemporáneos.
Otras intervenciones que están marcando pautas son por ejemplo el auditorio Guelaguetza, principal recinto de espectáculos en Oaxaca, se construyó por encargo del gobernador Fernando Gómez Sandoval siendo esta edificación un escenario al aire libre, en 2008 iniciaron los trabajos culminando estos en 2010.
También el arquitecto Mauricio Rocha, quien estuvo a cargo de la intervención arquitectónica contemporánea del nuevo Centro Académico y Cultural San Pablo en el ex convento de San Pablo y el Museo de Arte Contemporáneo de Oaxaca, MACO.
Y los proyectos de inserción contemporánea: museo textil de Oaxaca, MTO. 2008 y biblioteca infantil, BS. 2007, La biblioteca de la Universidad La Salle abre sus puertas en agosto de 2010,  del Arq. Juan José Santibáñez. y también el colegio La Salle o el Museo de Filatelia (MUFI), ambas del arquitecto Daniel López Salgado. Juan José Santibáñez representa una arquitectura más intimista y personal, mientras Daniel López una más culta y destilada. Ambos se fundamentan en las raíces de la arquitectura y de la cultura Oaxaqueña y Mexicana con un lenguaje contemporáneo.
Es muy importante destacar que muchas de las obras citadas y ciertamente las más acertadas han sido promovidas por la Fundación Alfredo Harp Helú y financiadas por el gobierno federal y el gobierno estatal, sin cuyo esfuerzo y patrocinio, seguramente la arquitectura contemporánea oaxaqueña no sería sino una sombra de lo que es.
Con esto se orienta una tendencia de arquitecturas basadas en la puesta en valor de inmuebles patrimoniales usando nuevas tecnologías para nuevas necesidades y en las nuevas obras se exponen pinceladas de formas, materiales e imágenes ancestrales reinventado el uso de materiales tradicionales en línea con la vocación de sustentabilidad.
Tendencia que ha sido reforzada por investigadores y académicos como los de la asociación Nuevos Horizontes para la Arquitectura de las Comunidades, liderados por el Arq. Pastor Alfonso Sánchez Cruz, como referentes de la recuperación de los valores de la arquitectura vernácula, bioarquitectura, arquitectura bioclimática y la visión del patrimonio arquitectónico como parte del desarrollo sustentable.

Orientación refrendada por el Congreso Nacional de Arquitectura Mexicana, Oaxaca 2008 y materializada en la Carta Oaxaca 2008, sobre la inserción de arquitectura contemporánea en centros de patrimonio arquitectónico y en el Coloquio Internacional de Arquitectura Regional y Sustentable 2011.

### Música
Bandas de viento en la sierra; sones y jarabes en la Mixteca; chilenas en la Costa; sones y huapangos en la cuenca del Papaloapan con acompañamiento de arpa y jaranas, música de marimba en el Centro; canciones zapotecas en el Istmo; y la canción mixteca es la más reconocida, junto con el himno de Oaxaca, el vals Dios nunca muere, del compositor Macedonio Alcalá, con bandas como las de Tlaxcaltepec o Aguatlán mixe que son del municipio de Cacalotepec.
Entre los músicos destacados del estado encontramos al ilustre Macedonio Alcalá (1831-1869) nacido en la ciudad de Oaxaca el 12 de septiembre de 1831, fue el tercer hijo del Sr. D. Gabriel Alcalá y de su esposa doña Tomasa Antonia Prieto. Entre sus composiciones de las que hoy tenemos conocimiento (aunque no conocidas por todos) están "Marcha fúnebre", "Sólo dios en los cielos", "El Cohete" y "Ave María". Esta última una obra para dos voces. Y la que es considerada el himno de los oaxaqueños “Dios nunca muere”.
Así también contamos con músicos como Álvaro Carrillo nacido en San Juan Cacahuatepec, Oaxaca, el 2 de diciembre de 1921, y muerto en un accidente automovilístico el 3 de abril de 1969. Autor de más de 300 canciones entre las que destacan Amor mío, Sabor a mí, Como un lunar, El andariego, Luz de luna, Sabrá Dios, Seguiré mi viaje, Pinotepa y La mentira.
Otros de los músicos importantes dentro la geografía musical de Oaxaca es Jesús Rasgado. Este compositor istmeño nació en la población de Ixtaltepec, ex -distrito de Juchitán, el 7 de enero de 1907.
Sus padres fueron doña Mónica Rasgado, originaria del mismo pueblo descendiente de una familia de músicos y, del español Cayetano Irigoyen, procedente de una familia de bohemios, que allá en la madre patria se destacaron por las bellas letras. Sus canciones cumbres fueron un total de treinta y seis, además muchas fúnebres y misas cantadas a Santo Domingo de Guzmán y a San Juan Degollado. Entre las canciones más destacadas tenemos: "Naila", "La misma noche", "Somos tres", "Cruel destino", "La vida es un momento", "Punto final", "Vida y amor", "Penúltimo beso", "Vuelve otra vez", "Altivez", "Emperatriz", "Renunciación", "Benita López Chente", "María Cristina", "Tehuanita", entre otras.

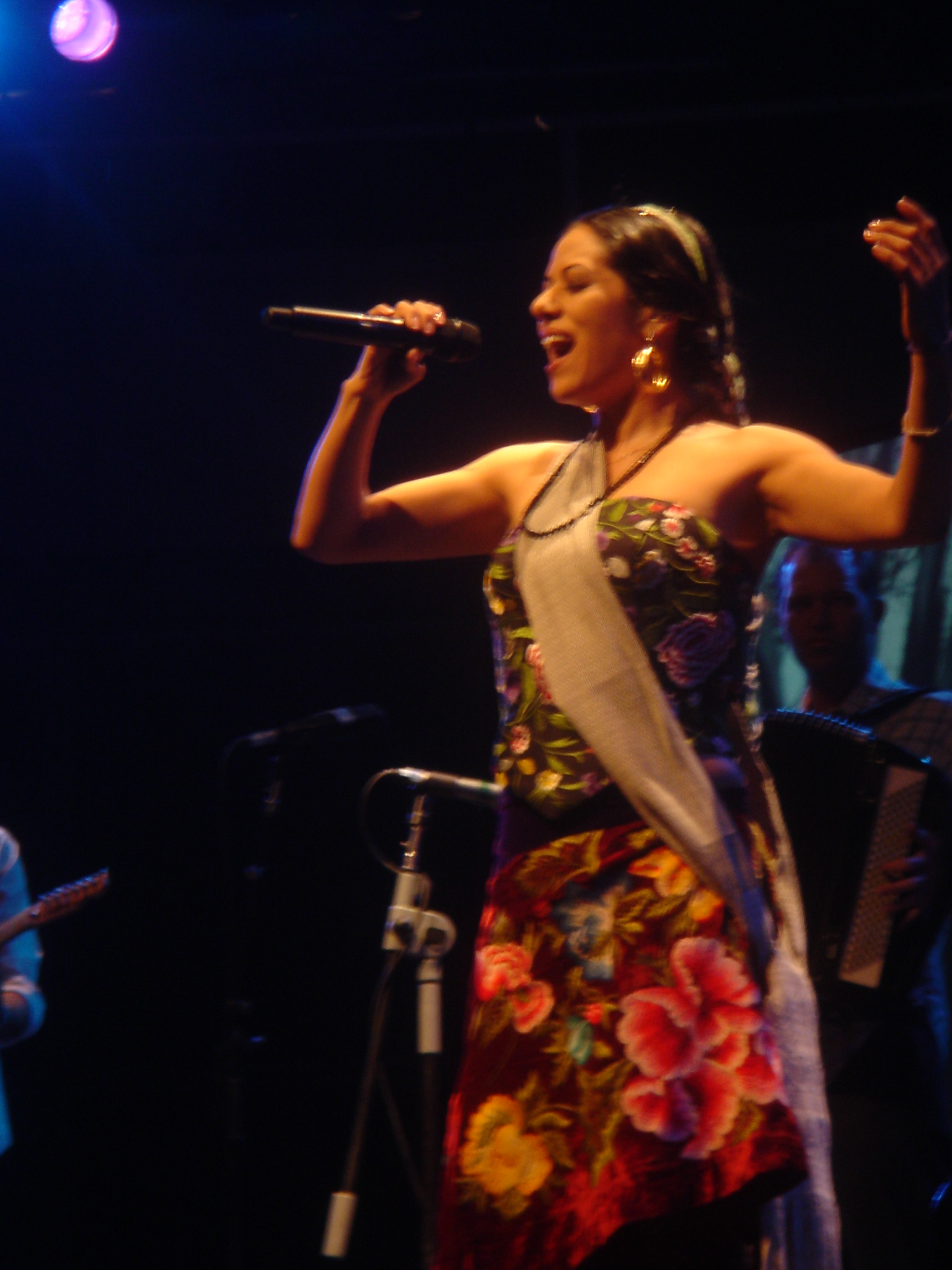
Lila Downs, nacida en Tlaxiaco es considerada una de las máximas exponentes de la música mexicana en el mundo.

Tampoco dejaremos de mencionar a otro gran músico Oaxaqueño: Amador Pérez Torres “Dimas“. Nació en la Villa de Zaachila el 15 de abril de 1902 y murió en la Ciudad de México el 30 de enero de 1976. Sus padres fueron Gildardo Pérez y Macrina Torres. Entre sus obras más destacadas a ritmo de danzón Nereidas, así como Adela, Circulando, Cuando Canta el Cornetín, El Acahual, Que cante la gira, etc.
Sin dejar de lado a Rodolfo Villegas Bolaños 1950–2004 hombre de gran talento musical, el cual rinde férvido homenaje a las mujeres de las ocho regiones del estado, con la melodía quizá más representativa de nuestro folclore a nivel mundial "Mujer Oaxaqueña".
La cantante oaxaqueña Lila Downs ha sido considerada embajadora de la música mexicana en el mundo. Ella tiene un amplio repertorio de canciones populares cantadas en lenguas indígenas, así como en español e inglés. Ella mezcla sonidos tradicionales y modernos basándose en los sonidos de Oaxaca.
En la época virreinal, la figura de dos músicos Oaxaqueños fueron trascendentales para entender la historia musical de México y del mundo: Juan Matías el viejo, músico indígena que según el Padre Burgoa decía que había nacido en San Bartolo Coyotepec. Es el primer músico libre que se conoce, que no quiere estar “vendido” a la iglesia y es el primer “indígena puro” que es nombrado maestro de capilla en la catedral de Oaxaca.
Existe otro Juan Matías que es un criollo, que vive un siglo después del primer Juan Matías. Este músico se llamó Juan Matías de los Reyes y Mapamundis. Músico de arpa y tañedor de varios instrumentos más, que tenía una gran familia y que los lleva a la iglesia a tocar junto con él. Este Juan Matías es el culminador del gran proceso de la música barroca en Oaxaca. Su maestro fue Manuel Sumaya y fue una personalidad en la música en Oaxaca.
Entre otros Demetrio López, fue uno de los mejores compositores zapotecos Oaxaqueños. Escribió "El Feo" para dedicarla a su amada, con ella, le propuso matrimonio. La canción "El Feo" después de algún tiempo, se tradujo al español, Mixteco, e incluso salieron diversas versiones en inglés y latín. En el 2002, nació una versión femenina, con la voz de la cantante mexicana: "Lila Downs", en el 2009 fue interpretada por "Camila" con su nombre original "Naa Nga Ti Feu", que cobró vida por algún tiempo en toda la república y parte del mundo.

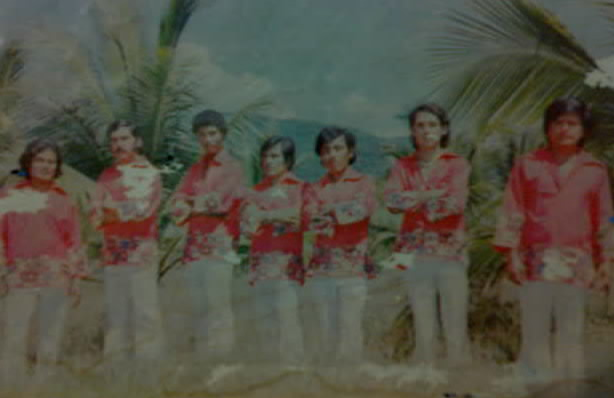
Grupo Miramar, oriundo de Río Grande, es considerado uno de los pioneros de la música grupera.

La letra de la canción reza lo siguiente:
Pa guiní cabe naa, xpádua huíine
Pa guiní cabe na, neza lú lu
Gudxi laacabe naa nga xpidó lo
Gudxi laacabe naa nga xpidó lo.
Naa nga ti feu
Ti feu ni rana xhii
Né guidubi ládxi do
Ne zachaga ná ne lii.
Dentro de la música popular cabe mencionar al Grupo Miramar, originario de Río Grande que alcanzó gran notoriedad al ser un iniciador de la música grupera y que alcanzó tal éxito que su música llegó a toda Latinoamérica.

### Baile

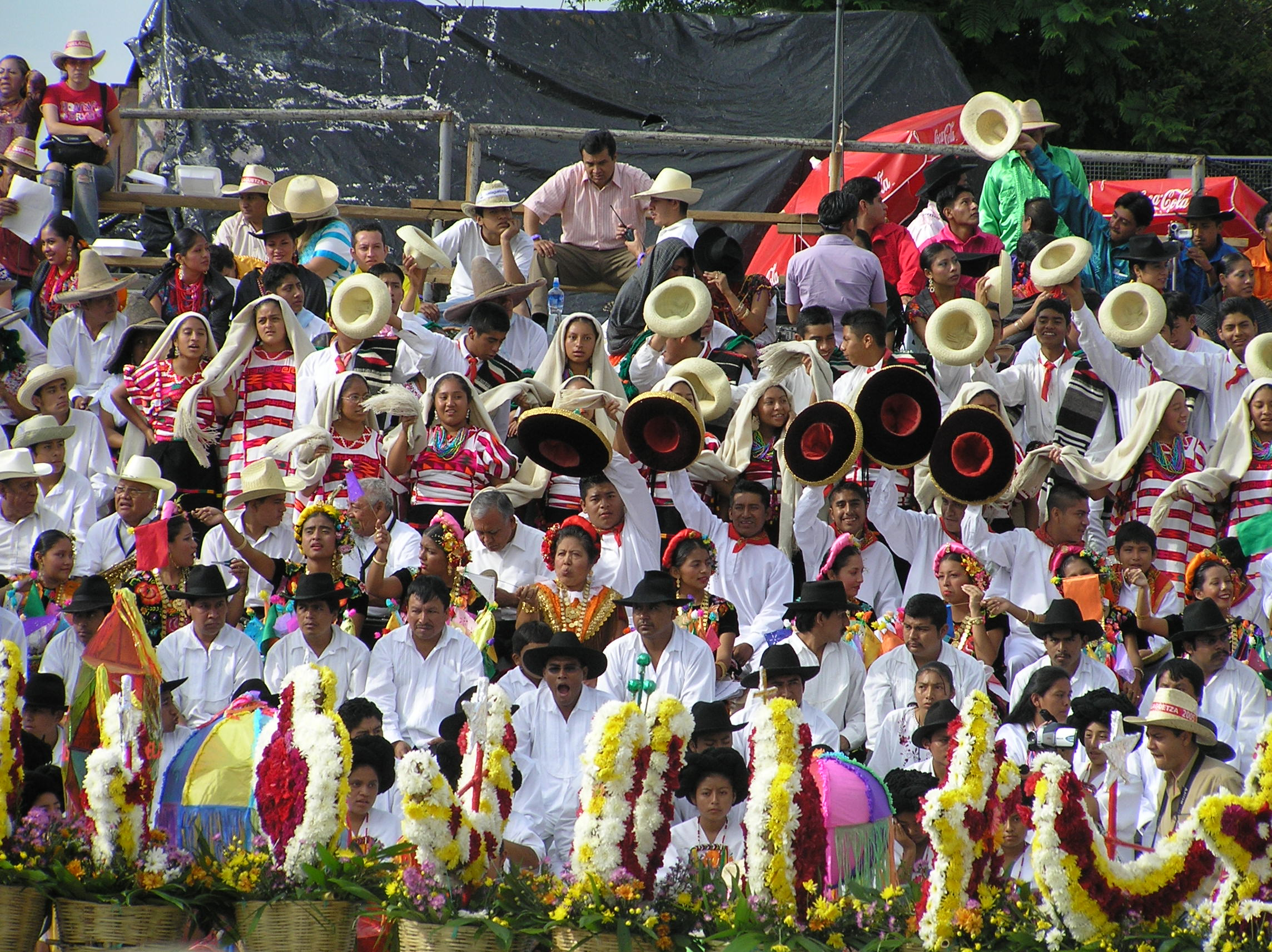
La Guelaguetza, fiesta indígena y mestiza oaxaqueña que se celebra el Lunes del Cerro en el mes de julio.

Eventos importantes previos a la fiesta de la Guelaguetza.
El certamen de elección de la representante de la Diosa Centéotl, se lleva a cabo los días viernes y sábado, antes del primer lunes del cerro o fiesta de la Guelaguetza. Este concurso es organizado por la Secretaría de Turismo, esta dependencia convoca a señoritas de las diferentes regiones del estado a participar en esta actividad. El certamen se realiza en el jardín del Pañuelito, los jurados son personalidades miembros del Comité de Autenticidad, los cuales son expertos conocedores de las tradiciones de cada una de las regiones del estado, estos evalúan el conocimiento de las tradiciones y costumbres que cada una de las participantes deben tener de su región. En el certamen, durante el primer día, las participantes hablan sobre las tradiciones, festividades, comida, leyendas, etc. de la región en que viven. En el segundo día dan una explicación del traje que portan, así como de los elementos que lo componen. Al término de la exposición el Comité de Autenticidad realiza el conteo de puntos obtenidos por cada una de las señoritas, la que obtenga el mayor número de puntos es nombrada como la representante de la Diosa Centéotl, esta tendrá el honor de presidir en compañía del Gobernador del Estado las fiestas de la Guelaguetza. Este evento es muy bello, ya que nos brinda la oportunidad de aprender sobre las diferentes regiones del estado, el significado de sus trajes, su cosmovisión y en algunas ocasiones hasta escuchar su idioma madre.
Los dos lunes siguientes al 16 de julio se lleva a cabo la Guelaguetza, un espectáculo de danza y música protagonizado por grupos representativos de las 8 regiones tradicionales, que muestran su patrimonio cultural ante miles de turistas que aprovechan la ocasión para darse un baño de historia, cultura y tradición.
La guelaguetza, que significa "aportación o tributo" es una fiesta muy antigua de los oaxaqueños, que remonta sus orígenes a la época prehispánica. Para los zapotecas, los dos últimos lunes de julio eran los días sagrados en que se elegía a la doncella más hermosa de la región para que representara a la diosa Centéotl (diosa del maíz), a la cual adoraban en estas fechas, para que las cosechas fueran abundantes. Con la conquista, en esas mismas fechas, y por medio de la evangelización, la Virgen del Carmen tomó el lugar de adoración de la diosa Centéotl. La Virgen del Carmen, cuyo templo se encuentra en la calle García Vigil actualmente, se encontraba en lo más alto de la ciudad, cerca del cerro del fortín o de la azucena. Con la colonia, el carácter de la fiesta religiosa tomo carácter de convivencia familiar, ya que después de asistir a la ceremonia de adoración a la virgen, las familias se reunían en las faldas del cerro del fortín o de la azucena, para disfrutar de la vista de la entonces pequeña ciudad y de los alimentos previamente preparados. Las niñas ricas aprovechaban para lucir sus mejores galas, mientras que los más humildes se dedicaban a vender sus productos a toda la concurrencia. Destacan en este cuadro los charros de "culito" llamados así debido a que se encontraban en estado de ebriedad, pero para disimularlo, saludaban a todas las doncellas con una reverencia, en la que mostraban parte de esa estructura anatómica antes mencionada de forma tan vulgar.  Actualmente la guelaguetza es una fiesta en que se reúnen las 8 regiones del estado de Oaxaca para mostrar por medio del baile y la música, la exuberancia de sus tradiciones, y se entrega, a todos los invitados, una "guelaguetza" que es un regalo que los danzantes ofrecen a todos los que tienen la dicha de presenciar un espectáculo tan lleno de tradición y simbolismos como lo es la guelaguetza.
Resulta importante mencionar que el domingo antes de la Guelaguetza, se realiza una representación de la llegada de los españoles: la conquista de América escenificada por los propios oaxaqueños, y al terminar en el cerro de la guelaguetza tal representación; los danzantes de las distintas regiones se dirigen a las poblaciones de Villas de Etla, San Antonino Castillo, Zaachila, Cuilapam y Tlacochahuaya para escenificar en la parte alta de tales regiones esta tradición que data de la época prehispánica.
En el zócalo de la capital también se encuentran constantes exposiciones, los martes y jueves toca la banda del estado en el kiosco del zócalo capitalino, (que por cierto, es un hermoso ejemplo de la arquitectura afrancesada que introdujo el ilustre Porfirio Díaz) los miércoles son de danzón y todos los domingos a las 12 del día inicia un concierto a un costado de la catedral del estado, donde la orquesta filarmónica del estado de Oaxaca, deleita a todos los propios y visitantes, con hermosas melodías autóctonas y de carácter internacional, sin poder faltar el himno oaxaqueño, el incomparable: "Dios nunca muere" del ilustre compositor: Macedonio Alcalá.
Sin embargo existen diversos clubes abiertos cotidianamente dónde también se encuentra música actual: salsa y miniatura.

### Danza de la Pluma
El danzante principal representa al sol. Ejecuta movimientos circulares mediante los cuales entabla un diálogo con los demás danzantes que representan a los cuerpos celestes. Los movimientos diagonales representan el solsticio de invierno y los de tipo paralelo el equinoccio de primavera.
La vestimenta de esta danza ha tenido variaciones desde la conquista, así como durante la intervención francesa, en el siglo XIX, cuando se incorporaron a la danza los pasos y la música de la mazurca y el chotis. El sol usa un penacho enorme, adornado con espejos y plumas. Esta danza cierra la fiesta de la Guelaguetza, evento anual en que convergen los grupos de danzantes de las siete regiones en que se divide cultural y geográficamente el estado de Oaxaca.

### Pintura
Oaxaca ha dado a la nación mexicana importantes pintores de fama internacional durante el siglo XX, su plasticidad ha sido inigualable que hace de este estado un rincón mexicano donde la cultura emerge de su tierra y es considera tierra de pintores.
Rufino Tamayo fue un artista siempre en búsqueda de nuevas técnicas. Junto con Lea Remba creó un nuevo tipo de técnica gráfica, conocida como mixografía; impresión sobre papel a la que se le añade profundidad y textura. Una de las mixografías más famosas de Tamayo es "Dos Personajes Atacados por Perros".
Francisco Toledo es considerado uno de los mejores artistas vivientes de México. Es un experto impresor, dibujante, pintor, escultor y ceramista. Su arte y plástica refleja una gran apreciación por la estética de la naturaleza, particularmente la de animales que no son convencionalmente asociados con la belleza (murciélagos, iguanas, sapos, insectos). La visión moral de Toledo afirma que el mundo de los humanos y el de los animales son uno con la naturaleza. Toledo muestra un sentido de lo fantástico muy bien desarrollado al crear criaturas híbridas, parte humanas y parte animal, a la vez monstruosas y juguetonas, sus hermosos papalotes, libretas artesanales, máscaras, joyería e intrínsecos grabados son otra muestra de su genialidad.
Rodolfo Morales (1925-2002) forma, con Rufino Tamayo y Francisco Toledo, la gran trilogía de pintores oaxaqueños, centrales para el desarrollo del arte mexicano del siglo XX. Su pintura se caracteriza por una paleta que remite fuertemente a la vida cotidiana de Oaxaca y, sin embargo, su temática parte de esa misma vida cotidiana, pero para trascenderla en composiciones fuertemente oníricas y simbólicas.
Estudió en la Academia de San Carlos y posteriormente viajó por Europa, Estados Unidos y Latinoamérica, antes de establecerse definitivamente en su tierra natal en 1985. Montó su primera exposición en 1978, en la galería de Estela Shapiro en la Ciudad de México. Los últimos años de su vida los dedicó a la difusión y conservación del arte y la cultura en Oaxaca y, más en concreto, en Ocotlán de Morelos (Guelachiró), su pueblo de origen.

### Artesanías

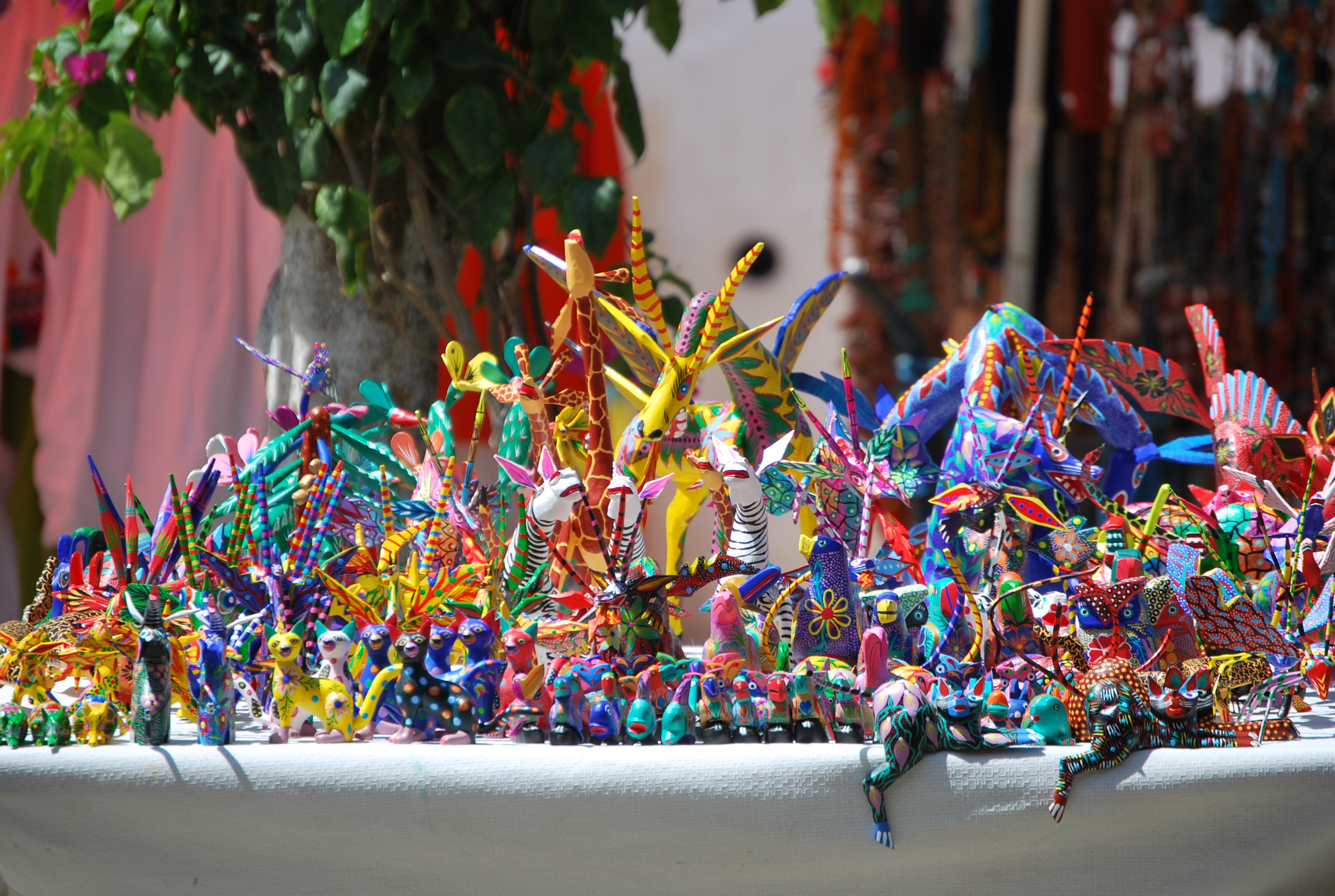
Alebrijes.

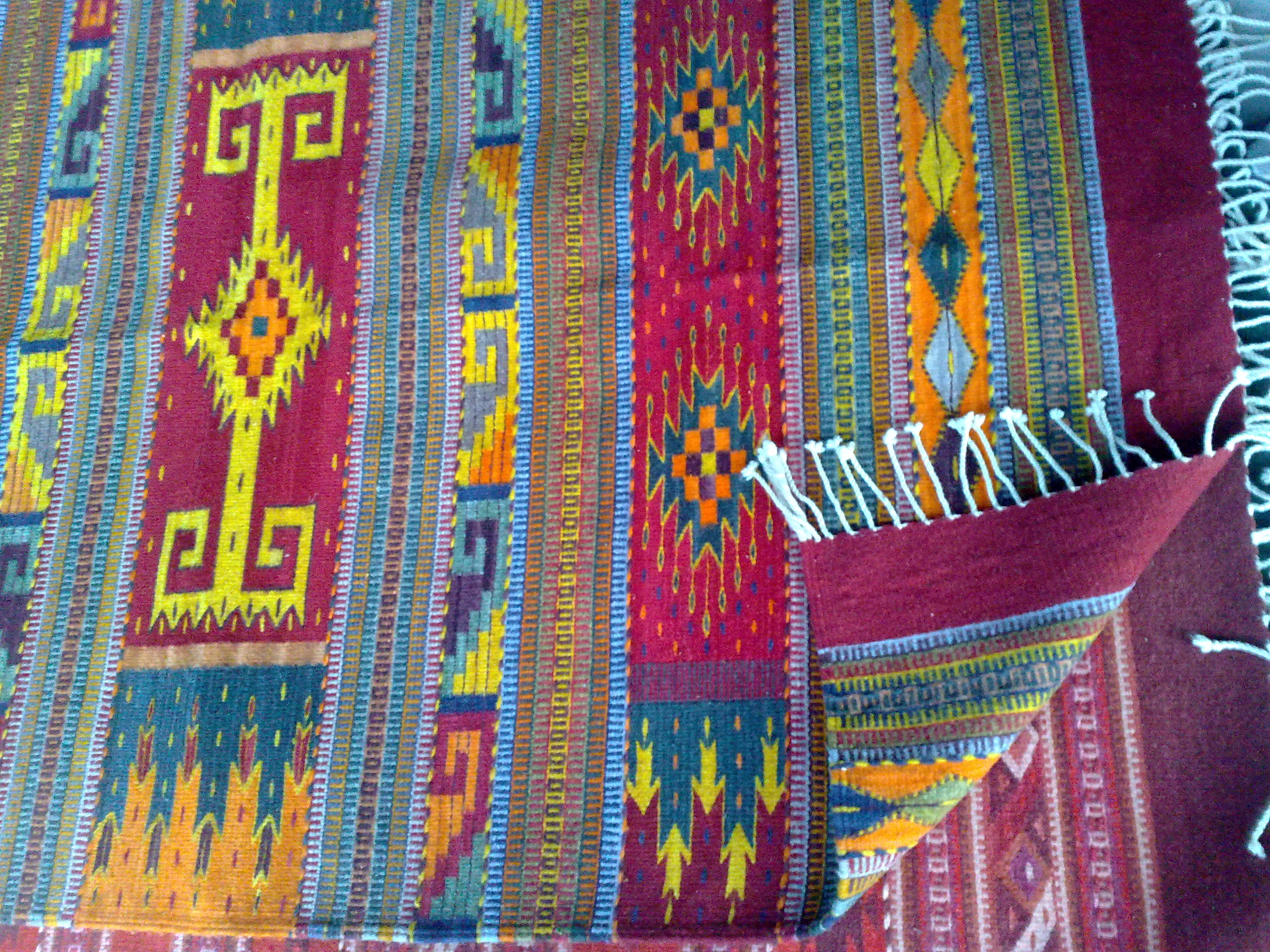
Textiles oaxaqueños

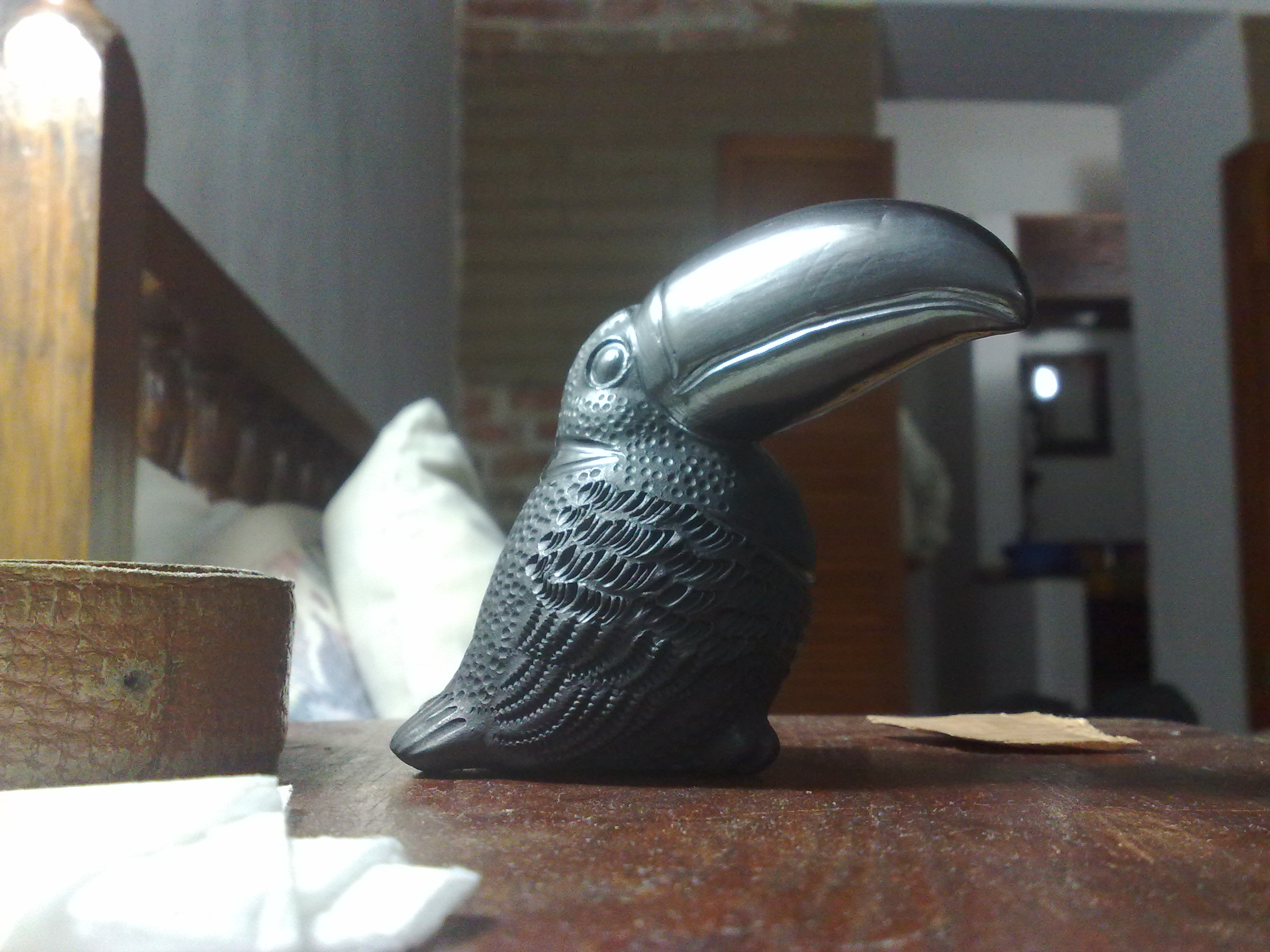
Tucán de barro negro

Oaxaca es famoso por sus productos artesanales, entre los cuales sobresalen los alebrijes, la alfarería orfebrería y algunos diseños textiles indígenas y contemporáneos, entre los que se incluyen los pozahuancos tejidos de algodón y teñidos con grana cochinilla, azul añil y tinte del caracol púrpura. La alfarería de barro negro en los Valles; talabartería en la Costa y la Mixteca, joyería, hojalatería, palma y cestería.
Ubicada en el barrio de Xochimilco, en el centro de Oaxaca, radica la casa de las artesanías, donada por el pintor Francisco Toledo.
Oaxaca es mundialmente reconocida por sus textiles, elaborados con hilos de algodón, confeccionados en telares de cintura o rodete; sus diseños son únicos al combinar colores y bordados. Entre los más destacados se encuentran los huipiles mixes, triquis, de Yalalag, del Istmo de Tehuantepec, Tuxtepec, entre otros.
Los textiles se elaboran tradicionalmente en telar de pedal o de cintura, algunos provienen de localidades cercanas a la ciudad y de las demás regiones del estado. De Teotitlán del Valle, Mitla y Tlacolula provienen colchas, cobijas, jorongos y tapetes, elaborados en telar de pedal, con hilo de lana, al natural y teñida con tintes naturales. En Mitla y Santo Tomás Jalietza se tienen rebozos, blusas, huipiles, bolsas, caminos de mesa, servilletas, manteles; elaborados con hilos de algodón. En San Antonino Castillo Velasco encontramos blusas bordadas en hilo de seda. De Tlaxiaco, Tuxtepec y Huatla son los huipiles y enredos, algunos de ellos elaborados en telar de cintura y bordados con figuras de animales de vistosos colores. De la región del Istmo surgen los hermosos trajes regionales de istmeña confeccionados en telas de seda, terciopelo y encaje con finos bordados de flores de vistosos colores.

### Literatura
En el panorama de las letras nacionales, Oaxaca ha aportado dos nombres fundamentales: José Vasconcelos y Andrés Henestrosa.

### Gastronomía
Oaxaca es conocida por su variedad gastronómica, condimentos y sazón.  Entre los diversos platillos y alimentos se encuentran: tlayudas, tamales, tejate, pozonque, agua de chilacayota y de chía, memelas, totopos, empanadas, quesillo, chorizo, cecina, tasajo, pinole, pan de muerto oaxaqueño, pan de yema, pan de sal, chocolate, moles, productos del mar, etc.; además, es de los estados donde más variedades de insectos se consumen, como los chapulines, los gusanos de maguey y las chicatanas (hormigas).
Aún cuando la industria ha alcanzado muchos platos de su gastronomía, en especial el chocolate, aún existen grupos artesanales que rescatan la preparación y el sabor original, como los llamados "chocolateconalas". Así mismo, pequeños grupos artesanales para otros productos pueden encontrarse en la periferia de la ciudad.

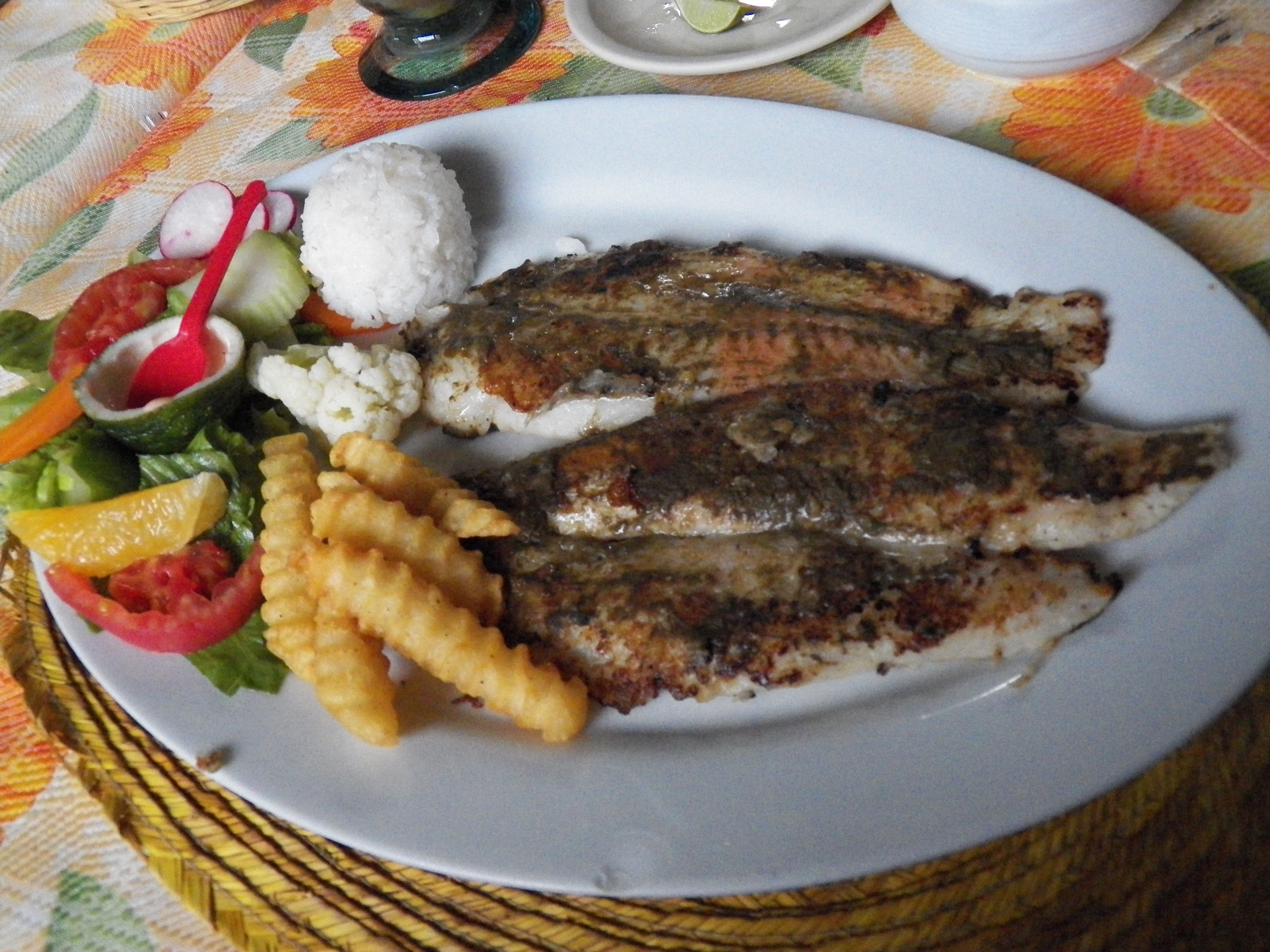
Filete de pescado a las hierbas, Oaxaca, Méx.

También destaca el mezcal, bebida que se fabrica con la piña o corazón de agave. En los últimos años, el mezcal ha tenido gran aceptación y difusión en diversos lugares, esto sobre todo desde 1997, año en que se implementó la feria internacional del Mezcal, realizada en la ciudad de Oaxaca.

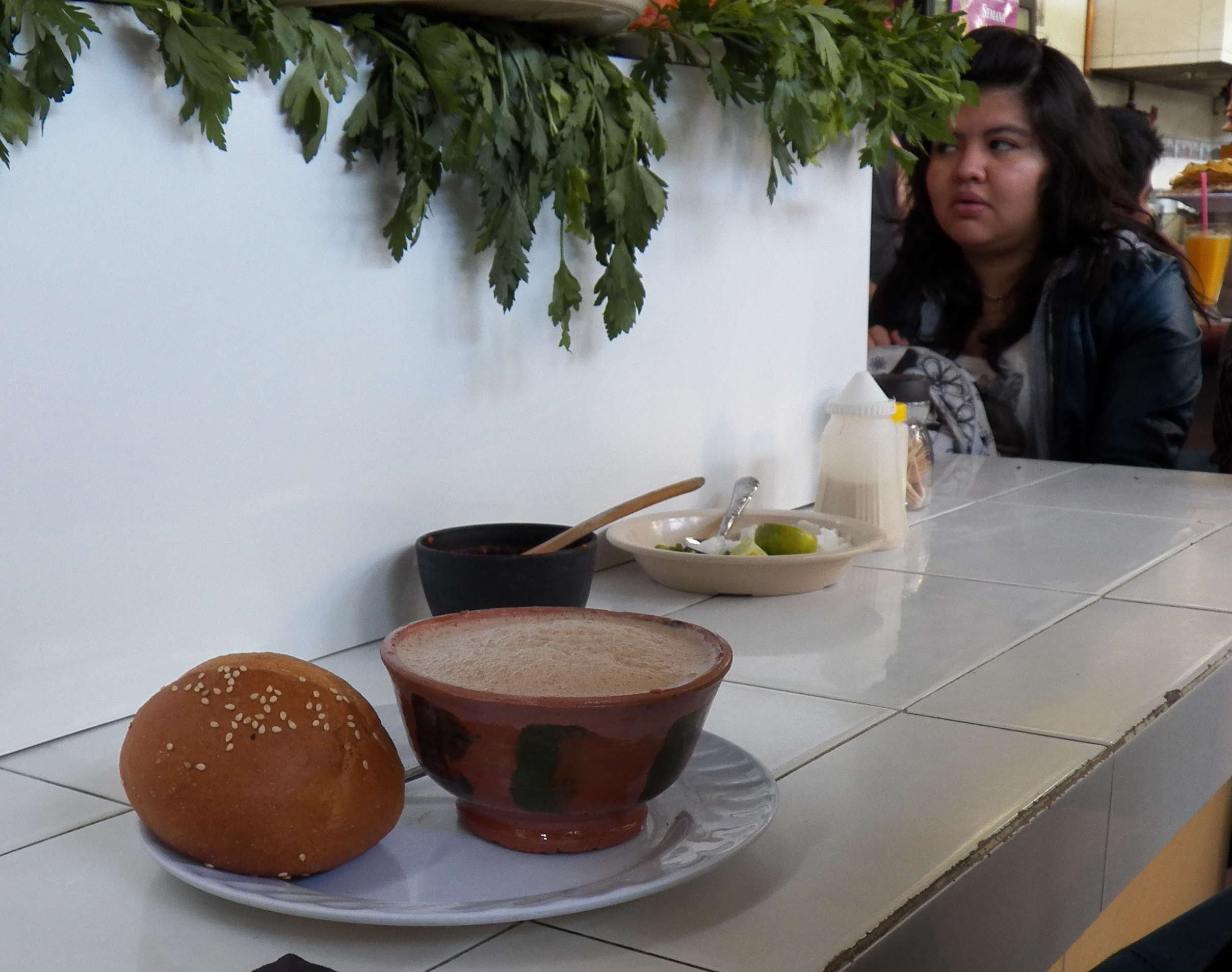
Chocolate con leche y pan, Oaxaca, México

### Archivo Histórico
El Archivo General del Poder Ejecutivo del Estado de Oaxaca (AGEPEO) es la Institución encargada de preservar y fomentar el aprovechamiento de la memoria escrita, favoreciendo la investigación y conocimiento por parte de la sociedad de los diversos aspectos de la historia y realidad del estado de Oaxaca. El archivo transformó su nombre a Archivo General del Estado de Oaxaca en 2018. Su acervo histórico fue organizado por la asociación Apoyo al Desarrollo de Archivos y Bibliotecas de México A.C. en un proyecto conjunto con el gobierno del estado que duró seis años.
La Fundación Alfredo Harp Helú Oaxaca apoyó la construcción del edificio en donde se aloja actualmente conocido como el parque Ciudad de las Canteras, lugar que inspirara un cuento para niños relacionado con el patrimonio documental oaxaqueño y el nuevo edificio del archivo.

### Archivo Histórico de la archidiócesis de Antequera Oaxaca
El Archivo Histórico de la arquidiócesis de Antequera-Oaxaca (AHAAO), es el recinto que resguarda documentación histórica correspondiente a la actividad de la iglesia de Antequera; se encuentra ubicado en el centro histórico de la ciudad de Oaxaca, dentro del edificio que actualmente ocupa la Curia Diocesana. Los documentos que ofrece el AHAAO pueden ser consultados por cualquier persona, siempre y cuando cumplan con los requisitos indispensables; esto con la finalidad de enriquecer la historia en la que nos desenvolvemos y hacerla fructificar.
Los documentos del AHAAO vivieron momentos críticos en el largo peregrinar de la iglesia oaxaqueña. En el siglo XIX después de la incautación sufrida por las “Leyes de Reforma”, así como durante la Revolución y también en el tiempo de la llamada “persecución religiosa”, el acervo documental fue extraído del edificio que lo cobijaba y siguió una serie de movimientos en los que mucha de la información se perdió y otra quedó en manos de particulares. Solo hasta finales de la primera mitad del siglo pasado fue este material depositado en uno de los salones de la Catedral de Oaxaca.
El último movimiento de este acervo ocurrió en 1985 cuando pasó a su actual recinto, los espacios del antiguo bautisterio de la Catedral. Ahí con el apoyo de algunas instituciones y de especialistas se comenzaron a catalogar y ordenar los documentos. A partir de noviembre de 2004, el Pbro. Francisco Reyes Ochoa, secretario canciller de la arquidiócesis de Oaxaca, se encuentra en calidad de responsable del AHAAO, estando como encargada la Srta. Berenice Ibarra Rivas.

## Deportes

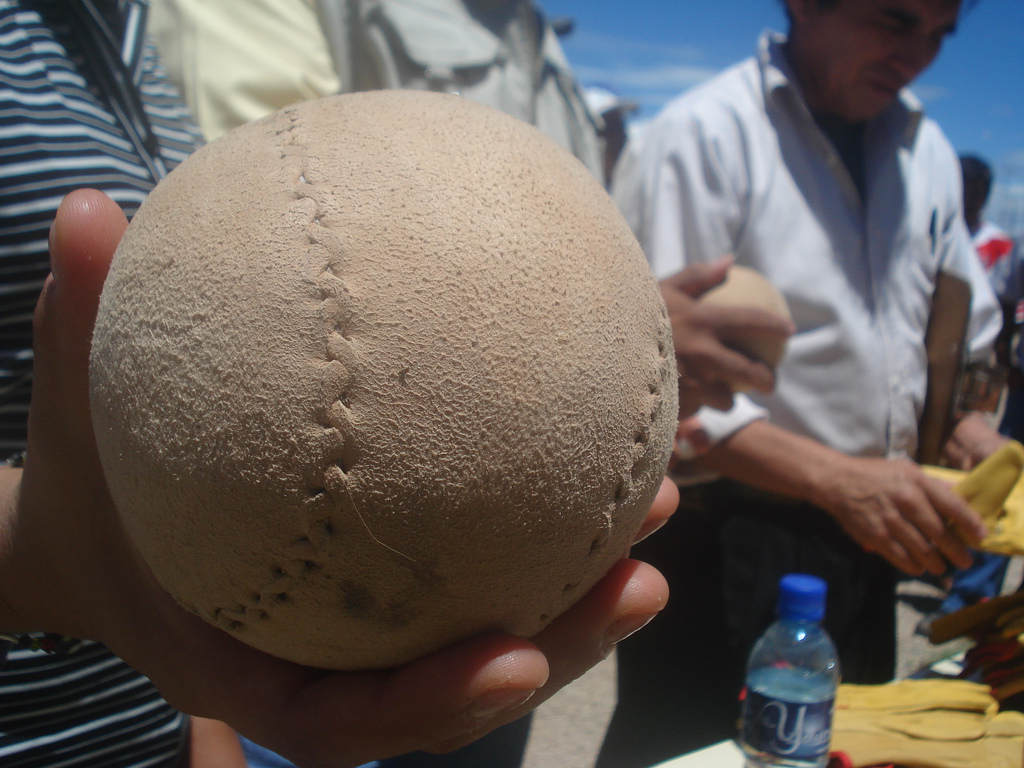
La pelota mixteca, un deporte oaxaqueño de gran tradición.

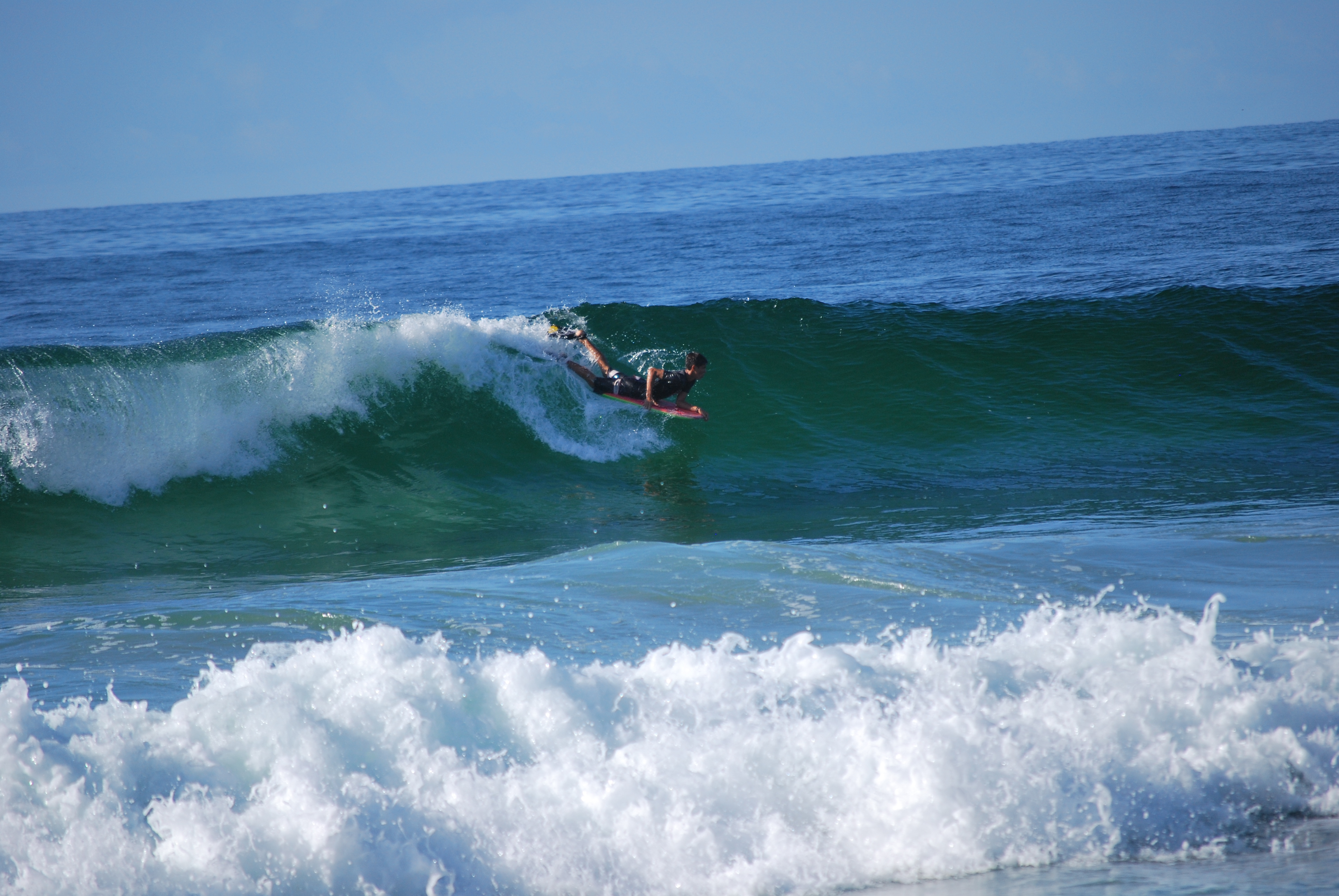
Surfista en las playas de Zipolite.

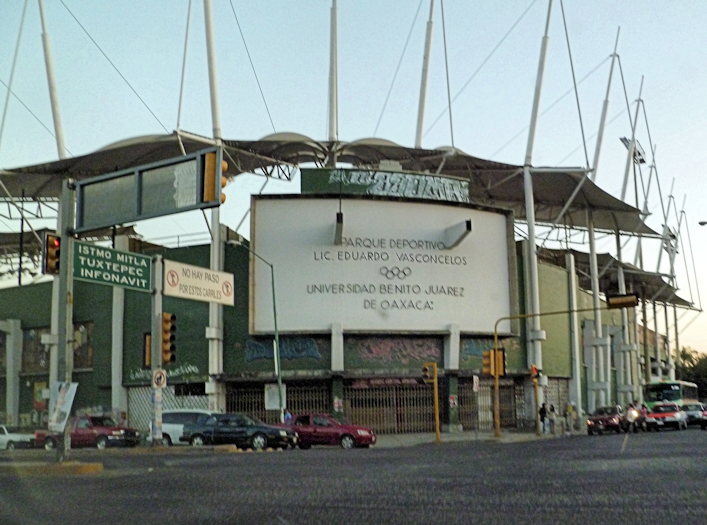
El estadio de béisbol Eduardo Vasconcelos en la ciudad de Oaxaca.

Guerreros de Oaxaca es el equipo profesional de béisbol de la ciudad de Oaxaca. En octubre de 1995 se jugaba la Serie Mundial de béisbol, a la cual asistían el CP don Alfredo Harp Helú junto con el grupo de accionistas de los Diablos Rojos del México, Roberto Mansur, José Marrón, Carlos Helú G., así como el licenciado Pedro Treto Cisneros, que en ese entonces, fungía como presidente de la Liga Mexicana de béisbol de verano.
El grupo de ejecutivos recibió la información de que el equipo de los Charros de Jalisco estaba en venta debido al bajo desempeño mostrado por el club en los últimos años.
Fue entonces que don Alfredo Harp, un enamorado del rey de los deportes, vislumbró la posibilidad de llevar la franquicia a su querido Oaxaca, en donde él había escogido llevar a cabo sus proyectos culturales y filantrópicos, mismos que serían complementados con el aspecto deportivo.
Se realizaron gestiones ante el gobierno estatal que en aquel entonces encabezaba el Lic. Diódoro Carrasco, quien apoyó el proyecto.
En diciembre y teniendo como marco la Convención Internacional de béisbol celebrada en Los Ángeles, California, se puso a consideración el tema de Oaxaca como aspirante a una sede dentro del béisbol de verano, a lo cual accedió la asamblea en forma unánime. El presidente del circuito de verano.
La noticia causó un verdadero revuelo en la capital del Estado y no solamente ahí, sino en las ocho regiones que conforman Oaxaca.
Durante largos años, el sueño deportivo de la entidad había sido contar con béisbol profesional de buen nivel, ya que la gran mayoría de la población es aficionada al deporte de las inteligencias.
Alfredo Harp Helú presentó en mayo de 2013 la anexión de Alebrijes de Oaxaca como el equipo de fútbol representativo del estado tras formar parte del Proyecto Tecamachalco, club que jugaba en el afluente distrito de Tecamachalco en Huixquilucan al poniente y en el estadio Neza 86 al oriente la Ciudad de México. Una vez presentado el proyecto de instalaciones aprobado por la FMF se oficializó que el club jugaría en Ascenso MX a partir del Apertura 2013.La directiva de Tecamachalco recibió numerosas propuestas: durante semanas,  se habló de la posibilidad de jugar en diversas entidades federativas, pero ninguna de ellas convencía. Finalmente, surgió la oportunidad de jugar en Oaxaca y la directiva no lo pensó dos veces: por sus raíces, por su tradición, por el calibre de sus ciudadanos y por el peso que este estado tiene dentro de la cultura e historia nacionales, la directiva decidió que aquí estaba el hogar del equipo.
Ya estaba el equipo y ya estaba su casa: faltaba un nombre. La denominación del equipo no era cosa menor y, de nuevo, la directiva empleó meses para tomar la decisión. Se buscaba un nombre que representara, de manera rotunda, al estado de Oaxaca.
Después de una consulta popular – llevada a cabo en redes sociales- y de la ayuda del doctor Julio César Santaella, el nuevo equipo adquirió su identidad: Alebrijes de Oaxaca FC. La concepción del equipo estaba completa.
Pelota mixteca: enlace con el pasado prehispánico del cual se tienen grandes vestigios, es este juego que en la actualidad se practica. Ha pasado de padres a hijos, la tradición oral jugó un papel fundamental para preservar el juego. En la actualidad se practica en tres ámbitos: indígena, rural y urbano, participan adultos y jóvenes. Este deporte ha trascendido fronteras por la migración, llegando hasta los Estados Unidos. Se realizan torneos en las fiestas patronales de la Mixteca, en las fiestas de noviembre en Puerto Escondido, en las fiestas de julio de la Guelaguetza y en el mismo mes en Huajuapan de León durante sus ferias. Por este motivo pertenece a la Federación Mexicana de Juegos y Deportes Autóctonos y Tradicionales, A.C.
Golf: hay un campo de golf de 9 hoyos con doble salida a escasos 20 min. del centro de la ciudad; es un campo semi plano, con 4 lagos artificiales, es un par 68 con una distancia a recorrer de 5218 yardas. Fue fundado en 1983 en una extensión de 12 hectáreas. Está ubicado en una zona donde el clima es muy fresco, pero para quien va a las playas, también se cuenta con un campo de golf de 18 hoyos con 78 hectáreas en la bahía de Tangolunda, Santa María Huatulco, con paisajes paradisíacos.
Ciclismo de montaña: por su orografía y paisajes naturales es una buena opción, se practica principalmente en: Sierra Norte: Ixtlán de Juárez, San Antonio Cuajimoloyas, Santa Catarina Ixtepeji, Benito Juárez Lachatao, San Isidro Llano Grande; y en la Mixteca en Santiago Apoala y la H. Huajuapan de León. Hay disponibilidad de tours desde horas hasta días.
Surfing: en las costas de Oaxaca se practica, principalmente en Puerto Escondido en la playa Zicatela con torneo en el mes de noviembre y en Huatulco en la playa La Bocana en la bahía Conejos con torneo en el mes de mayo.
Snorkel o buceo: en Puerto Escondido principalmente en playa Carrizalillo y playa Manzanillo, playa Marinero y Puerto Angelito; y Huatulco en todo el complejo de las bahías.
Balsa o Kayak: en el río Copalita en Huatulco.
Pesca deportiva: en Puerto Escondido con torneo en noviembre y en Huatulco con torneo en mayo, capturándose Pez vela, dorado, marlín y pez gallo, además de Huajuapan de León sobre la presa de Yosocuta con torneos en julio, para la pesca de lobina negra.
Fútbol (soccer y rápido 7): en el campo de pasto artificial. La principal afluencia de este deporte se ubica en la ciudad de Oaxaca y en Huajuapan de León, teniendo un campeón en el fútbol internacional como lo es el jugador mexicano Ricardo Osorio, seleccionado por la federación mexicana del deporte y orgullosamente oaxaqueño de la región de la mixteca.
Baloncesto: Este deporte se practica en todo Oaxaca, debido a la simplicidad del desarrollo del juego. Este deporte es muy popular debido a la topografía accidentada que tiene el estado, es más fácil practicar baloncesto en las sierras que jugar a fútbol u otros deportes.
En la Sierra Norte, la mayoría de las personas saben cómo se juega el baloncesto, y esto ha cobrado gran importancia en las ferias patronales, donde se realizan torneos relámpagos de baloncesto con premios atractivos, el cual ha hecho que jugadores de otros estados arriben a las competencias.
En la Sierra Norte se realiza la Copa Juárez; esta se realiza de manera regional participando los municipios de los distritos de Villa Alta, Ixtlán de Juárez y Mixe. Este torneo ha cobrado importancia a nivel estatal, y ha motivado a muchos visores o caza talentos para ofrecer becas a los jugadores juveniles y llevárselos a universidades importantes, por mencionar alguno el " Tecnológico de Monterrey". En la sierra Norte de Oaxaca al igual que en otras regiones del estado.

## Escolaridad
Información acerca de la educación en Oaxaca (Actualidad).
En Oaxaca, el grado promedio de escolaridad de la población de 15 años y más es de 6.9, lo que equivale a prácticamente el primer año de secundaria.
En México la población de 15 años y más ha terminado la secundaria (grado promedio de escolaridad 8.6).
De cada 100 personas de 15 años y más…13.8 no tienen ningún grado de escolaridad.
61.6% tienen la educación básica terminada.
0.1% cuentan con una carrera técnica o comercial con primaria terminada.
14.2% finalizaron la educación media superior.
9.9% concluyeron la educación superior.
0.4% no especificado.

#### Analfabetismo
En Oaxaca, 16 de cada 100 personas de 15 años y más, no saben leer ni escribir.
A nivel nacional...son 7 de cada 100 habitantes.

## Gobernadores de Oaxaca
| - (1834): Antonio de León - (1842-1845): Antonio de León - (1847-1852): Benito Juárez García - (1858-1860): José María Díaz Ordaz - (1863-1864): Porfirio Díaz Mori - (1866): Porfirio Díaz Mori - (1867-1871): Félix (Chato) Díaz Mori - (1902): Miguel Bolaños Cacho (Interino) - (1911): Félix Díaz (Interino) - (1911): Licenciado Constantino Chapital (Interino) - (1911-1912): Benito Juárez Maza - (1912-1913): Miguel Bolaños Cacho - (1917-1919): Juan Jiménez Méndez - (1920-1923): Manuel García Vigil - (1921): Carlos Bravo (Interino) - (1921): Ramón Pardo (Interino) - (1923): Flavio Pérez Gasga (Interino) - (1923): Isaac M. Ibarra - (1924): Arturo Osorio (Interino) - (1924-1925): Onofre Jiménez - (1925-1928): Genaro Vicente Vásquez Quiroz - (1928-1932): Francisco López Cortés - (1932-1936): Anastasio García Toledo | - (1936-1940): General Constantino Chapital - (1940-1944): Vicente González Fernández - (1944-1947): Edmundo M. Sánchez Cano - (1947-1950): Eduardo Vasconcelos - (1950-1952): Manuel Mayoral Heredia - (1952-1955): Manuel Cabrera Carrasquedo (Interino) - (1955): Manuel I. Manjardín (Interino) - (1955-1956): José Pacheco Iturribarría (Interino) - (1956-1962): Alfonso Pérez Gasga - (1962-1968): Rodolfo Brena Torres - (1968-1970): Víctor Bravo Ahúja - (1970-1974): Fernando Gómez Sandoval (Interino) - (1974-1977): Manuel Zárate Aquino - (1977-1980): Eliseo Jiménez Ruiz (Interino) - (1980-1985): Pedro Vásquez Colmenares - (1985-1986): Jesús Martínez Álvarez (Interino) - (1986-1992): Heladio Ramírez López - (1992-1998): Diódoro Carrasco Altamirano - (1998-2004): José Murat Casab - (2004-2010): Ulises Ruiz Ortiz - (2010-2016): Gabino Cué Monteagudo - (2016-2022): Alejandro Murat Hinojosa - (2022-2028): Salomón Jara Cruz |